# Danh sách trò chơi của Electronic Arts: 1983–1999
Đây là danh sách trò chơi điện tử đã xuất bản hoặc được phát triển bởi Electronic Arts. Kể từ năm 1983 và bản phát hành năm 1987 của Skate or Die!, hãng đã lần lượt xuất bản và phát triển các trò chơi, gói trò chơi, cũng như một số sản phẩm phần mềm trước đó. Chỉ các phiên bản của trò chơi do EA phát triển hoặc xuất bản, cũng như số năm phát hành của các phiên bản đó mới được liệt kê ở đây.
| Được phát triển và xuất bản bởi EA |
| Chỉ được phát triển bởi EA         |
| Chỉ được xuất bản bởi EA           |
| Chỉ được phân phối bởi EA          |

## Danh sách (từ 1983-1999)
Đây là một danh sách chưa hoàn tất, và có thể sẽ không bao giờ thỏa mãn yêu cầu hoàn tất. Bạn có thể đóng góp bằng cách mở rộng nó bằng các thông tin đáng tin cậy.
| Tên                                                                   | Ngày ra mát          | Nền tảng                            | Nhà phát triển                                               | Có liên quan                    |
| --------------------------------------------------------------------- | -------------------- | ----------------------------------- | ------------------------------------------------------------ | ------------------------------- |
| Archon: The Light and the Dark                                        | 1983                 | Amiga                               | Free Fall Associates                                         | :32                             |
| Archon: The Light and the Dark                                        | 1983                 | Apple II                            | Free Fall Associates                                         | :32                             |
| Archon: The Light and the Dark                                        | 1983                 | Atari 8-bit                         | Free Fall Associates                                         | :39                             |
| Archon: The Light and the Dark                                        | 1983                 | Commodore 64                        | Free Fall Associates                                         | :32                             |
| Archon: The Light and the Dark                                        | 1983                 | IBM PC (self-booting)               | Free Fall Associates                                         | :32                             |
| Archon: The Light and the Dark                                        | 1983                 | Macintosh                           | Free Fall Associates                                         | :32                             |
| Axis Assassin                                                         | 1983                 | Apple II                            | Electronic Arts                                              | :9                              |
| Axis Assassin                                                         | 1983                 | Atari 8-bit                         | Electronic Arts                                              | [ 3 ]                           |
| Axis Assassin                                                         | 1983                 | Commodore 64                        | Electronic Arts                                              | :61                             |
| D-Bug                                                                 | 1983                 | Atari 8-bit                         | ChildWare                                                    | [ 4 ]                           |
| D-Bug                                                                 | 1983                 | Commodore 64                        | ChildWare                                                    | [ 4 ]                           |
| Hard Hat Mack                                                         | 1983                 | Apple II                            | Michael Abbot / Matthew Alexander                            | :20                             |
| Hard Hat Mack                                                         | 1983                 | Atari 8-bit                         | Michael Abbot / Matthew Alexander                            | :45                             |
| Hard Hat Mack                                                         | 1983                 | Commodore 64                        | Michael Abbot / Matthew Alexander                            | :65                             |
| Hard Hat Mack                                                         | 1984                 | IBM PC (self-booting)               | Michael Abbot / Matthew Alexander                            | [ 5 ]                           |
| M.U.L.E.                                                              | 1983                 | Atari 8-bit                         | Ozark Softscape                                              | :71                             |
| M.U.L.E.                                                              | 1983                 | Commodore 64                        | Ozark Softscape                                              | :71                             |
| Murder on the Zinderneuf                                              | 1983                 | Apple II                            | Free Fall Associates                                         | [ 7 ]                           |
| Murder on the Zinderneuf                                              | 1983                 | Atari 8-bit                         | Free Fall Associates                                         | :50                             |
| Murder on the Zinderneuf                                              | 1983                 | Commodore 64                        | Free Fall Associates                                         | [ 7 ]                           |
| Murder on the Zinderneuf                                              | 1983                 | IBM PC (self-booting)               | Free Fall Associates                                         | [ 8 ]                           |
| One on One: Dr. J vs. Larry Bird                                      | 1983                 | Amiga                               | Electronic Arts                                              | [ 9 ]                           |
| One on One: Dr. J vs. Larry Bird                                      | 1983                 | Apple II                            | Electronic Arts                                              | :126                            |
| One on One: Dr. J vs. Larry Bird                                      | 1983                 | Atari 8-bit                         | Electronic Arts                                              | [ 9 ]                           |
| One on One: Dr. J vs. Larry Bird                                      | 1983                 | Commodore 64                        | Electronic Arts                                              | [ 9 ]                           |
| One on One: Dr. J vs. Larry Bird                                      | 1983                 | IBM PC (self-booting)               | Electronic Arts                                              | [ 9 ]                           |
| One on One: Dr. J vs. Larry Bird                                      | 1983                 | Macintosh                           | Electronic Arts                                              | [ 9 ]                           |
| One on One: Dr. J vs. Larry Bird                                      | 1983                 | Atari 7800                          | Electronic Arts                                              | [ 9 ]                           |
| One on One: Dr. J vs. Larry Bird                                      | 1983                 | TRS-80 Color Computer               | Electronic Arts                                              | [ 9 ]                           |
| Pinball Construction Set                                              | 1983                 | Apple II                            | BudgeCo                                                      | :27                             |
| Pinball Construction Set                                              | 1983                 | Atari 8-bit                         | BudgeCo                                                      | :52                             |
| Pinball Construction Set                                              | 1983                 | Commodore 64                        | BudgeCo                                                      | :69                             |
| Pinball Construction Set                                              | 1985                 | IBM PC (self-booting)               | BudgeCo                                                      | [ 10 ]                          |
| Pinball Construction Set                                              | 1986                 | Macintosh                           | BudgeCo                                                      | [ 10 ]                          |
| The Standing Stones                                                   | 1983                 | Apple II                            | Peter Schmuckal / Daniel B. Sommers                          | [ 11 ] [ 12 ] [ 13 ] [ 14 ]     |
| The Standing Stones                                                   | 1983                 | Commodore 64                        | Peter Schmuckal / Daniel B. Sommers                          | [ 11 ] [ 12 ] [ 13 ] [ 14 ]     |
| Worms?                                                                | 1983                 | Atari 8-bit                         | David Maynard                                                | :59                             |
| Worms?                                                                | 1983                 | Commodore 64                        | David Maynard                                                | :74                             |
| Archon II: Adept                                                      | 1984                 | Amiga                               | Free Fall Associates                                         | [ 15 ]                          |
| Archon II: Adept                                                      | 1984                 | Amstrad CPC                         | Free Fall Associates                                         | [ 15 ]                          |
| Archon II: Adept                                                      | 1984                 | Apple II                            | Free Fall Associates                                         | [ 15 ]                          |
| Archon II: Adept                                                      | 1984                 | Atari 8-bit                         | Free Fall Associates                                         | [ 15 ]                          |
| Archon II: Adept                                                      | 1984                 | Commodore 64                        | Free Fall Associates                                         | [ 15 ]                          |
| Adventure Construction Set                                            | 1984                 | Commodore 64                        | Stuart Smith                                                 | [ 16 ]                          |
| Adventure Construction Set                                            | 1985                 | Apple II                            | Stuart Smith                                                 | [ 16 ]                          |
| Adventure Construction Set                                            | 1986                 | Amiga                               | Glen Tenney                                                  | [ 16 ]                          |
| Adventure Construction Set                                            | 1987                 | DOS                                 | Stuart Smith                                                 | [ 16 ]                          |
| Mike Edwards' Realm of Impossibility                                  | 1984                 | Apple II                            | BRAM                                                         | [ 17 ]                          |
| Mike Edwards' Realm of Impossibility                                  | 1984                 | Atari 8-bit                         | BRAM                                                         | [ 17 ]                          |
| Mike Edwards' Realm of Impossibility                                  | 1984                 | Commodore 64                        | BRAM                                                         | [ 17 ]                          |
| Music Construction Set                                                | 1984                 | Apple II                            | Will Harvey / Richard Plom                                   | [ 18 ]                          |
| Music Construction Set                                                | 1984                 | Atari ST                            | Will Harvey / Richard Plom                                   | [ 19 ]                          |
| Music Construction Set                                                | 1984                 | Commodore 64                        | Will Harvey / Richard Plom                                   | :68                             |
| Music Construction Set                                                | 1984                 | DOS                                 | Will Harvey / Richard Plom                                   | [ 19 ]                          |
| The Seven Cities of Gold                                              | 1984                 | Apple II                            | Ozark Softscape                                              | [ 20 ]                          |
| The Seven Cities of Gold                                              | 1984                 | Atari 8-bit                         | Ozark Softscape                                              | [ 20 ]                          |
| The Seven Cities of Gold                                              | 1984                 | Commodore 64                        | Ozark Softscape                                              | [ 20 ]                          |
| The Seven Cities of Gold                                              | 1985                 | Amiga                               | Ozark Softscape                                              | [ 20 ]                          |
| The Seven Cities of Gold                                              | 1985                 | Macintosh                           | Ozark Softscape                                              | [ 20 ]                          |
| The Seven Cities of Gold                                              | 1987                 | DOS                                 | Ozark Softscape                                              | [ 20 ]                          |
| Skyfox                                                                | 1984                 | Apple II                            | Ray Tobey                                                    | [ 21 ] [ 22 ] [ 23 ]            |
| Skyfox                                                                | 1985                 | Amstrad CPC                         | Ray Tobey                                                    | [ 21 ] [ 22 ] [ 23 ]            |
| Skyfox                                                                | 1985                 | Commodore 64                        | Ray Tobey                                                    | [ 21 ] [ 22 ] [ 23 ]            |
| Skyfox                                                                | 1985                 | Macintosh                           | Ray Tobey                                                    | [ 21 ] [ 22 ] [ 23 ]            |
| Skyfox                                                                | 1986                 | Amiga                               | Ray Tobey                                                    | [ 21 ] [ 22 ] [ 23 ]            |
| Skyfox                                                                | 1986                 | Atari ST                            | Ray Tobey                                                    | [ 21 ] [ 22 ] [ 23 ]            |
| Alternate Reality: The City                                           | 1985                 | Amiga                               | Philip Price                                                 | [ 24 ]                          |
| Alternate Reality: The City                                           | 1985                 | Apple II                            | Philip Price                                                 | [ 24 ]                          |
| Alternate Reality: The City                                           | 1985                 | Atari 8-bit                         | Philip Price                                                 | [ 24 ]                          |
| Alternate Reality: The City                                           | 1985                 | Atari ST                            | Philip Price                                                 | [ 24 ]                          |
| Alternate Reality: The City                                           | 1985                 | Commodore 64                        | Philip Price                                                 | [ 24 ]                          |
| Alternate Reality: The City                                           | 1985                 | DOS                                 | Philip Price                                                 | [ 24 ]                          |
| Alternate Reality: The City                                           | 1985                 | Macintosh                           | Philip Price                                                 | [ 24 ]                          |
| The Bard's Tale                                                       | 1985                 | Amiga                               | Interplay Productions                                        | [ 25 ] [ 26 ]                   |
| The Bard's Tale                                                       | 1985                 | Amstrad CPC                         | Interplay Productions                                        | [ 25 ] [ 26 ]                   |
| The Bard's Tale                                                       | 1985                 | Apple II                            | Interplay Productions                                        | [ 25 ] [ 26 ]                   |
| The Bard's Tale                                                       | 1985                 | Apple IIGS                          | Interplay Productions                                        | [ 25 ] [ 26 ]                   |
| The Bard's Tale                                                       | 1985                 | Atari ST                            | Interplay Productions                                        | [ 25 ] [ 26 ]                   |
| The Bard's Tale                                                       | 1985                 | Commodore 64                        | Interplay Productions                                        | [ 25 ] [ 26 ]                   |
| The Bard's Tale                                                       | 1985                 | DOS                                 | Interplay Productions                                        | [ 25 ] [ 26 ]                   |
| The Bard's Tale                                                       | 1985                 | Macintosh                           | Interplay Productions                                        | [ 25 ] [ 26 ]                   |
| The Bard's Tale                                                       | 1988                 | ZX Spectrum                         | Interplay Productions                                        | [ 27 ]                          |
| Golden Oldies Volume 1: Computer Software Classics                    | 1985                 | Apple II                            | The Software Toolworks                                       | [ 28 ] [ 29 ] [ 30 ]            |
| Golden Oldies Volume 1: Computer Software Classics                    | 1985                 | Atari ST                            | The Software Toolworks                                       | [ 28 ] [ 29 ] [ 30 ]            |
| Golden Oldies Volume 1: Computer Software Classics                    | 1985                 | Commodore 64                        | The Software Toolworks                                       | [ 28 ] [ 29 ] [ 30 ]            |
| Golden Oldies Volume 1: Computer Software Classics                    | 1985                 | DOS                                 | The Software Toolworks                                       | [ 28 ] [ 29 ] [ 30 ]            |
| Heart of Africa                                                       | 1985                 | Commodore 64                        | Ozark Softscape                                              | [ 31 ] [ 32 ]                   |
| Lords of Conquest                                                     | 1985                 | Apple II                            | Eon Software                                                 | :140                            |
| Lords of Conquest                                                     | 1985                 | Atari 8-bit                         | Eon Software                                                 | :140                            |
| Lords of Conquest                                                     | 1985                 | Atari ST                            | Eon Software                                                 | :140                            |
| Lords of Conquest                                                     | 1985                 | Commodore 64                        | Eon Software                                                 | :140                            |
| Lords of Conquest                                                     | 1985                 | DOS                                 | Eon Software                                                 | :140                            |
| Mail Order Monsters                                                   | 1985                 | Atari 8-bit                         | Paul Reiche III / Evan Robinson / Nicky Robinson             | :326                            |
| Mail Order Monsters                                                   | 1985                 | Commodore 64                        | Paul Reiche III / Evan Robinson / Nicky Robinson             | :326                            |
| Racing Destruction Set                                                | 1985                 | Atari 8-bit                         | Rick Koenig                                                  | [ 34 ]                          |
| Racing Destruction Set                                                | 1985                 | Commodore 64                        | Rick Koenig                                                  | [ 34 ]                          |
| Richard Petty's Talladega                                             | 1985                 | Commodore 64                        | Cosmi                                                        | [ 35 ]                          |
| Robot Rascals                                                         | 1986                 | Apple II                            | Ozark Softscape                                              | [ 36 ]                          |
| Robot Rascals                                                         | 1986                 | Commodore 64                        | Ozark Softscape                                              | [ 36 ]                          |
| Robot Rascals                                                         | 1986                 | DOS                                 | Ozark Softscape                                              | [ 36 ]                          |
| Starflight                                                            | 1986                 | DOS                                 | Binary Systems                                               | [ 37 ]                          |
| Starflight                                                            | 1989                 | Amiga                               | Binary Systems                                               | [ 38 ] [ 39 ]                   |
| Starflight                                                            | 1989                 | Commodore 64                        | Binary Systems                                               | [ 40 ]                          |
| Starflight                                                            | 1990                 | Atari ST                            | Binary Systems                                               | [ 38 ] [ 39 ]                   |
| Starflight                                                            | 1990                 | Macintosh                           | Binary Systems                                               | [ 41 ]                          |
| Starflight                                                            | 15 tháng 5 năm 1991  | Sega Genesis/Mega Drive             | Binary Systems                                               | [ 42 ]                          |
| Super Boulder Dash                                                    | 1986                 | Apple II                            | First Star Software                                          | [ 43 ]                          |
| Super Boulder Dash                                                    | 1986                 | Atari 8-bit                         | First Star Software                                          | [ 43 ]                          |
| Super Boulder Dash                                                    | 1986                 | Commodore 64                        | First Star Software                                          | [ 43 ]                          |
| Super Boulder Dash                                                    | 1986                 | IBM PC (self-booting)               | First Star Software                                          | [ 43 ]                          |
| Timothy Leary's Mind Mirror                                           | 1986                 | Apple II                            | Futique, Inc.                                                | [ 44 ]                          |
| Timothy Leary's Mind Mirror                                           | 1986                 | Commodore 64                        | Futique, Inc.                                                | [ 44 ]                          |
| Timothy Leary's Mind Mirror                                           | 1986                 | DOS                                 | Futique, Inc.                                                | [ 44 ]                          |
| Touchdown Football                                                    | 1986                 | Atari 8-bit                         | Imagic                                                       | [ 45 ] [ 46 ]                   |
| Touchdown Football                                                    | 1986                 | Commodore 64                        | Imagic                                                       | [ 45 ] [ 46 ]                   |
| Touchdown Football                                                    | 1986                 | DOS                                 | Imagic                                                       | [ 45 ] [ 46 ]                   |
| Ultimate Wizard                                                       | 1986                 | Commodore 64                        | Progressive Peripherals and Software / Electronic Arts       | [ 47 ]                          |
| World Tour Golf                                                       | 1986                 | Amiga                               | Evan Robinson / Nicky Robinson / Paul Reiche III             | [ 48 ] [ 49 ]                   |
| World Tour Golf                                                       | 1986                 | Apple II                            | Evan Robinson / Nicky Robinson / Paul Reiche III             | [ 48 ] [ 49 ]                   |
| World Tour Golf                                                       | 1986                 | Commodore 64                        | Evan Robinson / Nicky Robinson / Paul Reiche III             | [ 48 ] [ 49 ]                   |
| World Tour Golf                                                       | 1986                 | DOS                                 | Evan Robinson / Nicky Robinson / Paul Reiche III             | [ 48 ] [ 49 ]                   |
| Age of Adventure                                                      | 1986                 | Apple II                            | Electronic Arts                                              | [ 50 ] [ 51 ]                   |
| Age of Adventure                                                      | 1986                 | Atari 8-bit                         | Electronic Arts                                              | [ 50 ] [ 51 ]                   |
| Age of Adventure                                                      | 1986                 | Commodore 64                        | Electronic Arts                                              | [ 50 ] [ 51 ]                   |
| Amnesia                                                               | 1986                 | Apple II                            | Cognetics Corporation                                        | [ 52 ] [ 53 ]                   |
| Amnesia                                                               | 1986                 | IBM PC (self-booting)               | Cognetics Corporation                                        | [ 52 ] [ 53 ]                   |
| Amnesia                                                               | 1987                 | Commodore 64                        | Cognetics Corporation                                        | [ 52 ] [ 53 ]                   |
| Arcticfox                                                             | 1986                 | Amiga                               | Dynamix                                                      | [ 54 ]                          |
| Arcticfox                                                             | 1986                 | Apple II                            | Dynamix                                                      | [ 54 ]                          |
| Arcticfox                                                             | 1986                 | Atari ST                            | Dynamix                                                      | [ 54 ]                          |
| Arcticfox                                                             | 1986                 | Commodore 64                        | Dynamix                                                      | [ 54 ]                          |
| Arcticfox                                                             | 1986                 | DOS                                 | Dynamix                                                      | [ 54 ]                          |
| Arcticfox                                                             | 1986                 | ZX Spectrum                         | Dynamix                                                      | [ 54 ]                          |
| The Bard's Tale II: The Destiny Knight                                | 1986                 | Commodore 64                        | Interplay Productions                                        | [ 55 ] [ 56 ]                   |
| The Bard's Tale II: The Destiny Knight                                | 1987                 | Apple II                            | Interplay Productions                                        | [ 55 ] [ 56 ]                   |
| The Bard's Tale II: The Destiny Knight                                | 1988                 | Amiga                               | Interplay Productions                                        | [ 55 ] [ 56 ]                   |
| The Bard's Tale II: The Destiny Knight                                | 1988                 | Apple IIGS                          | Interplay Productions                                        | [ 55 ] [ 56 ]                   |
| The Bard's Tale II: The Destiny Knight                                | 1988                 | DOS                                 | Interplay Productions                                        | [ 55 ] [ 56 ]                   |
| Dan Dare: Pilot of the Future                                         | 1986                 | Commodore 128                       | Gang of Five                                                 | [ 57 ]                          |
| Dan Dare: Pilot of the Future                                         | 1986                 | Commodore 64                        | Gang of Five                                                 | [ 57 ]                          |
| Deluxe Music Construction Set                                         | 1986                 | Amiga                               | Geoff Brown                                                  | [ 58 ]                          |
| Deluxe Music Construction Set                                         | 1986                 | Atari ST                            | Geoff Brown                                                  | [ 58 ]                          |
| Instant Music                                                         | 1986                 | Amiga                               | Electronic Arts                                              | [ 59 ] [ 60 ]                   |
| Instant Music                                                         | 1986                 | Apple IIGS                          | Electronic Arts                                              | [ 59 ] [ 60 ]                   |
| Instant Music                                                         | 1986                 | Commodore 64                        | Electronic Arts                                              | [ 59 ] [ 60 ]                   |
| Movie maker                                                           | 1985                 | Commodore 64                        | Electronic Arts                                              | [ 61 ] [ 60 ]                   |
| Movie maker                                                           | 1985                 | Apple IIGS                          | Electronic Arts                                              | [ 61 ] [ 60 ]                   |
| Movie maker                                                           | 1985                 | Commodore 64                        | Electronic Arts                                              | [ 61 ] [ 60 ]                   |
| Make Your Own Murder Party                                            | 1986                 | Apple II                            | Trans Fiction Systems                                        | [ 62 ] [ 63 ]                   |
| Make Your Own Murder Party                                            | 1986                 | Commodore 64                        | Trans Fiction Systems                                        | [ 62 ] [ 63 ]                   |
| Make Your Own Murder Party                                            | 1986                 | DOS                                 | Trans Fiction Systems                                        | [ 62 ] [ 63 ]                   |
| Marble Madness                                                        | 1986                 | Amiga                               | Mark Cerny                                                   | :137                            |
| Marble Madness                                                        | 1986                 | Apple II                            | Mark Cerny                                                   | :137                            |
| Marble Madness                                                        | 1986                 | Atari ST                            | Mark Cerny                                                   | :137                            |
| Marble Madness                                                        | 1986                 | Commodore 64                        | Mark Cerny                                                   | :137                            |
| Marble Madness                                                        | 1986                 | DOS                                 | Mark Cerny                                                   | :137                            |
| Marble Madness                                                        | 1991                 | Sega Genesis/Mega Drive             | Mark Cerny                                                   | :137                            |
| Patton Versus Rommel                                                  | 1986                 | Macintosh                           | Chris Crawford                                               | [ 65 ]                          |
| Patton Versus Rommel                                                  | 1987                 | Commodore 64                        | Sculptured Software                                          | [ 65 ]                          |
| Patton Versus Rommel                                                  | 1987                 | DOS                                 | Sculptured Software                                          | [ 65 ]                          |
| PHM Pegasus                                                           | 1986                 | Amstrad CPC                         | Lucasfilm Games                                              | [ 66 ]                          |
| PHM Pegasus                                                           | 1986                 | Apple II                            | Lucasfilm Games                                              | [ 66 ]                          |
| PHM Pegasus                                                           | 1986                 | Commodore 64                        | Lucasfilm Games                                              | [ 66 ]                          |
| PHM Pegasus                                                           | 1986                 | ZX Spectrum                         | Lucasfilm Games                                              | [ 66 ]                          |
| PHM Pegasus                                                           | 1988                 | DOS                                 | Lucasfilm Games                                              | [ 66 ]                          |
| Chuck Yeager's Advanced Flight Trainer                                | 1987                 | Amstrad CPC                         | Lerner Research                                              | [ 67 ] [ 68 ] [ 69 ]            |
| Chuck Yeager's Advanced Flight Trainer                                | 1987                 | Apple II                            | Lerner Research                                              | [ 67 ] [ 68 ] [ 69 ]            |
| Chuck Yeager's Advanced Flight Trainer                                | 1987                 | Commodore 64                        | Lerner Research                                              | [ 67 ] [ 68 ] [ 69 ]            |
| Chuck Yeager's Advanced Flight Trainer                                | 1987                 | DOS                                 | Lerner Research                                              | [ 67 ] [ 68 ] [ 69 ]            |
| Chuck Yeager's Advanced Flight Trainer                                | 1987                 | ZX Spectrum                         | Lerner Research                                              | [ 67 ] [ 68 ] [ 69 ]            |
| Deathlord                                                             | 1987                 | Apple II                            | Electronic Arts                                              | [ 70 ]                          |
| Deathlord                                                             | 1987                 | Commodore 64                        | Electronic Arts                                              | [ 70 ]                          |
| Earl Weaver Baseball                                                  | 1987                 | Amiga                               | Don Daglow / Eddie Dombrower                                 | [ 71 ]                          |
| Earl Weaver Baseball                                                  | 1987                 | Apple II                            | Don Daglow / Eddie Dombrower                                 | [ 71 ]                          |
| Earl Weaver Baseball                                                  | 1987                 | DOS                                 | Don Daglow / Eddie Dombrower                                 | [ 71 ]                          |
| Earth Orbit Stations                                                  | 1987                 | Apple II                            | Karl Buiter                                                  | [ 72 ] [ 73 ] [ 74 ] [ 75 ]     |
| Earth Orbit Stations                                                  | 1987                 | Commodore 64                        | Karl Buiter                                                  | [ 72 ] [ 73 ] [ 74 ] [ 75 ]     |
| Earth Orbit Stations                                                  | 1987                 | Macintosh                           | Karl Buiter                                                  | [ 72 ] [ 73 ] [ 74 ] [ 75 ]     |
| Game Over II                                                          | 1987                 | Amstrad CPC                         | Dinamic Software                                             | [ 76 ]                          |
| Game Over II                                                          | 1987                 | Atari ST                            | Dinamic Software                                             | [ 76 ]                          |
| Game Over II                                                          | 1987                 | Commodore 64                        | Dinamic Software                                             | [ 76 ]                          |
| Game Over II                                                          | 1987                 | DOS                                 | Dinamic Software                                             | [ 76 ]                          |
| Game Over II                                                          | 1987                 | MSX                                 | Dinamic Software                                             | [ 76 ]                          |
| Game Over II                                                          | 1987                 | ZX Spectrum                         | Dinamic Software                                             | [ 76 ]                          |
| Legacy of the Ancients                                                | 1987                 | Apple II                            | Quest Software, Inc.                                         | [ 77 ]                          |
| Legacy of the Ancients                                                | 1987                 | Commodore 64                        | Quest Software, Inc.                                         | [ 77 ]                          |
| Legacy of the Ancients                                                | 1987                 | DOS                                 | Quest Software, Inc.                                         | [ 77 ]                          |
| Questmaster I: The Prism of Heheutotol                                | 1987                 | DOS                                 | MicroIllusions                                               | [ 78 ]                          |
| Skyfox II: The Cygnus Conflict                                        | 1987                 | Commodore 64                        | Dynamix                                                      | [ 79 ] [ 80 ] [ 81 ]            |
| Skyfox II: The Cygnus Conflict                                        | 1988                 | Amiga                               | Dynamix                                                      | [ 79 ] [ 80 ] [ 81 ]            |
| Skyfox II: The Cygnus Conflict                                        | 1988                 | DOS                                 | Dynamix                                                      | [ 79 ] [ 80 ] [ 81 ]            |
| Skyfox II: The Cygnus Conflict                                        | 1989                 | Atari ST                            | Dynamix                                                      | [ 79 ] [ 80 ] [ 81 ]            |
| Tomahawk                                                              | 1987                 | Atari 8-bit                         | Digital Integration                                          | [ 82 ]                          |
| Tomahawk                                                              | 1987                 | Commodore 64                        | Digital Integration                                          | [ 82 ]                          |
| Skate or Die!                                                         | tháng 10 năm 1987    | Amstrad CPC                         | Electronic Arts                                              | [ 83 ]                          |
| Skate or Die!                                                         | tháng 10 năm 1987    | Apple II                            | Electronic Arts                                              | [ 84 ]                          |
| Skate or Die!                                                         | tháng 10 năm 1987    | Atari ST                            | Electronic Arts                                              | [ 84 ]                          |
| Skate or Die!                                                         | tháng 10 năm 1987    | Commodore 64                        | Electronic Arts                                              | [ 84 ]                          |
| Skate or Die!                                                         | tháng 10 năm 1987    | DOS                                 | Electronic Arts                                              | [ 85 ]                          |
| Skate or Die!                                                         | tháng 10 năm 1987    | ZX Spectrum                         | Electronic Arts                                              | [ 86 ]                          |
| Wasteland                                                             | 2 tháng 1 năm 1988   | Apple II                            | Interplay Productions                                        | [ 87 ] [ 88 ]                   |
| Wasteland                                                             | 2 tháng 1 năm 1988   | Commodore 64                        | Interplay Productions                                        | [ 87 ] [ 88 ]                   |
| Wasteland                                                             | 2 tháng 1 năm 1988   | DOS                                 | Interplay Productions                                        | [ 87 ] [ 88 ]                   |
| Aaargh!                                                               | 1988                 | Amiga                               | Binary Design / Sculptured Software                          | [ 89 ]                          |
| Abrams Battle Tank                                                    | 1988                 | DOS                                 | Dynamix                                                      | [ 90 ]                          |
| The Bard's Tale III: Thief of Fate                                    | 1988                 | Apple II                            | Interplay Productions                                        | [ 91 ] [ 92 ] [ 26 ]            |
| The Bard's Tale III: Thief of Fate                                    | 1988                 | Commodore 64                        | Interplay Productions                                        | [ 91 ] [ 92 ] [ 26 ]            |
| The Bard's Tale III: Thief of Fate                                    | 1990                 | DOS                                 | Interplay Productions                                        | [ 91 ] [ 92 ] [ 26 ]            |
| The Bard's Tale III: Thief of Fate                                    | 1991                 | Amiga                               | Interplay Productions                                        | [ 91 ] [ 92 ] [ 26 ]            |
| Caveman Ughlympics                                                    | 1988                 | Commodore 64                        | Dynamix                                                      | [ 93 ]                          |
| Caveman Ughlympics                                                    | 1989                 | DOS                                 | Dynamix                                                      | [ 93 ]                          |
| F/A 18 Interceptor                                                    | 1988                 | Amiga                               | Intellisoft                                                  | [ 94 ] [ 95 ]                   |
| Ferrari Formula One                                                   | 1988                 | Amiga                               | Electronic Arts / Imagitec Design Inc.                       | [ 96 ] [ 97 ]                   |
| Ferrari Formula One                                                   | 1988                 | Atari ST                            | Electronic Arts / Imagitec Design Inc.                       | [ 96 ] [ 97 ]                   |
| Ferrari Formula One                                                   | 1988                 | Commodore 64                        | Electronic Arts / Imagitec Design Inc.                       | [ 96 ] [ 97 ]                   |
| Ferrari Formula One                                                   | 1988                 | DOS                                 | Electronic Arts / Imagitec Design Inc.                       | [ 96 ] [ 97 ]                   |
| Fusion                                                                | 1988                 | Amiga                               | Bullfrog Productions                                         | [ 98 ] [ 99 ]                   |
| Fusion                                                                | 1988                 | Atari ST                            | Bullfrog Productions                                         | [ 98 ] [ 99 ]                   |
| John Madden Football                                                  | 1 tháng 6 năm 1988   | Apple II                            | Bethesda Softworks                                           | [ 100 ] [ 101 ] [ 102 ] [ 103 ] |
| John Madden Football                                                  | 1989                 | Commodore 64                        | Rob Johnson                                                  | [ 100 ] [ 101 ] [ 102 ] [ 103 ] |
| John Madden Football                                                  | 1989                 | DOS                                 | Robin Antonick / John Friedman                               | [ 100 ] [ 101 ] [ 102 ] [ 103 ] |
| Kings of the Beach                                                    | 1988                 | Commodore 64                        | Electronic Arts                                              | [ 104 ] [ 105 ]                 |
| Kings of the Beach                                                    | 1988                 | DOS                                 | Electronic Arts                                              | [ 104 ] [ 105 ]                 |
| Mars Saga                                                             | 1988                 | Commodore 64                        | Westwood Associates                                          | [ 106 ]                         |
| Modem Wars                                                            | 1988                 | Commodore 64                        | Ozark Softscape                                              | [ 107 ]                         |
| Modem Wars                                                            | 1988                 | DOS                                 | Ozark Softscape                                              | [ 107 ]                         |
| Powerdrome                                                            | 1988                 | Amiga                               | Michael Powell                                               | [ 108 ] [ 109 ] [ 110 ]         |
| Powerdrome                                                            | 1989                 | Atari ST                            | Michael Powell                                               | [ 108 ] [ 109 ] [ 110 ]         |
| Powerdrome                                                            | 1990                 | DOS                                 | Michael Powell                                               | [ 108 ] [ 109 ] [ 110 ]         |
| Powerplay Hockey                                                      | 1988                 | Commodore 64                        | Electronic Arts                                              | [ 111 ]                         |
| Rack 'Em                                                              | 1988                 | Commodore 64                        | Artech Digital Entertainments, Inc.                          | [ 112 ]                         |
| Sentinel Worlds I: Future Magic                                       | 1988                 | Commodore 64                        | Karl Buiter                                                  | [ 113 ] [ 114 ]                 |
| Sentinel Worlds I: Future Magic                                       | 1988                 | DOS                                 | Karl Buiter                                                  | [ 113 ] [ 114 ]                 |
| Serve & Volley                                                        | 1988                 | Commodore 64                        | Artech D.E. Inc                                              | [ 115 ] [ 116 ]                 |
| TKO                                                                   | 1988                 | Commodore 64                        | Accolade                                                     | [ 117 ]                         |
| The Train: Escape to Normandy                                         | 1988                 | Amstrad CPC                         | Artech Digital Entertainment                                 | [ 118 ] [ 119 ] [ 120 ]         |
| The Train: Escape to Normandy                                         | 1988                 | Commodore 64                        | Artech Digital Entertainment                                 | [ 118 ] [ 119 ] [ 120 ]         |
| Vixen                                                                 | 1988                 | ZX Spectrum                         | Intelligent Design                                           | [ 121 ]                         |
| Zany Golf                                                             | 1988                 | Amiga                               | Sandcastle Productions                                       | [ 122 ]                         |
| Zany Golf                                                             | 1988                 | Apple II                            | Sandcastle Productions                                       | [ 122 ]                         |
| Zany Golf                                                             | 1988                 | Atari ST                            | Sandcastle Productions                                       | [ 122 ]                         |
| Zany Golf                                                             | 1988                 | DOS                                 | Sandcastle Productions                                       | [ 122 ]                         |
| Zany Golf                                                             | 1988                 | Sega Genesis/Mega Drive             | Sandcastle Productions                                       | [ 122 ]                         |
| SimCity                                                               | 2 tháng 2 năm 1989   | Numerous platforms                  | Maxis                                                        | [ 123 ]                         |
| Populous                                                              | 5 tháng 6 năm 1989   | Amiga                               | Bullfrog Productions                                         | [ 124 ]                         |
| Populous                                                              | 5 tháng 6 năm 1989   | Atari ST                            | Bullfrog Productions                                         | [ 125 ]                         |
| Populous                                                              | 5 tháng 6 năm 1989   | DOS                                 | Bullfrog Productions                                         | [ 126 ]                         |
| Populous                                                              | 5 tháng 6 năm 1989   | Sega Genesis/Mega Drive             | Bullfrog Productions                                         | [ 127 ]                         |
| 688 Attack Sub                                                        | 1989                 | DOS                                 | Electronic Arts                                              | [ 128 ]                         |
| 688 Attack Sub                                                        | 1990                 | Amiga                               | Electronic Arts                                              | [ 128 ]                         |
| 688 Attack Sub                                                        | tháng 7 năm 1991     | Sega Genesis/Mega Drive             | MicroProse                                                   | :192                            |
| The Archon Collection                                                 | 1989                 | Amiga                               | Free Fall Associates                                         | [ 129 ]                         |
| Budokan: The Martial Spirit                                           | 1989                 | Amiga                               | Electronic Arts                                              | [ 130 ] [ 131 ]                 |
| Budokan: The Martial Spirit                                           | 1989                 | Amstrad CPC                         | Electronic Arts                                              | [ 130 ] [ 131 ]                 |
| Budokan: The Martial Spirit                                           | 1989                 | Commodore 64                        | Electronic Arts                                              | [ 130 ] [ 131 ]                 |
| Budokan: The Martial Spirit                                           | 1989                 | DOS                                 | Electronic Arts                                              | [ 130 ] [ 131 ]                 |
| Budokan: The Martial Spirit                                           | 1989                 | ZX Spectrum                         | Electronic Arts                                              | [ 130 ] [ 131 ]                 |
| Budokan: The Martial Spirit                                           | 1990                 | Sega Genesis/Mega Drive             | Electronic Arts                                              | :63                             |
| Cartooners                                                            | 1989                 | Apple IIGS                          | Electronic Arts                                              | [ 132 ]                         |
| Cartooners                                                            | 1989                 | DOS                                 | Electronic Arts                                              | [ 132 ]                         |
| Chuck Yeager's Advanced Flight Trainer 2.0                            | 1989                 | Amiga                               | Lerner Research                                              | [ 133 ]                         |
| Chuck Yeager's Advanced Flight Trainer 2.0                            | 1989                 | Atari ST                            | Lerner Research                                              | [ 133 ]                         |
| Chuck Yeager's Advanced Flight Trainer 2.0                            | 1989                 | DOS                                 | Lerner Research                                              | [ 133 ]                         |
| F-16 Combat Pilot                                                     | 1989                 | DOS                                 | Black Box                                                    | [ 134 ]                         |
| Fire King                                                             | 1989                 | Commodore 64                        | Strategic Studies Group                                      | [ 135 ] [ 136 ]                 |
| Fire King                                                             | 1989                 | DOS                                 | Strategic Studies Group                                      | [ 135 ] [ 136 ]                 |
| The Hound of Shadow                                                   | 1989                 | Amiga                               | Eldritch Games                                               | [ 137 ] [ 138 ]                 |
| The Hound of Shadow                                                   | 1989                 | Atari ST                            | Eldritch Games                                               | [ 137 ] [ 138 ]                 |
| The Hound of Shadow                                                   | 1989                 | DOS                                 | Eldritch Games                                               | [ 137 ] [ 138 ]                 |
| Indianapolis 500: The Simulation                                      | 1989                 | DOS                                 | Papyrus                                                      | [ 139 ]                         |
| Indianapolis 500: The Simulation                                      | 1990                 | Amiga                               | Papyrus                                                      | [ 140 ]                         |
| Keef the Thief                                                        | 1989                 | Amiga                               | Naughty Dog                                                  | [ 141 ]                         |
| Keef the Thief                                                        | 1989                 | DOS                                 | Naughty Dog                                                  | [ 141 ]                         |
| Lakers versus Celtics and the NBA Playoffs                            | 1989                 | DOS                                 | Electronic Arts                                              | [ 142 ] [ 143 ]                 |
| Lakers versus Celtics and the NBA Playoffs                            | 1990                 | Sega Genesis/Mega Drive             | Electronic Arts                                              | :129                            |
| Panzer Battles                                                        | 1989                 | Amiga                               | SSG Strategic Studies                                        | [ 144 ]                         |
| Populous: The Final Frontier                                          | 1989                 | Amiga                               | Bullfrog Productions                                         | [ 145 ]                         |
| Populous: The Final Frontier                                          | 1989                 | Atari ST                            | Bullfrog Productions                                         | [ 145 ]                         |
| Populous: The Promised Lands                                          | 1989                 | Amiga                               | Bullfrog Productions                                         | [ 146 ] [ 147 ]                 |
| Populous: The Promised Lands                                          | 1989                 | Atari ST                            | Bullfrog Productions                                         | [ 146 ] [ 147 ]                 |
| Populous: The Promised Lands                                          | 1989                 | DOS                                 | Bullfrog Productions                                         | [ 146 ] [ 147 ]                 |
| Project Firestart                                                     | 1989                 | Commodore 64                        | Dynamix                                                      | [ 148 ]                         |
| Shadow of the Beast                                                   | 1989                 | Sega Genesis/Mega Drive             | Reflections Interactive                                      | [ 149 ]                         |
| Starflight 2: Trade Routes of the Cloud Nebula                        | 1989                 | DOS                                 | Binary Systems                                               | [ 150 ]                         |
| Starflight 2: Trade Routes of the Cloud Nebula                        | 1991                 | Amiga                               | MicroMagic                                                   | [ 150 ]                         |
| Starflight 2: Trade Routes of the Cloud Nebula                        | 1991                 | Apple II                            | MicroMagic                                                   | [ 150 ]                         |
| The Untouchables                                                      | 1989                 | Commodore 64                        | Ocean Software                                               | [ 151 ]                         |
| Flood                                                                 | tháng 6 năm 1990     | Amiga                               | Bullfrog Productions                                         | :57                             |
| Flood                                                                 | tháng 6 năm 1990     | Atari ST                            | Bullfrog Productions                                         | :57                             |
| The Immortal                                                          | tháng 11 năm 1990    | Amiga                               | Sandcastle                                                   | [ 153 ]                         |
| The Immortal                                                          | tháng 11 năm 1990    | Apple II                            | Sandcastle                                                   | [ 153 ]                         |
| The Immortal                                                          | tháng 11 năm 1990    | Atari ST                            | Sandcastle                                                   | [ 153 ]                         |
| The Immortal                                                          | tháng 11 năm 1990    | DOS                                 | Sandcastle                                                   | [ 153 ]                         |
| The Immortal                                                          | tháng 11 năm 1990    | Nintendo Entertainment System       | Sandcastle                                                   | [ 153 ]                         |
| The Immortal                                                          | 11 tháng 7 năm 1991  | Sega Genesis/Mega Drive             | Sandcastle                                                   | :116                            |
| John Madden Football                                                  | tháng 12 năm 1990    | Sega Genesis/Mega Drive             | Park Place Productions                                       | [ 154 ]                         |
| John Madden Football                                                  | tháng 11 năm 1991    | Super Nintendo Entertainment System | Park Place Productions                                       | [ 155 ] [ 156 ]                 |
| John Madden Football                                                  | tháng 12 năm 1992    | Amiga                               | Park Place Productions                                       | [ 157 ]                         |
| The Bard's Tale Trilogy                                               | 1990                 | DOS                                 | Interplay Productions                                        | [ 158 ]                         |
| Battle Squadron                                                       | 1990                 | Sega Genesis/Mega Drive             | Cope-Com                                                     | :52                             |
| Centurion: Defender of Rome                                           | 1990                 | Amiga                               | Bits of Magic                                                | :138                            |
| Centurion: Defender of Rome                                           | 1990                 | DOS                                 | Bits of Magic                                                | :138                            |
| Centurion: Defender of Rome                                           | 1991                 | Sega Genesis/Mega Drive             | Bits of Magic                                                | :67                             |
| Escape from Hell                                                      | 1990                 | DOS                                 | Electronic Arts                                              | [ 160 ]                         |
| Fountain of Dreams                                                    | 1990                 | DOS                                 | Electronic Arts                                              | [ 161 ]                         |
| Hard Nova                                                             | 1990                 | Amiga                               | Malibu Interactive                                           | [ 162 ] [ 163 ] [ 164 ] [ 165 ] |
| Hard Nova                                                             | 1990                 | Atari ST                            | Malibu Interactive                                           | [ 162 ] [ 163 ] [ 164 ] [ 165 ] |
| Hard Nova                                                             | 1990                 | DOS                                 | Malibu Interactive                                           | [ 162 ] [ 163 ] [ 164 ] [ 165 ] |
| Imperium                                                              | 1990                 | Amiga                               | The Intelligent Games Co.                                    | [ 166 ]                         |
| Imperium                                                              | 1990                 | Atari ST                            | The Intelligent Games Co.                                    | [ 166 ]                         |
| Imperium                                                              | 1990                 | DOS                                 | The Intelligent Games Co.                                    | [ 166 ]                         |
| LHX Attack Chopper                                                    | 1990                 | DOS                                 | Electronic Arts                                              | [ 167 ] [ 168 ] [ 169 ]         |
| LHX Attack Chopper                                                    | 1992                 | Sega Genesis/Mega Drive             | Electronic Arts                                              | :132                            |
| Low Blow                                                              | 1990                 | DOS                                 | Synergistic Software                                         | [ 170 ] [ 171 ]                 |
| Powermonger                                                           | 1990                 | Amiga                               | Bullfrog Productions                                         | :21                             |
| Powermonger                                                           | 1990                 | Atari ST                            | Bullfrog Productions                                         | :21                             |
| Powermonger                                                           | 1992                 | DOS                                 | Bullfrog Productions                                         | [ 173 ]                         |
| Powermonger                                                           | 1992                 | Sega Genesis/Mega Drive             | Bullfrog Productions                                         | :170                            |
| Powermonger                                                           | 1994                 | Macintosh                           | Bullfrog Productions                                         | [ 173 ]                         |
| Powermonger                                                           | 1994                 | Sega CD                             | Bullfrog Productions                                         | [ 174 ]                         |
| Projectyle                                                            | 1990                 | Amiga                               | Eldritch the Cat                                             | [ 175 ] [ 176 ] [ 177 ]         |
| Projectyle                                                            | 1990                 | Atari ST                            | Eldritch the Cat                                             | [ 175 ] [ 176 ] [ 177 ]         |
| Shadow of the Beast II                                                | 1990                 | Sega Genesis/Mega Drive             | Reflections Interactive                                      | [ 178 ]                         |
| Skate or Die 2: The Search for Double Trouble                         | 1990                 | Nintendo Entertainment System       | Electronic Arts                                              | [ 179 ]                         |
| Ski or Die                                                            | 1990                 | Amiga                               | Electronic Arts                                              | [ 180 ]                         |
| Ski or Die                                                            | 1990                 | Commodore 64                        | Electronic Arts                                              | [ 180 ]                         |
| Ski or Die                                                            | 1990                 | DOS                                 | Electronic Arts                                              | [ 180 ]                         |
| Sword of Sodan                                                        | 1990                 | Sega Genesis/Mega Drive             | Innerprise                                                   | :212                            |
| King's Bounty                                                         | 21 tháng 2 năm 1991  | Sega Genesis/Mega Drive             | New World Computing                                          | :128                            |
| Populous II: Trials of the Olympian Gods                              | 31 tháng 8 năm 1991  | Amiga                               | Bullfrog Productions                                         | [ 181 ]                         |
| Populous II: Trials of the Olympian Gods                              | 31 tháng 8 năm 1991  | Atari ST                            | Bullfrog Productions                                         | [ 181 ]                         |
| Populous II: Trials of the Olympian Gods                              | 31 tháng 8 năm 1991  | DOS                                 | Bullfrog Productions                                         | [ 181 ]                         |
| Populous II: Trials of the Olympian Gods                              | 31 tháng 8 năm 1991  | Sega Genesis/Mega Drive             | Bullfrog Productions                                         | [ 181 ]                         |
| Road Rash (1991)                                                      | tháng 9 năm 1991     | Sega Genesis/Mega Drive             | Electronic Arts                                              | [ 182 ]                         |
| Road Rash (1991)                                                      | tháng 12 năm 1992    | Amiga                               | Peakstar Software                                            | [ 183 ]                         |
| Are We There Yet?                                                     | 1991                 | DOS                                 | Manley & Associates, Inc.                                    | [ 184 ]                         |
| The Bard's Tale Construction Set                                      | 1991                 | Amiga                               | Interplay Productions                                        | [ 185 ]                         |
| The Bard's Tale Construction Set                                      | 1991                 | DOS                                 | Interplay Productions                                        | [ 185 ]                         |
| Battle Chess II: Chinese Chess                                        | 1991                 | Amiga                               | Interplay Entertainment                                      | [ 186 ]                         |
| Battle Chess II: Chinese Chess                                        | 1991                 | DOS                                 | Interplay Entertainment                                      | [ 186 ]                         |
| Birds of Prey                                                         | 1991                 | Amiga                               | Argonaut Games                                               | [ 187 ]                         |
| Birds of Prey                                                         | 1991                 | DOS                                 | Argonaut Games                                               | [ 187 ]                         |
| Bulls vs Lakers and the NBA Playoffs                                  | 1991                 | Sega Genesis/Mega Drive             | Electronic Arts                                              | :64                             |
| Chuck Yeager's Air Combat                                             | 1991                 | DOS                                 | Brent Iverson                                                | [ 188 ] [ 189 ] [ 190 ]         |
| Chuck Yeager's Air Combat                                             | 1991                 | Macintosh                           | Brent Iverson                                                | [ 191 ]                         |
| Dark Castle                                                           | 1991                 | Sega Genesis/Mega Drive             | Silicon Beach Software                                       | :79                             |
| Earl Weaver Baseball II                                               | 1991                 | DOS                                 | Don Daglow / Eddie Dombrower                                 | [ 192 ]                         |
| F-22 Interceptor                                                      | 1991                 | Sega Genesis/Mega Drive             | Lerner Research                                              | :95                             |
| The Faery Tale Adventure: Book I                                      | 1991                 | Sega Genesis/Mega Drive             | MicroIllusions                                               | :95                             |
| Fatal Rewind                                                          | 1991                 | Sega Genesis/Mega Drive             | Raising Hell Software                                        | :97                             |
| James Pond: Underwater Agent                                          | 1991                 | Sega Genesis/Mega Drive             | Millennium Interactive                                       | :119                            |
| James Pond 2: Codename: RoboCod                                       | 1991                 | Sega Genesis/Mega Drive             | Millennium Interactive / Vectordean                          | :119                            |
| John Madden Football '92                                              | 1991                 | Sega Genesis/Mega Drive             | Electronic Arts                                              | :123                            |
| Lotus Turbo Challenge 2                                               | 1991                 | Sega Genesis/Mega Drive             | Magnetic Fields                                              | [ 193 ]                         |
| The Magic Candle II: The Four and Forty                               | 1991                 | DOS                                 | Mindcraft Software                                           | [ 194 ] [ 195 ] [ 196 ]         |
| Might and Magic II: Gates to Another World                            | 1991                 | Sega Genesis/Mega Drive             | New World Computing                                          | :144                            |
| NHL Hockey                                                            | 1991                 | Sega Genesis/Mega Drive             | Park Place Productions                                       | :155                            |
| PGA Tour Golf                                                         | 1991                 | Amiga                               | Sterling Silver Software                                     | [ 197 ]                         |
| PGA Tour Golf                                                         | 1991                 | DOS                                 | Sterling Silver Software                                     | [ 198 ]                         |
| PGA Tour Golf                                                         | 1991                 | Sega Genesis/Mega Drive             | Sterling Silver Software                                     | [ 199 ]                         |
| PGA Tour Golf                                                         | tháng 3 năm 1992     | Super Nintendo Entertainment System | Sterling Silver Software                                     | [ 200 ]                         |
| Powermonger: World War 1 Edition                                      | 1991                 | Amiga                               | Bullfrog Productions                                         | [ 201 ]                         |
| Powermonger: World War 1 Edition                                      | 1991                 | Atari ST                            | Bullfrog Productions                                         | [ 201 ]                         |
| Rampart                                                               | 1991                 | DOS                                 | Bitmasters                                                   | [ 202 ]                         |
| Rampart                                                               | 1991                 | Super Nintendo Entertainment System | Bitmasters                                                   | [ 202 ]                         |
| Rings of Power                                                        | tháng 1 năm 1992     | Sega Genesis/Mega Drive             | Naughty Dog                                                  | :178                            |
| Desert Strike: Return to the Gulf                                     | tháng 2 năm 1992     | Amiga                               | Electronic Arts                                              | [ 205 ]                         |
| Desert Strike: Return to the Gulf                                     | tháng 2 năm 1992     | Macintosh                           | Electronic Arts                                              | [ 206 ]                         |
| Desert Strike: Return to the Gulf                                     | tháng 2 năm 1992     | Game Gear                           | Electronic Arts                                              | [ 206 ]                         |
| Desert Strike: Return to the Gulf                                     | tháng 2 năm 1992     | Sega Genesis/Mega Drive             | Electronic Arts                                              | :82                             |
| Desert Strike: Return to the Gulf                                     | tháng 2 năm 1992     | Super Nintendo Entertainment System | Electronic Arts                                              | [ 206 ]                         |
| NHLPA Hockey '93                                                      | tháng 9 năm 1992     | Sega Genesis/Mega Drive             | Park Place Productions                                       | :157                            |
| NHLPA Hockey '93                                                      | tháng 12 năm 1992    | Super Nintendo Entertainment System | Park Place Productions                                       | [ 207 ]                         |
| Road Rash II                                                          | tháng 12 năm 1992    | Sega Genesis/Mega Drive             | Electronic Arts                                              | [ 208 ]                         |
| Air Land Sea                                                          | 1992                 | Amiga                               | Electronic Arts                                              | [ 209 ] [ 210 ]                 |
| The Aquatic Games                                                     | 1992                 | Sega Genesis/Mega Drive             | Millennium Interactive                                       | :45                             |
| Black Crypt                                                           | 1992                 | Amiga                               | Raven Software                                               | [ 211 ]                         |
| Bulls vs. Blazers and the NBA Playoffs                                | 1992                 | Super Nintendo Entertainment System | Electronic Arts                                              | [ 212 ]                         |
| Bulls vs. Blazers and the NBA Playoffs                                | 1993                 | Sega Genesis/Mega Drive             | Electronic Arts                                              | :64                             |
| Car and Driver                                                        | 1992                 | DOS                                 | Lerner Research                                              | [ 213 ]                         |
| Crüe Ball                                                             | 1992                 | Sega Genesis/Mega Drive             | NuFX                                                         | :77                             |
| Daughter of Serpents                                                  | 1992                 | DOS                                 | Eldritch Games                                               | [ 214 ]                         |
| Galahad                                                               | 1992                 | Sega Genesis/Mega Drive             | Traveller's Tales                                            | [ 215 ]                         |
| Heroes of the 357th                                                   | 1992                 | DOS                                 | Midnight Software                                            | [ 216 ]                         |
| Hong Kong Mahjong                                                     | 1992                 | DOS                                 | Nine Dragons Software                                        | [ 217 ]                         |
| John Madden Football '93                                              | 1992                 | Sega Genesis/Mega Drive             | Blue Sky Productions                                         | :123                            |
| John Madden Football '93                                              | 1992                 | Super Nintendo Entertainment System | Electronic Arts                                              | [ 218 ]                         |
| The Lost Files of Sherlock Holmes                                     | 1992                 | DOS                                 | Mythos Software                                              | [ 219 ] [ 220 ]                 |
| The Lost Files of Sherlock Holmes                                     | 1994                 | 3DO                                 | Mythos Software                                              | [ 219 ] [ 220 ]                 |
| Lotus: The Ultimate Challenge                                         | 1992                 | Sega Genesis/Mega Drive             | Magnetic Fields                                              | [ 221 ]                         |
| The Magic Candle III                                                  | 1992                 | DOS                                 | Mindcraft Software                                           | [ 222 ]                         |
| PGA Tour Golf II                                                      | 1992                 | Sega Genesis/Mega Drive             | Polygon Games                                                | [ 223 ]                         |
| Risky Woods                                                           | 1992                 | Amiga                               | Dinamic Software / Zeus Software                             | [ 224 ]                         |
| Risky Woods                                                           | 1992                 | Atari ST                            | Dinamic Software / Zeus Software                             | [ 224 ]                         |
| Risky Woods                                                           | 1992                 | DOS                                 | Dinamic Software / Zeus Software                             | [ 224 ]                         |
| Risky Woods                                                           | 1992                 | Sega Genesis/Mega Drive             | Dinamic Software / Zeus Software                             | [ 224 ]                         |
| Rolo to the Rescue                                                    | 1992                 | Sega Genesis/Mega Drive             | Vectordean                                                   | :184                            |
| Team USA Basketball                                                   | 1992                 | Sega Genesis/Mega Drive             | Electronic Arts                                              | [ 225 ] [ 226 ]                 |
| Ultima Underworld II: Labyrinth of Worlds                             | tháng 1 năm 1993     | DOS                                 | LookingGlass Technologies / Origin Systems                   | [ 227 ]                         |
| Ultima Underworld II: Labyrinth of Worlds                             | tháng 1 năm 1993     | FM Towns                            | LookingGlass Technologies / Origin Systems                   | [ 227 ]                         |
| Ultima Underworld II: Labyrinth of Worlds                             | tháng 1 năm 1993     | PC-98                               | LookingGlass Technologies / Origin Systems                   | [ 227 ]                         |
| Harley's Humongous Adventure                                          | tháng 2 năm 1993     | Super Nintendo Entertainment System | Visual Concepts                                              | [ cần dẫn nguồn ]               |
| Ultrabots                                                             | tháng 3 năm 1993     | DOS                                 | Novalogic                                                    | [ 228 ]                         |
| Ultima VII, Part Two: The Silver Seed                                 | 25 tháng 3 năm 1993  | DOS                                 | Origin Systems                                               | [ 229 ]                         |
| The Labyrinth of Time                                                 | 1 tháng 6 năm 1993   | Amiga CD32                          | Terra Nova Development                                       | [ 230 ]                         |
| The Labyrinth of Time                                                 | 1 tháng 6 năm 1993   | DOS                                 | Terra Nova Development                                       | [ 230 ]                         |
| The Labyrinth of Time                                                 | 1 tháng 6 năm 1993   | Macintosh                           | Terra Nova Development                                       | [ 230 ]                         |
| SEAL Team                                                             | 1 tháng 6 năm 1993   | DOS                                 | Electronic Arts                                              | [ 231 ]                         |
| Syndicate                                                             | 6 tháng 6 năm 1993   | Amiga                               | Bullfrog Productions / Ocean Software                        | [ 232 ]                         |
| Syndicate                                                             | 6 tháng 6 năm 1993   | DOS                                 | Bullfrog Productions / Ocean Software                        | [ 232 ]                         |
| Syndicate                                                             | 6 tháng 6 năm 1993   | Sega Genesis/Mega Drive             | Bullfrog Productions / Ocean Software                        | [ 232 ]                         |
| General Chaos                                                         | 15 tháng 8 năm 1993  | Sega Genesis/Mega Drive             | Game Refuge Inc.                                             | :106                            |
| Madden NFL '94                                                        | 19 tháng 11 năm 1993 | Sega Genesis/Mega Drive             | Visual Concepts / High Score Productions                     | :135                            |
| Madden NFL '94                                                        | 19 tháng 11 năm 1993 | Super Nintendo Entertainment System | Visual Concepts / High Score Productions                     | [ 233 ]                         |
| Kasparov's Gambit                                                     | tháng 11 năm 1993    | DOS                                 | Heuristic Software                                           | [ 234 ]                         |
| FIFA International Soccer                                             | 15 tháng 12 năm 1993 | 3DO                                 | Extended Play Productions                                    | [ 235 ]                         |
| FIFA International Soccer                                             | 15 tháng 12 năm 1993 | Amiga                               | Extended Play Productions                                    | [ 236 ]                         |
| FIFA International Soccer                                             | 15 tháng 12 năm 1993 | DOS                                 | Creative Assembly                                            | [ 237 ]                         |
| FIFA International Soccer                                             | 15 tháng 12 năm 1993 | Game Gear                           | Extended Play Productions                                    | [ 238 ]                         |
| FIFA International Soccer                                             | 15 tháng 12 năm 1993 | Sega Genesis/Mega Drive             | Extended Play Productions                                    | :97                             |
| FIFA International Soccer                                             | 15 tháng 12 năm 1993 | Mega-CD                             | Extended Play Productions                                    | [ 239 ]                         |
| FIFA International Soccer                                             | 15 tháng 12 năm 1993 | Super Nintendo Entertainment System | Extended Play Productions                                    | [ 240 ]                         |
| Bill Walsh College Football                                           | 1993                 | Sega CD                             | Electronic Arts / Visual Concepts                            | [ 241 ]                         |
| Bill Walsh College Football                                           | 1993                 | Sega Genesis/Mega Drive             | Electronic Arts / Visual Concepts                            | [ 241 ]                         |
| Bill Walsh College Football                                           | 1993                 | Super Nintendo Entertainment System | Electronic Arts / Visual Concepts                            | [ 241 ]                         |
| Blades of Vengeance                                                   | 1993                 | Sega Genesis/Mega Drive             | Beam Software                                                | :57                             |
| B.O.B.                                                                | 1993                 | Sega Genesis/Mega Drive             | Foley Hi-Tech Systems                                        | :58                             |
| B.O.B.                                                                | tháng 6 năm 1993     | Super Nintendo Entertainment System | Gray Matter Inc.                                             | [ 242 ]                         |
| Escape from Monster Manor                                             | 1993                 | 3DO                                 | Studio 3DO                                                   | [ 243 ]                         |
| F-117 Night Storm                                                     | 1993                 | Sega Genesis/Mega Drive             | Electronic Arts                                              | :95                             |
| Haunting Starring Polterguy                                           | 1993                 | Sega Genesis/Mega Drive             | Electronic Arts                                              | :112                            |
| James Pond 3: Operation Starfish                                      | 1993                 | Amiga                               | Millennium Interactive / Vectordean                          | [ 244 ]                         |
| James Pond 3: Operation Starfish                                      | 1993                 | Sega Genesis/Mega Drive             | Millennium Interactive / Vectordean                          | :119                            |
| Jungle Strike                                                         | 1993                 | Sega Genesis/Mega Drive             | High Score Productions / Granite Bay Software                | :125                            |
| Jungle Strike                                                         | 1993                 | Super Nintendo Entertainment System | High Score Productions / Granite Bay Software                | [ 245 ] [ 246 ]                 |
| Jungle Strike                                                         | 1994                 | Amiga                               | High Score Productions / Granite Bay Software                | [ 247 ]                         |
| Jungle Strike                                                         | 1995                 | DOS                                 | High Score Productions / Granite Bay Software                | [ 246 ]                         |
| Jungle Strike                                                         | 1995                 | Game Gear                           | High Score Productions / Granite Bay Software                | [ 246 ]                         |
| Michael Jordan in Flight                                              | 1993                 | DOS                                 | Electronic Arts                                              | [ 248 ] [ 249 ]                 |
| Mutant League Football                                                | 1993                 | Sega Genesis/Mega Drive             | Electronic Arts                                              | :148                            |
| NBA Showdown                                                          | 1993                 | Super Nintendo Entertainment System | Electronic Arts                                              | [ 250 ]                         |
| NBA Showdown                                                          | 21 tháng 6 năm 1994  | Sega Genesis/Mega Drive             | Electronic Arts                                              | [ 250 ]                         |
| NHL Hockey 94                                                         | 1993                 | DOS                                 | Park Place Productions                                       | [ 251 ]                         |
| NHL Hockey 94                                                         | 1993                 | Sega CD                             | High Score Productions                                       | [ 252 ]                         |
| NHL Hockey 94                                                         | tháng 10 năm 1993    | Sega Genesis/Mega Drive             | High Score Productions                                       | [ 253 ]                         |
| NHL Hockey 94                                                         | tháng 10 năm 1993    | Super Nintendo Entertainment System | EA Canada                                                    | [ 254 ]                         |
| Peter Pan: A Story Painting Adventure                                 | 1993                 | DOS                                 | Novotrade                                                    | [ 255 ]                         |
| SimCity 2000                                                          | 1993                 | Numerous platforms                  | Maxis                                                        | [ 256 ]                         |
| Space Hulk                                                            | 1993                 | Amiga                               | Electronic Arts                                              | [ 257 ]                         |
| Space Hulk                                                            | tháng 6 năm 1993     | DOS                                 |                                                              | [ 257 ]                         |
| Strike Commander                                                      | tháng 4 năm 1993     | DOS                                 | Origin Systems                                               | [ 258 ]                         |
| Syndicate: American Revolt                                            | 1993                 | Amiga                               | Bullfrog Productions                                         | [ 259 ]                         |
| Syndicate: American Revolt                                            | 1993                 | DOS                                 | Bullfrog Productions                                         | [ 259 ]                         |
| Syndicate: American Revolt                                            | 1993                 | Sega Genesis/Mega Drive             | Bullfrog Productions                                         | [ 259 ]                         |
| Technoclash                                                           | 1993                 | Sega Genesis/Mega Drive             | Zono                                                         | :216                            |
| Tony La Russa Baseball                                                | 1993                 | Sega Genesis/Mega Drive             | Beyond Software, Inc.                                        | :129                            |
| Virtual Pinball                                                       | 1993                 | Sega Genesis/Mega Drive             | Bill Budge                                                   | :235                            |
| Wing Commander: Privateer                                             | 9 tháng 10 năm 1993  | DOS                                 | Origin Systems                                               | [ 260 ]                         |
| Cyberia                                                               | 12 tháng 1 năm 1994  | DOS                                 | Xatrix Entertainment                                         | [ 261 ]                         |
| Cyberia                                                               | 1995                 | Sega Saturn                         | Xatrix Entertainment                                         | [ 261 ]                         |
| Cyberia                                                               | 26 tháng 1 năm 1996  | 3DO                                 | Xatrix Entertainment                                         | [ 261 ]                         |
| Cyberia                                                               | tháng 1 năm 1996     | PlayStation                         | Xatrix Entertainment                                         | [ 261 ]                         |
| Skitchin'                                                             | tháng 3 năm 1994     | Sega Genesis/Mega Drive             | EA Canada                                                    | :193                            |
| Urban Strike                                                          | 4 tháng 3 năm 1994   | Sega Genesis/Mega Drive             | Granite Bay Software / The Edge / Foley Hi-Tech              | [ 263 ]                         |
| Ultima VIII: Pagan                                                    | 15 tháng 3 năm 1994  | DOS                                 | Origin Systems                                               | :348                            |
| John Madden Football                                                  | 6 tháng 5 năm 1994   | 3DO                                 | High Score Productions                                       | [ 264 ] [ 265 ] [ 266 ]         |
| Bill Walsh College Football '95                                       | 1 tháng 6 năm 1994   | Sega Genesis/Mega Drive             | High Score Productions                                       | [ 267 ]                         |
| Theme Park                                                            | tháng 6 năm 1994     | 3DO                                 | Bullfrog Productions                                         | [ 268 ]                         |
| Theme Park                                                            | tháng 6 năm 1994     | Amiga                               | Bullfrog Productions                                         | [ 268 ]                         |
| Theme Park                                                            | tháng 6 năm 1994     | DOS                                 | Bullfrog Productions                                         | [ 268 ]                         |
| Theme Park                                                            | 30 tháng 10 năm 1995 | PlayStation                         | Krisalis Software                                            | [ 268 ]                         |
| Theme Park                                                            | 30 tháng 10 năm 1995 | Sega Saturn                         | Krisalis Software                                            | [ 268 ]                         |
| Theme Park                                                            | 1995                 | Macintosh                           | Bullfrog Productions                                         | [ 268 ]                         |
| Theme Park                                                            | 1995                 | Sega Genesis/Mega Drive             | Bullfrog Productions                                         | [ 268 ]                         |
| Shockwave Assault (a.k.a. Shockwave)                                  | 27 tháng 6 năm 1994  | 3DO                                 | Advanced Technology Group                                    | [ 269 ]                         |
| Shockwave Assault (a.k.a. Shockwave)                                  | 15 tháng 12 năm 1995 | Macintosh                           | Advanced Technology Group                                    | [ 270 ]                         |
| Shockwave Assault (a.k.a. Shockwave)                                  | 15 tháng 12 năm 1995 | PlayStation                         | Advanced Technology Group                                    | [ 271 ]                         |
| Shockwave Assault (a.k.a. Shockwave)                                  | 15 tháng 12 năm 1995 | Windows                             | Advanced Technology Group                                    | [ 272 ]                         |
| Shockwave Assault (a.k.a. Shockwave)                                  | 26 tháng 8 năm 1996  | Sega Saturn                         | Advanced Technology Group                                    | [ 273 ]                         |
| Road Rash (1994)                                                      | tháng 7 năm 1994     | 3DO                                 | Monkey Do Productions                                        | [ 274 ]                         |
| Road Rash (1994)                                                      | tháng 3 năm 1995     | Sega CD                             | Monkey Do Productions                                        | [ 275 ]                         |
| Road Rash (1994)                                                      | tháng 2 năm 1996     | PlayStation                         | Buzz Puppet Productions                                      | [ 276 ]                         |
| Road Rash (1994)                                                      | tháng 8 năm 1996     | Sega Saturn                         | Buzz Puppet Productions                                      | [ 277 ]                         |
| Road Rash (1994)                                                      | 10 tháng 10 năm 1996 | Windows                             | Buzz Puppet Productions                                      | [ 278 ]                         |
| The Need for Speed                                                    | 31 tháng 8 năm 1994  | 3DO                                 | EA Canada                                                    | :204                            |
| The Need for Speed                                                    | 31 tháng 8 năm 1995  | DOS                                 | EA Canada                                                    | [ 279 ]                         |
| The Need for Speed                                                    | 20 tháng 3 năm 1996  | PlayStation                         | EA Canada                                                    | [ 280 ]                         |
| The Need for Speed                                                    | tháng 6 năm 1996     | Sega Saturn                         | EA Canada                                                    | [ 281 ]                         |
| The Need for Speed                                                    | 28 tháng 6 năm 1996  | Windows                             | EA Canada                                                    | [ 282 ]                         |
| Wing Commander: Armada                                                | 22 tháng 9 năm 1994  | DOS                                 | Origin Systems                                               | [ 283 ]                         |
| NBA Live 95                                                           | tháng 10 năm 1994    | Sega Genesis/Mega Drive             | Hitmen Productions                                           | [ 284 ]                         |
| NBA Live 95                                                           | 1994                 | Super Nintendo Entertainment System | Hitmen Productions                                           | [ 285 ]                         |
| NBA Live 95                                                           | 1995                 | DOS                                 | Hitmen Productions                                           | [ 286 ]                         |
| Relentless: Twinsen's Adventure                                       | tháng 10 năm 1994    | DOS                                 | Adeline Software International                               | [ 287 ] [ 288 ]                 |
| Relentless: Twinsen's Adventure                                       | 19 tháng 7 năm 1996  | PlayStation                         | Adeline Software International                               | [ 287 ] [ 288 ]                 |
| Shaq Fu                                                               | 28 tháng 10 năm 1994 | Sega Genesis/Mega Drive             | Delphine Software International                              | :189                            |
| Shaq Fu                                                               | 1994                 | Super Nintendo Entertainment System | Delphine Software International                              | [ 289 ] [ 290 ]                 |
| Shaq Fu                                                               | 1995                 | Game Gear                           | Tiertex Design Studios                                       | [ 289 ] [ 290 ]                 |
| FIFA Soccer 95                                                        | 10 tháng 11 năm 1994 | Sega Genesis/Mega Drive             | Extended Play Productions                                    | :97                             |
| Madden NFL '95                                                        | 18 tháng 11 năm 1994 | Sega Genesis/Mega Drive             | Visual Concepts                                              | :135                            |
| Madden NFL '95                                                        | tháng 11 năm 1994    | Super Nintendo Entertainment System | High Score Productions                                       | [ 291 ]                         |
| U.S. Navy Fighters                                                    | 19 tháng 11 năm 1994 | DOS                                 | Electronic Arts                                              | [ 292 ]                         |
| Michael Jordan: Chaos in the Windy City                               | 21 tháng 11 năm 1994 | Super Nintendo Entertainment System | Electronic Arts                                              | [ 293 ]                         |
| La Russa Baseball '95                                                 | 1994                 | Sega Genesis/Mega Drive             | Beyond Software, Inc.                                        | :129                            |
| Magic Carpet                                                          | 1994                 | DOS                                 | Bullfrog Productions                                         | [ 294 ]                         |
| Magic Carpet                                                          | 1996                 | PlayStation                         | Bullfrog Productions                                         | [ 295 ]                         |
| Magic Carpet                                                          | 1996                 | Sega Saturn                         | Bullfrog Productions                                         | [ 296 ]                         |
| Mario Andretti Racing                                                 | 1994                 | Sega Genesis/Mega Drive             | Stormfront Studios                                           | :137                            |
| Mutant League Hockey                                                  | 1994                 | Sega Genesis/Mega Drive             | Electronic Arts                                              | :148                            |
| The Complete Ultima VII                                               | 1994                 | DOS                                 | Origin Systems                                               | [ 297 ] [ 298 ]                 |
| NHL 95                                                                | 1994                 | DOS                                 | EA Sports                                                    | [ 288 ]                         |
| NHL 95                                                                | 1994                 | Game Gear                           | Realtime Associates                                          | [ 299 ]                         |
| NHL 95                                                                | 21 tháng 9 năm 1994  | Sega Genesis/Mega Drive             | High Score Productions                                       | :156                            |
| NHL 95                                                                | tháng 11 năm 1994    | Super Nintendo Entertainment System | Visual Concepts                                              | [ 299 ]                         |
| Noctropolis                                                           | 1994                 | DOS                                 | Flashpoint Productions                                       | [ 300 ]                         |
| Pacific Strike                                                        | 1994                 | DOS                                 | Origin Systems                                               | [ 301 ]                         |
| Pacific Strike Speech Pack                                            | 1994                 | DOS                                 | Origin Systems                                               | [ 302 ]                         |
| PGA European Tour                                                     | 1994                 | Amiga                               | Electronic Arts                                              | [ 303 ]                         |
| PGA European Tour                                                     | 1994                 | Amiga CD32                          | Electronic Arts                                              | [ 303 ]                         |
| PGA European Tour                                                     | 1994                 | Sega Genesis/Mega Drive             | Electronic Arts                                              | [ 303 ]                         |
| PGA European Tour                                                     | 1994                 | Windows                             | Electronic Arts                                              | [ 303 ]                         |
| PGA Tour Golf III                                                     | 1994                 | Sega Genesis/Mega Drive             | Hitmen Productions                                           | [ 304 ]                         |
| PGA Tour Golf 486                                                     | 1994                 | DOS                                 | Hitmen Productions                                           | [ 305 ]                         |
| Rugby World Cup '95                                                   | 1994                 | DOS                                 | Electronic Arts UK                                           | [ 306 ]                         |
| Rugby World Cup '95                                                   | 1994                 | Sega Genesis/Mega Drive             | Electronic Arts UK                                           | :184                            |
| ShadowCaster                                                          | 1994                 | DOS                                 | Raven Software                                               | [ 307 ]                         |
| Twin Calibre: 688 Attack Sub + Chuck Yeager's Air Combat              | 1994                 | DOS                                 | Electronic Arts                                              | [ 308 ]                         |
| Wings of Glory                                                        | 1994                 | DOS                                 | Origin Systems                                               | [ 309 ]                         |
| 3D Atlas                                                              | 17 tháng 2 năm 1995  | 3DO                                 | Electronic Arts                                              | [ 310 ]                         |
| Triple Play Baseball '96                                              | 18 tháng 3 năm 1995  | Sega Genesis/Mega Drive             | Extended Play                                                | [ 311 ]                         |
| BioForge                                                              | 29 tháng 3 năm 1995  | DOS                                 | Origin Systems                                               | [ 312 ]                         |
| Road Rash 3                                                           | tháng 4 năm 1995     | Sega Genesis/Mega Drive             | Monkey Do Productions                                        | [ 313 ]                         |
| Shockwave: Operation Jumpgate                                         | 19 tháng 5 năm 1995  | 3DO                                 | Advanced Technology Group                                    | [ 314 ]                         |
| CyberMage: Darklight Awakening                                        | 15 tháng 6 năm 1995  | DOS                                 | Origin Systems                                               | [ 315 ]                         |
| College Football USA 96                                               | 15 tháng 7 năm 1995  | Sega Genesis/Mega Drive             | High Score Productions                                       | [ 316 ]                         |
| Hi-Octane                                                             | tháng 8 năm 1995     | DOS                                 | Bullfrog Productions                                         | [ 317 ]                         |
| Hi-Octane                                                             | 29 tháng 12 năm 1995 | PlayStation                         | Bullfrog Productions                                         | [ 318 ]                         |
| Hi-Octane                                                             | tháng 12 năm 1995    | Sega Saturn                         | Bullfrog Productions                                         | [ 319 ]                         |
| Crusader: No Remorse                                                  | 31 tháng 8 năm 1995  | DOS                                 | Origin Systems / Realtime Associates                         | [ 320 ]                         |
| Crusader: No Remorse                                                  | 26 tháng 5 năm 1997  | PlayStation                         | Origin Systems / Realtime Associates                         | [ 321 ] [ 322 ]                 |
| Crusader: No Remorse                                                  | 26 tháng 5 năm 1997  | Sega Saturn                         | Origin Systems / Realtime Associates                         | [ 321 ] [ 322 ]                 |
| Alone in the Dark 2                                                   | 8 tháng 9 năm 1995   | 3DO                                 | Krisalis                                                     | [ 323 ]                         |
| Alone in the Dark 2                                                   | 23 tháng 2 năm 1996  | Sega Saturn                         | Krisalis                                                     | [ 323 ]                         |
| Alone in the Dark 2                                                   | 8 tháng 11 năm 1996  | PlayStation                         | Krisalis                                                     | [ 323 ]                         |
| Immercenary                                                           | 22 tháng 9 năm 1995  | 3DO                                 | 5 Miles Out                                                  | [ 324 ]                         |
| FIFA Soccer 96                                                        | 30 tháng 9 năm 1995  | DOS                                 | Extended Play Productions                                    | [ 325 ]                         |
| FIFA Soccer 96                                                        | 30 tháng 9 năm 1995  | Windows                             | Extended Play Productions                                    | [ 326 ]                         |
| FIFA Soccer 96                                                        | tháng 11 năm 1995    | PlayStation                         | Extended Play Productions                                    | [ 327 ]                         |
| FIFA Soccer 96                                                        | tháng 11 năm 1995    | Sega 32X                            | Extended Play Productions                                    | [ 328 ]                         |
| FIFA Soccer 96                                                        | tháng 11 năm 1995    | Sega Genesis/Mega Drive             | Extended Play Productions                                    | :97                             |
| FIFA Soccer 96                                                        | tháng 11 năm 1995    | Sega Saturn                         | Extended Play Productions                                    | [ 328 ]                         |
| FIFA Soccer 96                                                        | tháng 11 năm 1995    | Super Nintendo Entertainment System | Probe Entertainment                                          | [ 329 ]                         |
| NHL 96                                                                | 6 tháng 10 năm 1995  | DOS                                 | EA Canada                                                    | [ 330 ]                         |
| NHL 96                                                                | 6 tháng 10 năm 1995  | Sega Genesis/Mega Drive             | High Score Productions                                       | :156                            |
| NHL 96                                                                | 6 tháng 10 năm 1995  | Super Nintendo Entertainment System | EA Tiburon                                                   | [ 331 ]                         |
| NBA Live 96                                                           | tháng 10 năm 1995    | Sega Genesis/Mega Drive             | Hitmen Productions                                           | :151                            |
| NBA Live 96                                                           | 1995                 | Super Nintendo Entertainment System | Hitmen Productions                                           | [ 332 ]                         |
| NBA Live 96                                                           | 31 tháng 12 năm 1995 | DOS                                 | EA Canada                                                    | [ 333 ]                         |
| NBA Live 96                                                           | tháng 3 năm 1996     | PlayStation                         | EA Canada                                                    | [ 334 ]                         |
| Madden NFL '96                                                        | 10 tháng 11 năm 1995 | Sega Genesis/Mega Drive             | Tiburon Entertainment / High Score Productions               | :135                            |
| Madden NFL '96                                                        | 1995                 | Super Nintendo Entertainment System | Tiburon Entertainment / High Score Productions               | [ 335 ]                         |
| Viewpoint                                                             | 28 tháng 11 năm 1995 | PlayStation                         | Visual Concepts                                              | [ 336 ]                         |
| Psychic Detective                                                     | 30 tháng 11 năm 1995 | DOS                                 | Colossal Pictures / Electronic Arts                          | [ 337 ]                         |
| Psychic Detective                                                     | 1 tháng 3 năm 1996   | PlayStation                         | Colossal Pictures / Electronic Arts                          | [ 338 ]                         |
| Psychic Detective                                                     | 1996                 | 3DO                                 | Colossal Pictures / Electronic Arts                          | [ 339 ]                         |
| The Essential Selection: Sport                                        | 1 tháng 12 năm 1995  | DOS                                 | MicroProse Software, Inc.                                    | [ 340 ]                         |
| ARL 96                                                                | 1995                 | DOS                                 | Creative Assembly                                            | [ 341 ]                         |
| ARL 96                                                                | 1995                 | Windows                             | Creative Assembly                                            | [ 341 ]                         |
| Australian Rugby League                                               | 1995                 | Sega Genesis/Mega Drive             | I-Space Interactive                                          | [ 342 ]                         |
| Bloodwings: Pumpkinhead's Revenge                                     | 1995                 | DOS                                 | BAP Interactive                                              | [ 343 ]                         |
| Extreme Pinball                                                       | 1995                 | DOS                                 | Epic MegaGames / Digital Extremes / High Score Entertainment | [ 344 ]                         |
| Extreme Pinball                                                       | 28 tháng 3 năm 1996  | PlayStation                         | Epic MegaGames / Digital Extremes / High Score Entertainment | [ 345 ]                         |
| Fade to Black                                                         | 1995                 | DOS                                 | Delphine Software International                              | [ 346 ] [ 347 ]                 |
| Fade to Black                                                         | 28 tháng 6 năm 1996  | PlayStation                         | Delphine Software International                              | [ 346 ] [ 347 ]                 |
| Foes of Ali                                                           | 1995                 | 3DO                                 | Gray Matter Inc.                                             | [ 348 ]                         |
| Magic Carpet 2: The Netherworlds                                      | 1995                 | DOS                                 | Bullfrog Productions                                         | [ 349 ]                         |
| Magic Carpet: Hidden Worlds                                           | 1995                 | DOS                                 | Bullfrog Productions                                         | [ 350 ]                         |
| Magic Carpet Plus                                                     | 1995                 | DOS                                 | Bullfrog Productions                                         | [ 350 ]                         |
| Marine Fighters                                                       | 1995                 | DOS                                 | Electronic Arts                                              | [ 351 ]                         |
| PGA Tour 96                                                           | 1995                 | Sega Genesis/Mega Drive             | NuFX                                                         | [ 352 ]                         |
| PGA Tour 96                                                           | tháng 9 năm 1995     | PlayStation                         | Hitmen Productions                                           | [ 353 ]                         |
| PGA Tour 96                                                           | tháng 11 năm 1995    | 3DO Interactive Multiplayer         | NuFX                                                         | [ 354 ]                         |
| PGA Tour 96                                                           | 1996                 | Super Nintendo Entertainment System | Polygames                                                    | [ 355 ]                         |
| Shockwave 2: Beyond the Gate                                          | 1995                 | 3DO                                 | Advanced Technology Group                                    | [ 356 ]                         |
| Space Hulk: Vengeance of the Blood Angels                             | 1995                 | 3DO                                 | Key Game                                                     | [ 357 ]                         |
| Space Hulk: Vengeance of the Blood Angels                             | 7 tháng 1 năm 1996   | PlayStation                         | Key Game                                                     | [ 358 ]                         |
| Space Hulk: Vengeance of the Blood Angels                             | 1996                 | Sega Saturn                         | Key Game                                                     | [ 359 ]                         |
| Space Hulk: Vengeance of the Blood Angels                             | 1996                 | Windows                             | Key Game                                                     | [ 360 ]                         |
| Toughman Contest                                                      | 1995                 | Sega 32X                            | High Score Productions / Visual Concepts                     | [ 361 ]                         |
| Toughman Contest                                                      | 1995                 | Sega Genesis/Mega Drive             | High Score Productions / Visual Concepts                     | :226                            |
| Coach K College Basketball                                            | 1995                 | Sega Genesis/Mega Drive             | Electronic Arts                                              | :72                             |
| Loaded                                                                | 15 tháng 3 năm 1996  | PlayStation                         | Gremlin Interactive                                          | [ 362 ]                         |
| Loaded                                                                | 15 tháng 3 năm 1996  | Sega Saturn                         | Gremlin Interactive                                          | [ 362 ]                         |
| AFL Final Fever                                                       | 9 tháng 6 năm 1996   | Windows                             | Blue Tongue Entertainment                                    | [ 363 ]                         |
| Triple Play 97                                                        | 24 tháng 6 năm 1996  | DOS                                 | EA Canada                                                    | [ 364 ]                         |
| Triple Play 97                                                        | 24 tháng 6 năm 1996  | PlayStation                         | EA Canada                                                    | [ 364 ]                         |
| Triple Play 97                                                        | 24 tháng 6 năm 1996  | Windows                             | EA Canada                                                    | [ 364 ]                         |
| Madden NFL 97                                                         | 15 tháng 8 năm 1996  | PlayStation                         | EA Tiburon                                                   | [ 365 ]                         |
| Madden NFL 97                                                         | 31 tháng 8 năm 1996  | Windows                             | EA Tiburon                                                   | [ 366 ]                         |
| Madden NFL 97                                                         | 24 tháng 9 năm 1996  | Sega Saturn                         | EA Tiburon                                                   | [ 367 ]                         |
| Madden NFL 97                                                         | tháng 10 năm 1996    | Sega Genesis/Mega Drive             | EA Tiburon                                                   | :136                            |
| Madden NFL 97                                                         | tháng 10 năm 1996    | Super Nintendo Entertainment System | EA Tiburon                                                   | [ 368 ]                         |
| NHL 97                                                                | 31 tháng 8 năm 1996  | DOS                                 | EA Canada                                                    | [ 369 ]                         |
| NHL 97                                                                | 31 tháng 8 năm 1996  | Windows                             | EA Canada                                                    | [ 369 ]                         |
| NHL 97                                                                | 1996                 | Sega Genesis/Mega Drive             | High Score Productions                                       | :156                            |
| NHL 97                                                                | tháng 10 năm 1996    | Super Nintendo Entertainment System | Ceris Software                                               | [ 370 ]                         |
| NHL 97                                                                | 12 tháng 11 năm 1996 | PlayStation                         | Visual Concepts                                              | [ 371 ]                         |
| NHL 97                                                                | 4 tháng 12 năm 1996  | Sega Saturn                         | Visual Concepts                                              | [ 372 ]                         |
| Crusader: No Regret                                                   | 9 tháng 9 năm 1996   | DOS                                 | Origin Systems                                               | [ 373 ] [ 374 ]                 |
| Crusader: No Regret                                                   | 9 tháng 9 năm 1996   | Macintosh                           | Origin Systems                                               | [ 375 ]                         |
| Crusader: No Regret                                                   | 9 tháng 9 năm 1996   | Windows                             | Origin Systems                                               | [ 375 ]                         |
| The Lost Files of Sherlock Holmes: The Case of the Rose Tattoo        | 27 tháng 9 năm 1996  | DOS                                 | Mythos Software                                              | [ 376 ] [ 377 ]                 |
| Genewars                                                              | 30 tháng 9 năm 1996  | DOS                                 | Bullfrog Productions                                         | [ 378 ]                         |
| Genewars                                                              | 30 tháng 9 năm 1996  | Windows                             | Bullfrog Productions                                         | [ 378 ]                         |
| PGA Tour 97                                                           | 30 tháng 9 năm 1996  | PlayStation                         | EA Sports                                                    | [ 379 ]                         |
| PGA Tour 97                                                           | 30 tháng 11 năm 1996 | Sega Saturn                         | EA Sports                                                    | [ 380 ]                         |
| Krazy Ivan                                                            | 4 tháng 10 năm 1996  | PlayStation                         | Psygnosis                                                    | [ 381 ]                         |
| FIFA 97                                                               | 31 tháng 10 năm 1996 | DOS                                 | EA Canada / Extended Play Productions                        | [ 382 ]                         |
| FIFA 97                                                               | 31 tháng 10 năm 1996 | Windows                             | EA Canada / Extended Play Productions                        | [ 382 ]                         |
| FIFA 97                                                               | 30 tháng 11 năm 1996 | PlayStation                         | EA Canada / Extended Play Productions                        | [ 383 ]                         |
| FIFA 97                                                               | 1996                 | Sega Genesis/Mega Drive             | XYZ Productions                                              | :98                             |
| FIFA 97                                                               | 1996                 | Super Nintendo Entertainment System | Rage Software                                                | [ 384 ]                         |
| FIFA 97                                                               | 1997                 | Sega Saturn                         | Perfect Entertainment                                        | [ 385 ]                         |
| NBA Live 97                                                           | 31 tháng 10 năm 1996 | PlayStation                         | EA Canada                                                    | [ 386 ]                         |
| NBA Live 97                                                           | tháng 12 năm 1996    | Sega Genesis/Mega Drive             | NuFX/Hitmen Productions                                      | :151                            |
| NBA Live 97                                                           | 31 tháng 12 năm 1996 | DOS                                 | EA Sports                                                    | [ 386 ]                         |
| NBA Live 97                                                           | 1996                 | Super Nintendo Entertainment System | NuFX/Hitmen Productions                                      | [ 387 ]                         |
| NBA Live 97                                                           | 31 tháng 12 năm 1996 | Windows                             | EA Canada                                                    | [ 386 ]                         |
| NBA Live 97                                                           | 1997                 | Sega Saturn                         | Realtime Associates                                          | [ 388 ]                         |
| Soviet Strike                                                         | 31 tháng 10 năm 1996 | PlayStation                         | Electronic Arts                                              | [ 389 ]                         |
| Soviet Strike                                                         | 1 tháng 11 năm 1996  | Sega Saturn                         | Electronic Arts                                              | [ 390 ]                         |
| Syndicate Wars                                                        | 31 tháng 10 năm 1996 | DOS                                 | Electronic Arts                                              | [ 391 ]                         |
| Syndicate Wars                                                        | 31 tháng 7 năm 1997  | PlayStation                         | Electronic Arts                                              | [ 392 ]                         |
| Die Hard Trilogy                                                      | 13 tháng 12 năm 1996 | PlayStation                         | Probe Entertainment                                          | [ 393 ]                         |
| Andretti Racing                                                       | 1996                 | PlayStation                         | High Score Productions / Stormfront Studios                  | [ 394 ]                         |
| Andretti Racing                                                       | 1996                 | Sega Saturn                         | High Score Productions / Stormfront Studios                  | [ 394 ]                         |
| Andretti Racing                                                       | 1997                 | Windows                             | High Score Productions / Stormfront Studios                  | [ 394 ]                         |
| Clandestiny                                                           | 1996                 | Windows                             | Trilobyte                                                    | [ 395 ] [ 396 ]                 |
| Cricket 96                                                            | 1996                 | DOS                                 | Beam Software                                                | [ 397 ]                         |
| Fire Fight                                                            | 1996                 | Windows                             | Chaos Works                                                  | [ 398 ]                         |
| Jane's Combat Simulations: Advanced Tactical Fighters                 | 1996                 | DOS                                 | Electronic Arts                                              | [ 399 ]                         |
| Jane's Combat Simulations: Advanced Tactical Fighters                 | 1997                 | Windows                             | Electronic Arts                                              | [ 399 ]                         |
| Jane's Combat Simulations: Advanced Tactical Fighters – Nato Fighters | 1996                 | DOS                                 | Electronic Arts                                              | [ 400 ]                         |
| Jane's Combat Simulations: Advanced Tactical Fighters – Nato Fighters | 1997                 | Windows                             | Electronic Arts                                              | [ 400 ]                         |
| Jane's Combat Simulations: AH-64D Longbow                             | 1996                 | DOS                                 | Origin Systems                                               | [ 401 ]                         |
| Jane's Combat Simulations: AH-64D Longbow                             | 1997                 | Windows                             | Origin Systems                                               | [ 401 ]                         |
| Jane's Combat Simulations: AH-64D Longbow: Flash Point Korea          | 1996                 | DOS                                 | Origin Systems                                               | [ 402 ]                         |
| Jane's Combat Simulations: AH-64D Longbow: Flash Point Korea          | 1997                 | Windows                             | Origin Systems                                               | [ 402 ]                         |
| Jane's Combat Simulations: AH-64D Longbow Limited Edition             | 1996                 | DOS                                 | Origin Systems                                               | [ 403 ]                         |
| Jane's Combat Simulations: AH-64D Longbow Limited Edition             | 1997                 | Windows                             | Origin Systems                                               | [ 403 ]                         |
| Need for Speed: Special Edition, The                                  | 1996                 | DOS                                 | EA Canada                                                    | [ 404 ]                         |
| Need for Speed: Special Edition, The                                  | 1996                 | Windows                             | EA Canada                                                    | [ 404 ]                         |
| Sesame Street: Get Set to Learn                                       | 1996                 | Windows                             | Creative Wonders / Children's Television Workshop            | [ 405 ]                         |
| Wing Commander IV: The Price of Freedom                               | 12 tháng 2 năm 1996  | DOS                                 | Origin Systems                                               | [ 406 ] [ 407 ]                 |
| Wing Commander IV: The Price of Freedom                               | 12 tháng 2 năm 1996  | Macintosh                           |                                                              | [ 406 ] [ 407 ]                 |
| Wing Commander IV: The Price of Freedom                               | 12 tháng 2 năm 1996  | Windows                             |                                                              | [ 406 ] [ 407 ]                 |
| Wing Commander IV: The Price of Freedom                               | 14 tháng 5 năm 1997  | PlayStation                         |                                                              | [ 406 ] [ 407 ]                 |
| Wing Commander: Privateer 2: The Darkening                            | 30 tháng 11 năm 1996 | DOS                                 | Origin Systems                                               | [ 408 ] [ 409 ]                 |
| FIFA 64                                                               | 1 tháng 3 năm 1997   | Nintendo 64                         | EA Canada                                                    | [ 410 ] [ 411 ]                 |
| KKnD: Krush, Kill 'n' Destroy                                         | 5 tháng 3 năm 1997   | DOS                                 | Beam Software                                                | [ 412 ]                         |
| Ultima Underworld: The Stygian Abyss                                  | 14 tháng 3 năm 1997  | PlayStation                         | Blue Sky Productions / Origin Systems                        | [ 413 ] [ 227 ]                 |
| Darklight Conflict                                                    | 28 tháng 3 năm 1997  | DOS                                 | Rage Software                                                | [ 414 ]                         |
| Darklight Conflict                                                    | 28 tháng 3 năm 1997  | Windows                             | Rage Software                                                | [ 414 ]                         |
| Darklight Conflict                                                    | 30 tháng 6 năm 1997  | PlayStation                         | Rage Software                                                | [ 415 ]                         |
| Darklight Conflict                                                    | 1997                 | Sega Saturn                         | Rage Software                                                | [ 416 ]                         |
| Theme Hospital                                                        | 28 tháng 3 năm 1997  | DOS                                 | Bullfrog Productions                                         | [ 417 ]                         |
| Theme Hospital                                                        | 28 tháng 3 năm 1997  | Windows                             | Bullfrog Productions                                         | [ 417 ]                         |
| Theme Hospital                                                        | tháng 2 năm 1998     | PlayStation                         | Krisalis Software                                            | [ 418 ]                         |
| Need for Speed II                                                     | 31 tháng 3 năm 1997  | PlayStation                         | EA Canada                                                    | [ 419 ]                         |
| Need for Speed II                                                     | 18 tháng 4 năm 1997  | Windows                             | EA Seattle                                                   | [ 419 ]                         |
| Triple Play 98                                                        | 14 tháng 5 năm 1997  | PlayStation                         | EA Canada                                                    | [ 420 ] [ 421 ] [ 422 ] [ 423 ] |
| Triple Play 98                                                        | 14 tháng 5 năm 1997  | Windows                             | EA Canada                                                    | [ 420 ] [ 421 ] [ 422 ] [ 423 ] |
| OverBlood                                                             | 22 tháng 5 năm 1997  | PlayStation                         | Riverhillsoft                                                | [ 424 ] [ 425 ]                 |
| College Football USA 97                                               | 1 tháng 6 năm 1997   | Sega Genesis/Mega Drive             | High Score Productions                                       | [ 426 ]                         |
| FIFA: Road to World Cup 98                                            | 17 tháng 6 năm 1997  | Windows                             | EA Canada / Extended Play Productions                        | [ 427 ]                         |
| FIFA: Road to World Cup 98                                            | 7 tháng 11 năm 1997  | PlayStation                         | EA Canada                                                    | [ 427 ]                         |
| FIFA: Road to World Cup 98                                            | 30 tháng 11 năm 1997 | Nintendo 64                         | EA Canada                                                    | [ 427 ]                         |
| FIFA: Road to World Cup 98                                            | 17 tháng 12 năm 1997 | Sega Saturn                         | Climax Development                                           | [ 427 ]                         |
| FIFA: Road to World Cup 98                                            | 1997                 | Sega Genesis/Mega Drive             | XYZ Productions                                              | [ 427 ]                         |
| FIFA: Road to World Cup 98                                            | 1997                 | Super Nintendo Entertainment System | XYZ Productions                                              | [ 427 ]                         |
| NBA Live 98                                                           | 17 tháng 6 năm 1997  | Super Nintendo Entertainment System | Tiertex Design Studios                                       | [ 428 ]                         |
| NBA Live 98                                                           | 1 tháng 7 năm 1997   | Sega Genesis/Mega Drive             | Tiertex Design Studios                                       | :151                            |
| NBA Live 98                                                           | 31 tháng 10 năm 1997 | Windows                             | EA Canada                                                    | [ 428 ]                         |
| NBA Live 98                                                           | 30 tháng 11 năm 1997 | PlayStation                         | EA Canada                                                    | [ 428 ]                         |
| NBA Live 98                                                           | 17 tháng 12 năm 1997 | Sega Saturn                         | Realtime Associates                                          | [ 428 ]                         |
| Dungeon Keeper                                                        | 26 tháng 6 năm 1997  | DOS                                 | Bullfrog Productions                                         | [ 429 ]                         |
| Dungeon Keeper                                                        | 26 tháng 6 năm 1997  | Windows                             | Bullfrog Productions                                         | [ 429 ]                         |
| Jane's Combat Simulations – 688(I) Hunter/Killer                      | 30 tháng 6 năm 1997  | Windows                             | Sonalysts, Inc.                                              | [ 430 ]                         |
| Madden NFL 98                                                         | 31 tháng 7 năm 1997  | PlayStation                         | Tiburon Entertainment                                        | :139                            |
| Madden NFL 98                                                         | 1997                 | Sega Genesis/Mega Drive             | Tiburon Entertainment                                        | :139                            |
| Madden NFL 98                                                         | 26 tháng 8 năm 1997  | Sega Saturn                         | Tiburon Entertainment                                        | :139                            |
| Madden NFL 98                                                         | 31 tháng 10 năm 1997 | Windows                             | Tiburon Entertainment                                        | :139                            |
| Madden NFL 98                                                         | tháng 11 năm 1997    | Super Nintendo Entertainment System | Tiburon Entertainment                                        | :139                            |
| NCAA Football 98                                                      | 31 tháng 7 năm 1997  | PlayStation                         | EA Tiburon                                                   | [ 431 ]                         |
| NCAA Football 98                                                      | 30 tháng 9 năm 1997  | Windows                             | EA Tiburon                                                   | [ 431 ]                         |
| Ultima Online                                                         | 24 tháng 9 năm 1997  | Windows                             | Origin Systems                                               | :353                            |
| Test Drive 4                                                          | 30 tháng 9 năm 1997  | PlayStation                         | Pitbull Syndicate (Japan only)                               | [ 432 ] [ 433 ]                 |
| Sid Meier's Gettysburg!                                               | 14 tháng 10 năm 1997 | Windows                             | Firaxis Games                                                | [ 434 ]                         |
| The Lost World: Jurassic Park                                         | 27 tháng 8 năm 1997  | PlayStation                         | DreamWorks Interactive                                       | [ 435 ] [ 436 ]                 |
| Nuclear Strike                                                        | 31 tháng 8 năm 1997  | PlayStation                         | Electronic Arts                                              | [ 437 ]                         |
| Nuclear Strike                                                        | 29 tháng 9 năm 1997  | Windows                             | Electronic Arts                                              | [ 438 ]                         |
| Moto Racer                                                            | 3 tháng 9 năm 1997   | Windows                             | SK Software International                                    | [ 439 ]                         |
| Moto Racer                                                            | 30 tháng 11 năm 1997 | PlayStation                         | SK Software International                                    | [ 440 ]                         |
| PGA Tour 98                                                           | 27 tháng 9 năm 1997  | PlayStation                         | NuFX                                                         | [ 441 ]                         |
| Galapagos                                                             | 15 tháng 10 năm 1997 | Macintosh                           | Anark Game Studios                                           | [ 442 ]                         |
| Galapagos                                                             | 15 tháng 10 năm 1997 | Windows                             | Anark Game Studios                                           | [ 442 ]                         |
| Need for Speed II: Special Edition                                    | 29 tháng 10 năm 1997 | Windows                             | EA Seattle                                                   | [ 443 ]                         |
| KKnD: Krush Kill 'n' Destroy Xtreme                                   | 30 tháng 10 năm 1997 | Windows                             | Beam Software                                                | [ 444 ]                         |
| Madden Football 64                                                    | 31 tháng 10 năm 1997 | Nintendo 64                         | EA Tiburon                                                   | :139                            |
| NASCAR 98                                                             | tháng 11 năm 1997    | PlayStation                         | Stormfront Studios                                           | [ 445 ]                         |
| NASCAR 98                                                             | 13 tháng 11 năm 1997 | Sega Saturn                         | Stormfront Studios                                           | [ 446 ]                         |
| V-Rally                                                               | 4 tháng 11 năm 1997  | PlayStation                         | Infogrames Multimedia (North America only)                   | [ 447 ] [ 448 ]                 |
| Dungeon Keeper: The Deeper Dungeons                                   | 26 tháng 11 năm 1997 | Windows                             | Bullfrog Productions                                         | [ 449 ]                         |
| Wing Commander: Prophecy                                              | 11 tháng 12 năm 1997 | Windows                             | Origin Systems                                               | [ 450 ]                         |
| AFL 98                                                                | 1997                 | Windows                             | Electronic Arts                                              | [ 363 ]                         |
| Beasts and Bumpkins                                                   | 1997                 | Windows                             | Worldweaver Ltd                                              | [ 451 ]                         |
| Cricket 97                                                            | 1997                 | DOS                                 | Beam Software                                                | [ 452 ]                         |
| Cricket 97                                                            | 1997                 | Windows                             | Beam Software                                                | [ 452 ]                         |
| FIFA Soccer Manager                                                   | 1997                 | Windows                             | EA UK                                                        | [ 453 ]                         |
| Jane's Combat Simulations: Fighters Anthology                         | 1997                 | Windows                             | Electronic Arts                                              | [ 454 ]                         |
| Jane's Combat Simulations: Longbow 2                                  | 1997                 | Windows                             | Origin Systems                                               | [ 455 ]                         |
| Jane's Combat Simulations: Longbow Gold                               | 1997                 | DOS                                 | Origin Systems                                               | [ 456 ]                         |
| Jane's Combat Simulations: Longbow Gold                               | 1997                 | Windows                             | Origin Systems                                               | [ 456 ]                         |
| Jane's Combat Simulations: U.S. Navy Fighters '97                     | 1997                 | Windows                             | Electronic Arts                                              | [ 457 ]                         |
| NHL 98                                                                | 1997                 | Sega Genesis/Mega Drive             | EA Canada                                                    | :156                            |
| NHL 98                                                                | 31 tháng 8 năm 1997  | PlayStation                         | EA Canada                                                    | [ 458 ]                         |
| NHL 98                                                                | 30 tháng 9 năm 1997  | Windows                             | EA Canada                                                    | [ 459 ]                         |
| NHL 98                                                                | tháng 12 năm 1997    | Super Nintendo Entertainment System | EA Canada                                                    | [ 460 ]                         |
| NHL 98                                                                | 14 tháng 1 năm 1998  | Sega Saturn                         | EA Canada                                                    | [ 461 ]                         |
| Pax Corpus                                                            | 1997                 | PlayStation                         | Cryo Interactive Entertainment                               | [ 462 ]                         |
| PGA Tour Pro                                                          | 1997                 | Windows                             | EA Sports                                                    | [ 463 ] [ 464 ]                 |
| SCARAB                                                                | 1997                 | Windows                             | Electronic Arts                                              | [ 465 ]                         |
| Auto Destruct                                                         | tháng 1 năm 1998     | PlayStation                         | Neurostone                                                   | [ 466 ]                         |
| Skullmonkeys                                                          | 31 tháng 1 năm 1998  | PlayStation                         | The Neverhood, Inc. / DreamWorks Interactive                 | [ 467 ] [ 468 ]                 |
| Ultima Collection                                                     | 17 tháng 2 năm 1998  | DOS                                 | Origin Systems                                               | [ 469 ]                         |
| Ultima Collection                                                     | 17 tháng 2 năm 1998  | Windows                             | Origin Systems                                               | [ 469 ]                         |
| ReBoot                                                                | 28 tháng 2 năm 1998  | PlayStation                         | EA Canada                                                    | [ 470 ]                         |
| Diablo                                                                | tháng 3 năm 1998     | PlayStation                         | Blizzard North                                               | [ 471 ]                         |
| SimSafari                                                             | 19 tháng 3 năm 1998  | Windows                             | Maxis                                                        | [ 472 ]                         |
| Jane's Combat Simulations: F-15                                       | 25 tháng 3 năm 1998  | Windows                             | EA Baltimore                                                 | [ 473 ]                         |
| Need for Speed III: Hot Pursuit                                       | 25 tháng 3 năm 1998  | PlayStation                         | EA Canada                                                    | [ 474 ]                         |
| Need for Speed III: Hot Pursuit                                       | 23 tháng 9 năm 1998  | Windows                             | EA Seattle                                                   | [ 475 ]                         |
| Triple Play 99                                                        | 26 tháng 3 năm 1998  | PlayStation                         | EA Canada                                                    | [ 476 ] [ 477 ]                 |
| Triple Play 99                                                        | 26 tháng 3 năm 1998  | Windows                             | EA Canada                                                    | [ 476 ] [ 477 ]                 |
| Warhammer: Dark Omen                                                  | 31 tháng 3 năm 1998  | Windows                             | Mindscape / Games Workshop                                   | [ 478 ]                         |
| Warhammer: Dark Omen                                                  | 7 tháng 4 năm 1998   | PlayStation                         | Mindscape / Games Workshop                                   | [ 478 ]                         |
| World Cup 98                                                          | 31 tháng 3 năm 1998  | PlayStation                         | EA Canada                                                    | [ 479 ]                         |
| World Cup 98                                                          | 30 tháng 4 năm 1998  | Windows                             | EA Canada                                                    | [ 479 ]                         |
| World Cup 98                                                          | 18 tháng 5 năm 1998  | Nintendo 64                         | EA Canada                                                    | [ 479 ]                         |
| Dungeon Keeper Gold                                                   | 27 tháng 4 năm 1998  | Windows                             | Bullfrog Productions                                         | [ 480 ]                         |
| Road Rash 3D                                                          | 31 tháng 5 năm 1998  | PlayStation                         | Electronic Arts                                              | [ 481 ]                         |
| WarGames                                                              | 30 tháng 6 năm 1998  | PlayStation                         | Interactive Studios                                          | [ 482 ]                         |
| WarGames                                                              | 31 tháng 7 năm 1998  | Windows                             | Interactive Studios                                          | [ 482 ]                         |
| Moto Racer 2                                                          | 21 tháng 7 năm 1998  | PlayStation                         | Delphine Software International                              | [ 483 ]                         |
| Moto Racer 2                                                          | 24 tháng 11 năm 1998 | Windows                             | Delphine Software International                              | [ 484 ]                         |
| Madden NFL 99                                                         | 31 tháng 7 năm 1998  | PlayStation                         | EA Tiburon                                                   | :139                            |
| Madden NFL 99                                                         | tháng 9 năm 1998     | Nintendo 64                         | EA Tiburon                                                   | :139                            |
| Madden NFL 99                                                         | 30 tháng 9 năm 1998  | Windows                             | EA Tiburon                                                   | :139                            |
| NCAA Football 99                                                      | 1 tháng 8 năm 1998   | PlayStation                         | EA Sports                                                    | [ 485 ]                         |
| NCAA Football 99                                                      | 31 tháng 8 năm 1998  | Windows                             | EA Sports                                                    | [ 485 ]                         |
| Future Cop: LAPD                                                      | 31 tháng 8 năm 1998  | PlayStation                         | EA Redwood Shores                                            | [ 486 ]                         |
| Future Cop: LAPD                                                      | 25 tháng 11 năm 1998 | Macintosh                           | EA Redwood Shores                                            | [ 486 ]                         |
| Future Cop: LAPD                                                      | 25 tháng 11 năm 1998 | Windows                             | EA Redwood Shores                                            | [ 486 ]                         |
| Tiger Woods 99 PGA Tour Golf                                          | 31 tháng 8 năm 1998  | Windows                             | Adrenalin Entertainment                                      | [ 487 ]                         |
| Tiger Woods 99 PGA Tour Golf                                          | 31 tháng 10 năm 1998 | PlayStation                         | Adrenalin Entertainment                                      | [ 488 ]                         |
| NASCAR 99                                                             | 11 tháng 9 năm 1998  | Nintendo 64                         | EA Sports / Stormfront Studios                               | [ 489 ]                         |
| NASCAR 99                                                             | 28 tháng 9 năm 1998  | PlayStation                         | EA Sports / Stormfront Studios                               | [ 489 ]                         |
| NHL 99                                                                | 30 tháng 9 năm 1998  | PlayStation                         | EA Canada                                                    | [ 490 ]                         |
| NHL 99                                                                | 30 tháng 9 năm 1998  | Windows                             | EA Canada                                                    | [ 491 ]                         |
| NHL 99                                                                | 1 tháng 10 năm 1998  | Nintendo 64                         | EA Canada                                                    | [ 492 ]                         |
| Small Soldiers                                                        | 30 tháng 9 năm 1998  | PlayStation                         | DreamWorks Interactive                                       | [ 493 ]                         |
| Test Drive 5                                                          | 30 tháng 9 năm 1998  | PlayStation                         | Pitbull Syndicate (Japan only)                               | [ 494 ] [ 495 ] [ 496 ]         |
| CyberTiger                                                            | 30 tháng 9 năm 1999  | PlayStation                         | EA Redwood Shores                                            | [ 497 ]                         |
| Xena: Warrior Princess                                                | 7 tháng 10 năm 1999  | PlayStation                         | Universal Studios Digital Arts                               | [ 498 ]                         |
| Fighter Pilot                                                         | 15 tháng 10 năm 1998 | Windows                             | Charybdis Enterprises                                        | [ 499 ]                         |
| Jurassic Park: Trespasser                                             | 28 tháng 10 năm 1998 | Windows                             | DreamWorks Interactive                                       | [ 500 ]                         |
| The F.A. Premier League Football Manager 2000                         | 29 tháng 10 năm 1999 | Windows                             | EA UK                                                        | [ 501 ]                         |
| FIFA 99                                                               | 31 tháng 10 năm 1998 | Windows                             | EA Canada                                                    | [ 502 ]                         |
| FIFA 99                                                               | 30 tháng 11 năm 1998 | Nintendo 64                         | EA Canada                                                    | [ 502 ]                         |
| FIFA 99                                                               | 30 tháng 11 năm 1998 | PlayStation                         | EA Canada                                                    | [ 502 ]                         |
| NBA Live 99                                                           | 31 tháng 10 năm 1998 | PlayStation                         | EA Canada                                                    | [ 503 ]                         |
| NBA Live 99                                                           | 31 tháng 10 năm 1998 | Windows                             | EA Canada                                                    | [ 503 ]                         |
| NBA Live 99                                                           | 4 tháng 11 năm 1998  | Nintendo 64                         | NuFX                                                         | [ 503 ]                         |
| Theme Park World                                                      | 3 tháng 11 năm 1999  | Windows                             | Bullfrog Productions / Climax Development                    | [ 504 ]                         |
| Populous: The Beginning                                               | 17 tháng 11 năm 1998 | Windows                             | Bullfrog Productions                                         | [ 505 ]                         |
| Populous: The Beginning                                               | 31 tháng 3 năm 1999  | PlayStation                         | Bullfrog Productions                                         | [ 506 ]                         |
| Jane's Combat Simulations: WWII Fighters                              | 23 tháng 11 năm 1998 | Windows                             | Electronic Arts                                              | [ 507 ]                         |
| Knockout Kings                                                        | 25 tháng 11 năm 1998 | PlayStation                         | Digital Eclipse Software                                     | [ 508 ]                         |
| Knockout Kings                                                        | tháng 12 năm 1999    | Game Boy Color                      | High Score Entertainment / Press Start Inc.                  | [ 509 ]                         |
| Golden Nugget 64                                                      | 1 tháng 12 năm 1998  | Nintendo 64                         | Westwood Studios                                             | [ 510 ]                         |
| Theme Aquarium                                                        | 17 tháng 12 năm 1998 | PlayStation                         | Tose                                                         | [ 511 ] [ 512 ]                 |
| AFL 99                                                                | 1998                 | PlayStation                         | Electronic Arts                                              | [ 363 ]                         |
| AFL 99                                                                | 1998                 | Windows                             | Electronic Arts                                              | [ 363 ]                         |
| Best of Voodoo                                                        | 1998                 | Windows                             | Electronic Arts                                              | [ cần dẫn nguồn ]               |
| The Biggest Names the Best Games                                      | 1998                 | Windows                             | Electronic Arts                                              | [ 513 ]                         |
| Bundesliga 99                                                         | 1998                 | Windows                             | EA Canada                                                    | [ 514 ]                         |
| The Creed                                                             | 1999                 | Windows                             | Insomnia Entertainment                                       | [ 515 ] [ 516 ]                 |
| The F.A. Premier League Football Manager 99                           | 1998                 | Windows                             | EA UK                                                        | [ 517 ]                         |
| Jane's Combat Simulations: Attack Pack                                | 1998                 | DOS                                 | Electronic Arts                                              | [ 518 ]                         |
| Jane's Combat Simulations: Attack Pack                                | 1998                 | Windows                             | Electronic Arts                                              | [ 518 ]                         |
| Jane's Combat Simulations: Israeli Air Force                          | 1998                 | Windows                             | Pixel Multimedia                                             | [ 519 ]                         |
| Jane's Combat Simulations: Longbow Anthology                          | 1998                 | DOS                                 | Origin Systems                                               | [ 520 ] [ 521 ]                 |
| Jane's Combat Simulations: Longbow Anthology                          | 1998                 | Windows                             | Origin Systems                                               | [ 520 ] [ 521 ]                 |
| PGA Tour Gold                                                         | 1998                 | Windows                             | Electronic Arts                                              | [ 522 ]                         |
| Play the Games Vol. 1                                                 | 1998                 | DOS                                 | Namco Bandai Entertainment / Infogrames                      | [ 523 ]                         |
| Play the Games Vol. 1                                                 | 1998                 | Windows                             | Namco Bandai Entertainment / Infogrames                      | [ 523 ]                         |
| Queen: The eYe                                                        | 1998                 | DOS                                 | Destination Design                                           | [ 524 ]                         |
| Queen: The eYe                                                        | 1998                 | Windows                             | Destination Design                                           | [ 524 ]                         |
| Ultimate Sim                                                          | 1998                 | Windows                             | Electronic Arts                                              | [ 525 ]                         |
| X Games Pro Boarder                                                   | 1998                 | PlayStation                         | Radical Entertainment                                        | [ 526 ]                         |
| X Games Pro Boarder                                                   | 1998                 | Windows                             | Radical Entertainment                                        | [ 526 ]                         |
| SimCity 3000                                                          | 1 tháng 2 năm 1999   | Linux                               | Maxis                                                        | [ 527 ]                         |
| SimCity 3000                                                          | 1 tháng 2 năm 1999   | Macintosh                           | Maxis                                                        | [ 528 ]                         |
| SimCity 3000                                                          | 1 tháng 2 năm 1999   | Windows                             | Maxis                                                        | [ 528 ]                         |
| Sid Meier's Alpha Centauri                                            | 12 tháng 2 năm 1999  | Windows                             | Firaxis Games                                                | [ 529 ]                         |
| NASCAR Revolution                                                     | 16 tháng 2 năm 1999  | Windows                             | Stormfront Studios                                           | [ 530 ]                         |
| Beetle Adventure Racing!                                              | 28 tháng 2 năm 1999  | Nintendo 64                         | Paradigm Entertainment                                       | [ 531 ]                         |
| Triple Play 2000                                                      | 28 tháng 2 năm 1999  | Nintendo 64                         | Treyarch                                                     | [ 532 ] [ 533 ]                 |
| Triple Play 2000                                                      | 22 tháng 3 năm 1999  | PlayStation                         | Treyarch                                                     | [ 534 ]                         |
| Triple Play 2000                                                      | 31 tháng 3 năm 1999  | Windows                             | Treyarch                                                     | [ 535 ]                         |
| Need for Speed: High Stakes                                           | 1 tháng 3 năm 1999   | PlayStation                         | EA Canada                                                    | [ 536 ]                         |
| Need for Speed: High Stakes                                           | 1 tháng 6 năm 1999   | Windows                             | EA Seattle                                                   | [ 537 ]                         |
| Lands of Lore III                                                     | 3 tháng 3 năm 1999   | Windows                             | Westwood Studios                                             | [ 538 ]                         |
| Rushdown                                                              | 3 tháng 3 năm 1999   | PlayStation                         | Canal+                                                       | [ 539 ]                         |
| Recoil                                                                | 11 tháng 3 năm 1999  | Windows                             | Zipper Interactive / Westwood Studios                        | [ 540 ]                         |
| Sports Car GT                                                         | 31 tháng 3 năm 1999  | PlayStation                         | Image Space Incorporated                                     | [ 541 ]                         |
| Sports Car GT                                                         | 30 tháng 4 năm 1999  | Windows                             | Image Space Incorporated                                     | [ 542 ]                         |
| Superbikes '99                                                        | 10 tháng 4 năm 1999  | Windows                             | Milestone srl                                                | [ 543 ] [ 544 ]                 |
| Hot Wheels Turbo Racing                                               | 11 tháng 5 năm 1999  | Nintendo 64                         | Stormfront Studios                                           | [ 545 ]                         |
| Hot Wheels Turbo Racing                                               | 11 tháng 5 năm 1999  | PlayStation                         | Stormfront Studios                                           | [ 546 ]                         |
| Jane's Combat Simulations: Fleet Command                              | 15 tháng 5 năm 1999  | Windows                             | Sonalysts Combat Simulations                                 | [ 547 ]                         |
| F-22 Lightning 3                                                      | 20 tháng 5 năm 1999  | Windows                             | NovaLogic                                                    | [ 548 ]                         |
| NASCAR Road Racing                                                    | 26 tháng 5 năm 1999  | Windows                             | Electronic Arts                                              | [ 549 ]                         |
| NCAA Football 2000                                                    | 30 tháng 6 năm 1999  | PlayStation                         | EA Sports                                                    | [ 550 ]                         |
| V-Rally 2                                                             | 30 tháng 6 năm 1999  | PlayStation                         | Eden Studios                                                 | [ 551 ]                         |
| Dungeon Keeper 2                                                      | 7 tháng 7 năm 1999   | Windows                             | Bullfrog Productions                                         | [ 552 ] [ 553 ] [ 554 ] [ 555 ] |
| Skydive!                                                              | 7 tháng 7 năm 1999   | Windows                             | Gonzo Games                                                  | [ 556 ]                         |
| Madden NFL 2000                                                       | 31 tháng 7 năm 1999  | PlayStation                         | EA Tiburon                                                   | [ 557 ]                         |
| Madden NFL 2000                                                       | tháng 8 năm 1999     | Game Boy Advance                    | EA Tiburon                                                   | [ 557 ]                         |
| Madden NFL 2000                                                       | 31 tháng 8 năm 1999  | Nintendo 64                         | EA Tiburon                                                   | [ 557 ]                         |
| Madden NFL 2000                                                       | 31 tháng 8 năm 1999  | Windows                             | EA Tiburon                                                   | [ 557 ]                         |
| Madden NFL 2000                                                       | 16 tháng 11 năm 1999 | Macintosh                           | EA Tiburon                                                   | [ 557 ]                         |
| Sled Storm                                                            | 31 tháng 7 năm 1999  | PlayStation                         | EA Canada                                                    | [ 558 ]                         |
| NHL 2000                                                              | 31 tháng 8 năm 1999  | PlayStation                         | EA Canada                                                    | [ 559 ]                         |
| NHL 2000                                                              | 30 tháng 9 năm 1999  | Windows                             | EA Canada                                                    | [ 559 ]                         |
| System Shock 2                                                        | 11 tháng 8 năm 1999  | Windows                             | Irrational Games / Looking Glass Studios                     | [ 560 ] [ 561 ]                 |
| Flight Unlimited III                                                  | 17 tháng 9 năm 1999  | Windows                             | Looking Glass Studios                                        | [ 562 ]                         |
| WCW Mayhem                                                            | 21 tháng 9 năm 1999  | Nintendo 64                         | Kodiak Interactive                                           | [ 563 ]                         |
| WCW Mayhem                                                            | 31 tháng 8 năm 1999  | PlayStation                         | Kodiak Interactive                                           | [ 563 ]                         |
| NASCAR 2000                                                           | 24 tháng 9 năm 1999  | PlayStation                         | EA Sports / Stormfront Studios                               | [ 564 ]                         |
| NASCAR 2000                                                           | 30 tháng 9 năm 1999  | Nintendo 64                         | EA Sports / Stormfront Studios                               | [ 564 ]                         |
| FIFA 2000                                                             | 30 tháng 9 năm 1999  | Windows                             | EA Canada                                                    | [ 565 ]                         |
| FIFA 2000                                                             | 9 tháng 10 năm 1999  | PlayStation                         | EA Canada                                                    | [ 566 ]                         |
| Deer Hunt Challenge                                                   | 19 tháng 10 năm 1999 | Windows                             | EA Seattle / Inland Productions, Inc.                        | [ 567 ]                         |
| Sid Meier's Alien Crossfire                                           | 19 tháng 10 năm 1999 | Windows                             | Firaxis Games                                                | [ 568 ]                         |
| Dune 2000                                                             | 31 tháng 10 năm 1999 | PlayStation                         | Intelligent Games / Westwood Studios                         | [ 569 ]                         |
| Medal of Honor                                                        | 31 tháng 10 năm 1999 | PlayStation                         | DreamWorks Interactive                                       | :185                            |
| NBA Live 2000                                                         | 31 tháng 10 năm 1999 | Nintendo 64                         | NuFX                                                         | [ 571 ]                         |
| NBA Live 2000                                                         | 31 tháng 10 năm 1999 | PlayStation                         | EA Canada                                                    | [ 571 ]                         |
| NBA Live 2000                                                         | 31 tháng 10 năm 1999 | Windows                             | EA Canada                                                    | [ 571 ]                         |
| Supercross 2000                                                       | 31 tháng 10 năm 1999 | Nintendo 64                         | MBL Research                                                 | [ 572 ] [ 573 ] [ 574 ]         |
| Supercross 2000                                                       | 31 tháng 10 năm 1999 | PlayStation                         | MBL Research                                                 | [ 572 ] [ 573 ] [ 574 ]         |
| Delta Force 2                                                         | 3 tháng 11 năm 1999  | Windows                             | NovaLogic                                                    | [ 575 ]                         |
| Tomorrow Never Dies                                                   | 16 tháng 11 năm 1999 | PlayStation                         | Black Ops Entertainment                                      | [ 576 ]                         |
| Ultima IX: Ascension                                                  | 23 tháng 11 năm 1999 | Windows                             | Origin Systems                                               | [ 577 ]                         |
| Tiger Woods PGA Tour 2000                                             | 30 tháng 11 năm 1999 | PlayStation                         | EA Redwood Shores                                            | [ 578 ]                         |
| Sid Meier's Antietam!                                                 | 10 tháng 12 năm 1999 | Windows                             | Firaxis Games / BreakAway Games                              | [ 579 ]                         |
| The Biggest Names the Best Games 2                                    | 1999                 | Windows                             | Electronic Arts                                              | [ 580 ]                         |
| The Biggest Names the Best Games 4                                    | 1999                 | Windows                             | Electronic Arts                                              | [ 581 ]                         |
| Cricket World Cup 99                                                  | 1999                 | Windows                             | Creative Assembly                                            | [ 582 ]                         |
| Jane's Combat Simulations: USAF                                       | 1999                 | Windows                             | Pixel Multimedia                                             | [ 583 ]                         |
| Knockout Kings 2000                                                   | 1999                 | Nintendo 64                         | Black Ops Entertainment                                      | [ 584 ]                         |
| Knockout Kings 2000                                                   | 1999                 | PlayStation                         | Electronic Arts                                              | [ 585 ]                         |
| Play the Games Vol. 2                                                 | 1999                 | DOS                                 | Infogrames / Eidos Interactive                               | [ 586 ]                         |
| Play the Games Vol. 2                                                 | 1999                 | Windows                             | Infogrames / Eidos Interactive                               | [ 586 ]                         |
| Populous: The Beginning: Undiscovered Worlds                          | 1999                 | Windows                             | Bullfrog Productions                                         | [ 587 ]                         |
| Street Sk8er                                                          | 1999                 | PlayStation                         | Atelier Double                                               | [ 588 ] [ 589 ]                 |
| The F.A. Premier League Stars                                         | 1999                 | PlayStation                         | EA UK                                                        | [ 590 ]                         |
| The F.A. Premier League Stars                                         | 13 tháng 8 năm 1999  | Windows                             | EA UK                                                        | [ 590 ]                         |

1. 1 2  Kunkel, Bill; Katz, Arnie (tháng 10 năm 1983). "Arcade Alley: From Pinball to Purgatory at Electronic Arts". Video. Quyển 7 số 7. Reese Communications. tr. 30–32. ISSN 0147-8907.
2. 1 2 3 4 5 6 7 8 9 10 11 12 13  1984 Software Encyclopedia. Quyển 2. Reese Communications. 1983. {{Chú thích sách}}: Đã bỏ qua |work= (trợ giúp)
3. ↑  "Axis Assassin". Archive.org. 1983.
4. ↑  "D-Bug: The Manual". archive.org. Electronic Arts. 1983.
5. ↑  Sandler, Corey (ngày 7 tháng 8 năm 1984). "Hard Hats and Bows". PC Magazine. tr. 277. Truy cập ngày 25 tháng 10 năm 2013.
6. 1 2 3 4 5 6 7 8 9  Loguidice, Bill; Barton, Matt (ngày 18 tháng 2 năm 2009). Vintage Games: An Insider Look at the History of Grand Theft Auto, Super Mario, and the Most Influential Games of All Time. Focal Press. ISBN 9780240811468.
7. 1 2  Stone, David and Diana (tháng 1 năm 1984), "They Call it Murder, Baby!", Computer Gaming World, tr. 12–13
8. ↑  Wiswell, Phil (ngày 22 tháng 1 năm 1985). "The Plot Thickens". PC Magazine. tr. 245. Truy cập ngày 28 tháng 10 năm 2013.
9. 1 2  Sauer, Patrick (ngày 25 tháng 5 năm 2017). "How Dr. J and Larry Bird Helped Build a Video Game Empire". Vice Sports. Vice Media LLC. Bản gốc lưu trữ ngày 5 tháng 4 năm 2019. Truy cập ngày 22 tháng 6 năm 2017.
10. ↑  Staff (tháng 11 năm 1989). "Chart-Busters; SPA Platinum". Game Players. Số 5. tr. 112.
11. ↑  "Daniel B. Sommers - Resume" (PDF).
12. ↑  "The Standing Stones Manual" (PDF).
13. ↑  "Standing Stones UK Manual" (PDF).
14. ↑  "Lemon - Commodore 64 - Standing Stones, The".
15. ↑  Shapiro, Neil (Oct–Nov 1985). "Of Jewels and Ghouls and Butterflies and Strategies of War". II Computing. tr. 24–26. Truy cập ngày 28 tháng 1 năm 2015.
16. ↑  Card, Orson Scott (tháng 1 năm 1989). "Gameplay". Compute!. tr. 12. Truy cập ngày 10 tháng 11 năm 2013.
17. ↑  Panak, Steve (tháng 5 năm 1985). "Panak Strikes!". ANALOG Computing. tr. 69–70. Bản gốc lưu trữ ngày 7 tháng 10 năm 2018. Truy cập ngày 13 tháng 2 năm 2020.
18. ↑  Ciraolo, Michael (Oct–Nov 1985). "Top Software / A List of Favorites". II Computing. tr. 51. Truy cập ngày 28 tháng 1 năm 2015.
19. 1 2  Davies, Lloyd (tháng 5 năm 1984). "Music Construction Set". Ahoy!. tr. 49. Truy cập ngày 27 tháng 6 năm 2014.
20. ↑  Trunzo, James V. (tháng 9 năm 1984). "The Seven Cities of Gold". Compute! (review). tr. 110. Truy cập ngày 30 tháng 10 năm 2013.
21. ↑  Ferrell, Keith (tháng 12 năm 1987). "The Commodore Games That Live On And On". Compute's Gazette. tr. 18–22. Truy cập ngày 24 tháng 1 năm 2015.
22. ↑  Brooks, M. Evan (tháng 1 năm 1994). "War In Our Time / A Survey Of Wargames From 1950-2000". Computer Gaming World. tr. 194–212.
23. ↑  Mansfield, Richard (tháng 6 năm 1986). "Skyfox For Commodore And Apple". Compute!. tr. 62. Truy cập ngày 8 tháng 11 năm 2013.
24. ↑  "Alternate Reality – The City". Atarimania.
25. ↑  "The Bard's Tale Compendium". Credits from the game manuals. 2000. Truy cập ngày 29 tháng 3 năm 2016.
26. 1 2  Scorpia (tháng 10 năm 1993). "Scorpia's Magic Scroll Of Games". Computer Gaming World. tr. 34–50. Truy cập ngày 25 tháng 3 năm 2016.
27. ↑  "Bard's Tale, The". World of Spectrum. Truy cập ngày 11 tháng 12 năm 2007.
28. ↑  Falk, Lonnie (tháng 9 năm 1985). "Golden Oldies: A Blast From Computing's Past". Portable Computing Magazine. Quyển 3 số 3. tr. 87–88.
29. ↑  "QuestBusters: The Adventurer's Journal". QuestBusters. Quyển 2 số 7. tháng 8 năm 1985. tr. 2.
30. ↑  Langdell, James (ngày 1 tháng 10 năm 1985). "Those Golden Oldies Are Back". PC Magazine. Quyển 4 số 20. tr. 225.
31. ↑  McKames, Stewart (January–February 1986). "Heart of Africa" (PDF). Computer Gaming World. Số 25. tr. 37–38, 45. Truy cập ngày 23 tháng 4 năm 2016.
32. ↑  Randall, Neil (tháng 4 năm 1986). "Heart of Africa". Compute!. tr. 60. Truy cập ngày 8 tháng 11 năm 2013.
33. ↑  "Lords of Conquest". Computer Gaming World. Số 107. Russell Sipe. tháng 6 năm 1993.
34. ↑  Ferrell, Keith (tháng 12 năm 1987). "The Commodore Games That Live On And On". Compute's Gazette. tr. 18–22. Truy cập ngày 24 tháng 1 năm 2015.
35. ↑  "Richard Petty's Talladega Atari 400/800/xl/xe Computer Floppy Disk by Electronic Arts". Amazon. Truy cập ngày 29 tháng 8 năm 2019.
36. ↑  "Robot Rascals: The Manual". archive.org. Electronic Arts. 1986.
37. ↑  "Starflight: PC: About This Game". IGN. Truy cập ngày 14 tháng 4 năm 2021.
38. 1 2  Oldenburg, Don (ngày 10 tháng 12 năm 1987). "Space Games; Recreational Software Gets a 'Go'". The Washington Post. Bản gốc lưu trữ ngày 4 tháng 3 năm 2016. Truy cập ngày 6 tháng 10 năm 2012.(yêu cầu đăng ký)
39. 1 2  Rand, Paul; O'Connor, Frank (tháng 10 năm 1991). "Review: Starflight". Computer and Video Games. Số 119.
40. ↑  "Starflight for Commodore 64". GameRankings. CBS Interactive. Truy cập ngày 19 tháng 12 năm 2012.
41. ↑  "Starflight: Macintosh: About This Game". IGN. Truy cập ngày 19 tháng 12 năm 2012.
42. ↑  "Starflight: Genesis: About This Game". IGN. Truy cập ngày 1 tháng 11 năm 2012.
43. ↑  "Super Boulder Dash Manual" (PDF). Electronic Arts. Truy cập ngày 1 tháng 6 năm 2019.
44. ↑  Elsam, Sara (ngày 13 tháng 7 năm 2018). "DIY transcendence with Timothy Leary's Mind Mirror". Rock, Paper, Shotgun. Truy cập ngày 2 tháng 3 năm 2019.
45. ↑  "Touchdown Football Game Manual" (PDF).
46. ↑  Fleming, Jeffrey (ngày 17 tháng 2 năm 2007). "We See Farther - A History of Electronic Arts". Gamasutra.
47. ↑  "Ultimate Wizard - Commodore 64 by Electronic Arts". Amazon. Truy cập ngày 11 tháng 3 năm 2019.
48. ↑  Many, Chris (tháng 1 năm 1987). "World Tour Golf For The IBM PC". Compute!. tr. 38. Truy cập ngày 9 tháng 11 năm 2013.
49. ↑  Lesser, Hartley; Lesser, Patricia; Lesser, Kirk (tháng 4 năm 1988). "The Role of Computers". Dragon. Số 132. tr. 80–85.
50. ↑  "Age of Adventure: Ali Baba and the Forty Thieves". Lemon.
51. ↑  "Age of Adventure: Ali Baba and the Forty Thieves (Side A)". Archive.org. 1981.
52. ↑  Ardai, Charles (tháng 5 năm 1987). "Titans of the Computer Gaming World / Part II of V: Ardai on Electronic Arts" (PDF). Computer Gaming World. Số 37. tr. 28. Truy cập ngày 16 tháng 4 năm 2016.
53. ↑  "Thomas M. Disch's Amnedia: The Manual" (PDF).
54. ↑  Stumpf, Robert J. (tháng 10 năm 1986). "ArcticFox For Amiga". Compute!. Số 77. tr. 64. Truy cập ngày 9 tháng 11 năm 2013.
55. ↑  Guerra 1987. pp. 18–24.
56. ↑  Cranford, Michael (1998). "The Bard's Tale Compendium". E-mail correspondence. Truy cập ngày 22 tháng 7 năm 2009.
57. ↑  "Electronic Arts "Software Classics"" (PDF). ngày 1 tháng 1 năm 1987. tr. 4. Bản gốc (PDF) lưu trữ ngày 1 tháng 8 năm 2019. Truy cập ngày 10 tháng 3 năm 2016.
58. ↑  Herrington, Peggy (January–February 1987). "Amiga Music: The State Of The Art". Info. tr. 56–58, 62.
59. ↑  Randall, Neil (tháng 4 năm 1987). "Instant Music For The Amiga". Compute!. tr. 67. Truy cập ngày 9 tháng 11 năm 2013.
60. 1 2  "Regarding the Historical Publicly Availability of Intelligent Instruments" from Computer Music Journal
61. ↑  Hacker, Randi (tháng 3 năm 1984). "Electronic Fun with Computer & Games - Vol 02 No 05 (1984-03)(Fun & Games Publishing)(US)". Compute!. tr. 67. Truy cập ngày 9 tháng 11 năm 2013.
62. ↑  Minnick, Robin (tháng 7 năm 1987). "Murder Party". Compute's Gazette. tr. 43. Truy cập ngày 21 tháng 5 năm 2019.
63. ↑  Kiplinger's Personal Finance (bằng tiếng Anh). Kiplinger Washington Editors, Inc. ngày 1 tháng 12 năm 1987.
64. 1 2 3 4 5 6 7 8 9 10 11 12 13 14 15 16 17 18 19 20 21 22 23 24 25 26 27 28 29 30 31 32 33 34 35 36 37 38 39 40 41 42 43 44 45 46 47 48 49 50 51 52 53 54 55 56 57 58 59 60 61 62 63  Weiss, Brett (2018). Classic Home Video Games, 1989–1990. McFarland & Company. ISBN 9780786492312.
65. ↑  Harrington, William (tháng 3 năm 1987), "Micro-reviews: Patton vs. Rommel", Computer Gaming World, tr. 52–53
66. ↑  "PHM Pegasus". RUN. Quyển 4 số 4. Peterborough, NH: CW Communications/Peterborough. tháng 4 năm 1987. tr. 13. ISSN 0741-4285. OCLC 10151803.
67. ↑  "Yeager Leads Video Games Resurgence". Press-Courier. ngày 13 tháng 12 năm 1987. Truy cập ngày 5 tháng 3 năm 2012.
68. ↑  Bobo, Ervin (tháng 12 năm 1987). "Chuck Yeager's Advanced Flight Trainer". Compute!. tr. 44. Truy cập ngày 10 tháng 11 năm 2013.
69. ↑  Brooks, M. Evan (tháng 1 năm 1994). "War In Our Time / A Survey Of Wargames From 1950-2000". Computer Gaming World. tr. 194–212.
70. ↑  Scorpia (tháng 4 năm 1988), "Deathlord", Computer Gaming World, tr. 44, 48–50
71. ↑  Randall, Neil (tháng 2 năm 1988). "Earl Weaver Baseball". Compute!. tr. 44. Truy cập ngày 10 tháng 11 năm 2013.
72. ↑  Hague, James. "The Giant List of Classic Game Programmers".
73. ↑  Brooks, M. Evan (tháng 11 năm 1992). "Strategy & Wargames: The Future (2000-....)". Computer Gaming World. tr. 99. Truy cập ngày 4 tháng 7 năm 2014.
74. ↑  Brooks, M. Evan (tháng 5 năm 1994). "Never Trust A Gazfluvian Flingschnogger!". Computer Gaming World. tr. 42–58.
75. ↑  Fisher, Russell H. (tháng 2 năm 1988). "EOS: Earth Orbit Stations". Compute!. tr. 48. Truy cập ngày 10 tháng 11 năm 2013.
76. ↑  "Phantis".
77. ↑  Scorpia (tháng 1 năm 1988). "Legacy of the Ancients". Computer Gaming World. tr. 46–47, 50.
78. ↑  "Questmaster: The Prism of Heheutotol - Manual" (PDF).
79. ↑  Lesser, Hartley; Lesser, Patricia; Lesser, Kirk (tháng 5 năm 1988). "The Role of Computers". Dragon. Số 133. tr. 46–52.
80. ↑  Brooks, M. Evan (tháng 1 năm 1994). "War In Our Time / A Survey Of Wargames From 1950-2000". Computer Gaming World. tr. 194–212.
81. ↑  Choi, Yung Min (tháng 3 năm 1988). "Mind Over Anti-Matter". Computer Gaming World. tr. 31. Truy cập ngày 2 tháng 11 năm 2013.
82. ↑  "Digital Integration Products". Bản gốc lưu trữ ngày 19 tháng 12 năm 2019. Truy cập ngày 28 tháng 10 năm 2022.
83. ↑  "Skate or Die & 720°". Computer and Video Games. Số 75. tháng 1 năm 1988. tr. 26–27.
84. ↑  Buchanan, Levi (ngày 16 tháng 1 năm 2009). "Thrashin' to the Oldies". IGN. Truy cập ngày 4 tháng 6 năm 2019.
85. ↑  Choi, Yung Min (tháng 4 năm 1988). "Sidewalk Surfin' Safari". Computer Gaming World. tr. 34.
86. ↑  "William "Trip" Hawkins III". Retro Gamer. Số 24. tháng 4 năm 2006. tr. 63.
87. ↑  Curtis, Tom (ngày 9 tháng 4 năm 2012). "Why InXile, Wasteland 2 are better off without a publisher". Gamasutra. Truy cập ngày 1 tháng 3 năm 2015.
88. ↑  Nutt, Christian (ngày 26 tháng 2 năm 2016). "Wasteland : Developing an open-world RPG in 1988".
89. ↑  "Aaargh!". My Abandonware.
90. ↑  "Abrams Battle Tank". ClassicReload.
91. ↑  "The Bard's Tale III: Thief of Fate".
92. ↑  Scorpia (tháng 6 năm 1988). "Old Prophecies Never Lie... E.A.'s "Bard's Tale III", Thief of Fate". Computer Gaming World. tr. 20–21, 52.
93. ↑  "Caveman Ugh-Lympics – 1988 – Electronic Arts Manual" (PDF). Electronic Arts.
94. ↑  "Amiga Reviews: F/A-18 Interceptor". Bản gốc lưu trữ ngày 8 tháng 11 năm 2006. Truy cập ngày 11 tháng 7 năm 2006.
95. ↑  Premise: Interview with F/A 18 Interceptor Author Bob Dinnerman
96. ↑  "Ferrari Formula One". MyAbandonWare.
97. ↑  "Ferrari Formula One game. EA. Atari ST. Electronic Arts. Big Box vintage video".
98. ↑  "Fusion". ACE. Số 15. Bath, Somerset: Future Publishing. tháng 6 năm 1989. tr. 79.
99. ↑  Evans, Matt; Glancey, Paul; Hamza, Kati (tháng 12 năm 1988). "Fusion". Zzap!64. Số 44. Ludlow: Newsfield Publications. tr. 202. ISSN 0954-867X. OCLC 470391346.
100. ↑  In game title screens and instruction manuals for C64/128 and MS-DOS
101. ↑  "Before Elder Scrolls Bethesda Created Madden". Kotaku. Truy cập ngày 8 tháng 10 năm 2014.
102. ↑  MS-DOS/C64/128 titlescreen copyrights
103. ↑  Lee, Wyatt (tháng 4 năm 1989). "Computer Cavalcade of Sports". Computer Gaming World. tr. 45. Truy cập ngày 24 tháng 4 năm 2016.
104. ↑  "Kings of the Beach (PC, 1989)". eBay.
105. ↑  "Kings of the Beach (Side A) by Electronic Arts". archive.org. 1989.
106. ↑  Horowitz, Ken (2016). Playing at the Next Level: A History of American Sega Games. McFarland & Company. tr. 162. ISBN 978-0-7864-9994-6.
107. ↑  Brooks, M. Evan (tháng 5 năm 1994). "Never Trust A Gazfluvian Flingschnogger!". Computer Gaming World. tr. 42–58.
108. ↑  Timothy Trimble;Apr 1990;Powerdrome Review in Amiga World Vol 6 No 4;pp72] "To make a right turn, roll to the right, then pull back on the yoke, which swings the nose of your racer into the turn."
109. ↑  Mark Higham; (Dec 1988); Powerdrome in ST Amiga Format 6 (Dec 1988);pp 52-53 "This spectacular looking frying pan is about as easy to control as a Lamborghini in the wintry frozen fields of Dartmoor."
110. ↑  GameSpot Lưu trữ ngày 14 tháng 10 năm 2007 tại Wayback Machine "When speaking of the genesis of futuristic racing games as we know them ... UK developer Argonaut lays some claim to genre husbandry"
111. ↑  "Powerplay Hockey (Electronic Arts)". Everygamegoing. Bản gốc lưu trữ ngày 27 tháng 3 năm 2020. Truy cập ngày 29 tháng 8 năm 2019.
112. ↑  Shannon, L.R. (ngày 22 tháng 11 năm 1988). "Games That Mean Business". New York Times. Lưu trữ bản gốc ngày 22 tháng 5 năm 2014. Truy cập ngày 19 tháng 8 năm 2009.
113. ↑  Barton, Matt (ngày 23 tháng 2 năm 2007). "Part 2: The Golden Age (1985-1993)". The History of Computer Role-Playing Games. Gamasutra. Bản gốc lưu trữ ngày 30 tháng 3 năm 2009. Truy cập ngày 26 tháng 3 năm 2009.
114. ↑  Scorpia (tháng 12 năm 1988). "Magical, Mystery Future". Computer Gaming World. tr. 36–37, 53.
115. ↑  "Serve & Volley by Artech D.E. Inc". archive.org. 1988.
116. ↑  "Serve & Volley". Stadium 64.
117. ↑  "TKO - Commodore 64 - Games Database". TKO - Commodore 64.
118. ↑  Wilson, David M. (tháng 5 năm 1988). "Planes, Tranes, and Gunboats / Hijacking "The Train" For the Honor of France". Computer Gaming World. tr. 32.
119. ↑  Brooks, M. Evan (tháng 12 năm 1991). "Computer Strategy and Wargames: The 1900-1950 Epoch / Part II (M-Z) of an Annotated Paiktography". Computer Gaming World. tr. 126. Truy cập ngày 18 tháng 11 năm 2013.
120. ↑  (Spanish) The Train: Escape to Normandy - ZX Spectrum (1988) - article on Soloretro
121. ↑  "Vixen".
122. ↑  English, David (tháng 7 năm 1989). "Zany Golf". Compute!. tr. 71. Truy cập ngày 11 tháng 11 năm 2013.
123. ↑  "Inside Scoop – The History of SimCity". Electronic Arts Inc. Bản gốc lưu trữ ngày 10 tháng 7 năm 2011. Truy cập ngày 28 tháng 3 năm 2011.
124. ↑  Hamlett, Gordon (tháng 7 năm 1989). "Populous Review". Your Amiga. tr. 46–47.
125. ↑  Reese, Andrew (tháng 1 năm 1990). "Strange New Worlds to Conquer". STart. Quyển 4 số 6.
126. ↑  Lesser, Hartley; Lesser, Patricia; Lesser, Kirk (tháng 10 năm 1989). "The Role of Computers". Dragon. Số 150. tr. 68–73, 95.
127. ↑  "Populous Review". MegaTech. Số 5. EMAP. tháng 5 năm 1992. tr. 78.
128. ↑  Sheffield, Richard (tháng 8 năm 1989). "688 Attack Sub". Compute!. tr. 64. Truy cập ngày 11 tháng 11 năm 2013.
129. ↑  "Archon Collection, The". World of Spectrum.
130. 1 2  Sinclair, Brendan (ngày 31 tháng 8 năm 2006). "EA confirms retro Replay - GameSpot.com". GameSpot. Truy cập ngày 23 tháng 4 năm 2012.
131. 1 2  "Amazon – Budokan: The Martial Spirit – Commodore Amiga by Electronic Arts". Amazon. Truy cập ngày 11 tháng 3 năm 2019.
132. ↑  Raskin, Robin (ngày 29 tháng 5 năm 1990). "Object Oriented Cartooners Builds Simple Amimations". PC Mag. tr. 491–492. Truy cập ngày 1 tháng 6 năm 2019.
133. ↑  "Chuck Yeager's Advanced Flight Trainer 2.0 Manual" (PDF). Lucas' Abandonware. Truy cập ngày 23 tháng 6 năm 2019.
134. ↑  Archibald, Dale (tháng 3 năm 1990). "Falcon Vs. Falcon / Electronic Arts' "F-16 Combat Pilot"". Computer Gaming World. tr. 24. Bản gốc lưu trữ ngày 5 tháng 4 năm 2016. Truy cập ngày 15 tháng 11 năm 2013.
135. ↑  Lesser, Hartley; Lesser, Patricia; Lesser, Kirk (tháng 6 năm 1990). "The Role of Computers". Dragon. Số 158. tr. 47–54.
136. ↑  Seacat, Douglas (tháng 9 năm 1989), "Fantasy Aflame", Computer Gaming World, tr. 28–29
137. ↑  "The Hound of Shadow". Atari Mania.
138. ↑  "The Hound of Shadow". Lemon Amiga.
139. ↑  Goble, Gord (ngày 8 tháng 6 năm 2005). "History of Papyrus Racing Games". GameSpot. Truy cập ngày 4 tháng 6 năm 2019.
140. ↑  "Indy Races In on Amiga". The One. Số 25. tháng 10 năm 1990. tr. 13.
141. ↑  "GarageDays:KeefTheThief". ngày 7 tháng 1 năm 2002. Bản gốc lưu trữ ngày 7 tháng 1 năm 2002. Truy cập ngày 26 tháng 2 năm 2018.
142. ↑  Spezzano, Dan; Lee, Wyatt (tháng 9 năm 1991). "Slammin' and Jammin' / Courtside Criticism on Computer Basketball Games". Computer Gaming World. tr. 108. Truy cập ngày 18 tháng 11 năm 2013.
143. ↑  http://www.worldofspectrum.org/showmag.cgi?mag=C+VG/Issue113/Pages/CVG11300092.jpg Bản mẫu:Bare URL image
144. ↑  "FPanzer Battles - Commodore Amiga".
145. ↑  "Populous - The Final Frontier".
146. ↑  "Populous - The Promised Lands". The PC Engine Software Bible.
147. ↑  "Atari ST's Populous: The Promised Lands". Atari Mania.
148. ↑  Wilson, David (tháng 1 năm 1992), "Quest for Firepower", Computer Gaming World, tr. 18
149. ↑  O'Connor, Alice. "Video Game: Sega Genesis Shadow of the Beast". Google Arts & Culture - The Strong National Museum of Play.
150. ↑  Morris, Thomas (tháng 4 năm 1990). "Starflight 2: Trade Routes of the Cloud Nebula". Compute!. Số 119. tr. 98–99.
151. ↑  "Untouchables, The". Hall of Light.
152. ↑  "Flood". The One. Số 22. tháng 7 năm 1990.
153. ↑  Laurence, Will (tháng 5 năm 1991). "Do You Want to Live Forever?". Computer Gaming World. tr. 60. Truy cập ngày 17 tháng 11 năm 2013.
154. ↑  "John Madden's American Football".
155. ↑  Hruby, Patrick (ngày 5 tháng 8 năm 2010). "The Franchise". ESPN. Truy cập ngày 23 tháng 1 năm 2015.
156. ↑  Fahs, Travis (ngày 6 tháng 8 năm 2008). "IGN Presents the History of Madden". IGN. Truy cập ngày 30 tháng 3 năm 2009.
157. ↑  "John Madden Football review from Amiga Power 11 (Mar 1992) - Amiga Magazine Rack". amr.abime.net. Truy cập ngày 4 tháng 3 năm 2017.
158. ↑  "The Bard's Tale for Android Review". AndroGaming. ngày 11 tháng 5 năm 2005. Truy cập ngày 9 tháng 3 năm 2019.
159. ↑  "Centurion: Defender of Rome". Computer Gaming World. Số 107. Russell Sipe. tháng 6 năm 1993.
160. ↑  "Escape from Hell - Electronic Arts / IBM/PC".
161. ↑  "Fountain of Dreams for PC Information, Fountain of Dreams Specs". GameSpot.com. ngày 31 tháng 12 năm 1969. Truy cập ngày 6 tháng 10 năm 2013.
162. ↑  Lesser, Hartley; Lesser, Patricia; Lesser, Kirk (tháng 3 năm 1991). "The Role of Computers". Dragon. Số 167. tr. 47–54.
163. ↑  Scorpia (tháng 4 năm 1991). "Scorpion's View / Scorpia Casts Light on Hard Nova". Computer Gaming World. tr. 29. Truy cập ngày 17 tháng 11 năm 2013.
164. ↑  St. Andre, Ken (tháng 4 năm 1991). "Hard Nova - Hard Look". Computer Gaming World. tr. 58. Truy cập ngày 17 tháng 11 năm 2013.
165. ↑  Scorpia (tháng 10 năm 1993). "Scorpia's Magic Scroll Of Games". Computer Gaming World. tr. 34–50. Truy cập ngày 25 tháng 3 năm 2016.
166. ↑  Battles, Hosea Jr. (tháng 3 năm 1991). "Megalomaniacs Welcome". Computer Gaming World. tr. 27. Truy cập ngày 17 tháng 11 năm 2013.
167. ↑  Staff (tháng 8 năm 1994). "PC Gamer Top 40: The Best Games of All Time". PC Gamer US. Quyển 1 số 3. tr. 35. ISSN 1059-2180. Truy cập ngày 22 tháng 6 năm 2019.
168. ↑  Brooks, M. Evan (tháng 1 năm 1994). "War In Our Time / A Survey Of Wargames From 1950-2000". Computer Gaming World. Số 114. tr. 203. ISSN 0744-6667.
169. ↑  Brooks, M. Evan (tháng 6 năm 1992). "The Modern Games: 1950 - 2000". Computer Gaming World. Số 95. tr. 123. ISSN 0744-6667. Truy cập ngày 22 tháng 6 năm 2019.
170. ↑  "Low Blow by Synergistic Software, Inc". archive.org. 1990.
171. ↑  "DOS Gamer - Low Blow". DOS Gamer. Bản gốc lưu trữ ngày 31 tháng 12 năm 2019. Truy cập ngày 28 tháng 10 năm 2022.
172. ↑  "Powermonger". Retro Gamer. Số 53. tháng 7 năm 2008.
173. 1 2  Olafson, Peter (tháng 4 năm 1991). "Playing with Power (Monger)". Computer Gaming World. tr. 10. Truy cập ngày 17 tháng 11 năm 2013.
174. ↑  "Review Crew: Power Monger". Electronic Gaming Monthly. Số 62. EGM Media, LLC. tháng 9 năm 1994. tr. 36.
175. ↑  "Projectyle Amiga: Review!". ngày 1 tháng 9 năm 2013. Bản gốc lưu trữ ngày 27 tháng 3 năm 2020. Truy cập ngày 27 tháng 3 năm 2020.
176. ↑  "Projectyle : Hall Of Light – The database of Amiga games". hol.abime.net.
177. ↑  "Projectyle - Retro Gamer".
178. ↑  "Shadow of the Beast II - Manual" (PDF).
179. ↑  "Skate or Die 2: The Search for Double Trouble - Nintendo NES - Manual - gamesdatabase.org" (PDF).
180. ↑  "Ski or Die by Electronic Arts, Inc". archive.org. 1990.
181. ↑  Brooks, M. Evan (tháng 6 năm 1993). "An Annotated Listing of Pre-20th Century Wargames". Computer Gaming World. tr. 136. Truy cập ngày 7 tháng 7 năm 2014.
182. ↑  Glancey, Paul; Boone, Tim (tháng 9 năm 1991). "Review: Road Rash" (PDF). Computer and Video Games. tr. 30–32.
183. ↑  Jackson, Neil (tháng 12 năm 1992), "Game Review: Road Rash", Amiga Format, quyển 41, Future Publishing, tr. 116–117
184. ↑  "Are We There Yet?". Video Game Geek.
185. ↑  Scorpia (tháng 2 năm 1992). "Scorpion's Tale". Computer Gaming World. tr. 38. Truy cập ngày 24 tháng 11 năm 2013.
186. ↑  "Battle Chess II: Chinese Chess". GameSpot. Truy cập ngày 24 tháng 2 năm 2019.
187. ↑  "Return of the Argonauts". Games-X. Số 1. ngày 3 tháng 5 năm 1991. tr. 37–38.
188. ↑  Sipe, Russell (tháng 7 năm 1991). "When do Seven Gs Only Cost $59.95? When It's..." Computer Gaming World. tr. 16. Truy cập ngày 18 tháng 11 năm 2013.
189. ↑  Brooks, M. Evan (tháng 11 năm 1991). "Computer Strategy and Wargames: The 1900-1950 Epoch / Part I (A-L) of an Annotated Paiktography". Computer Gaming World. tr. 138. Truy cập ngày 18 tháng 11 năm 2013.
190. ↑  Brooks, M. Evan (tháng 9 năm 1993). "Brooks' Book of Wargames: 1900-1950, A-P". Computer Gaming World. tr. 118. Truy cập ngày 30 tháng 7 năm 2014.
191. ↑  Brooks, M. Evan (tháng 1 năm 1994). "War In Our Time / A Survey Of Wargames From 1950-2000". Computer Gaming World. tr. 194–212.
192. ↑  [Interview with Eddie Dombrower, GamePen, Jonah Falcon]
193. ↑  "Lotus II - Sega Genesis by Electronic Arts". Amazon. Truy cập ngày 11 tháng 3 năm 2019.
194. ↑  Scorpia (tháng 10 năm 1993). "Scorpia's Magic Scroll Of Games". Computer Gaming World. tr. 34–50. Truy cập ngày 25 tháng 3 năm 2016.
195. ↑  Petrucha, Stefan (tháng 8 năm 1992). "Mindcraft's "Magic Candle II"". Computer Gaming World. tr. 64, 66. Truy cập ngày 3 tháng 7 năm 2014.
196. ↑  Scorpia (tháng 6 năm 1992). "Scorpion's View". Computer Gaming World. tr. 44. Truy cập ngày 24 tháng 11 năm 2013.
197. ↑  Pelley, Rich (tháng 5 năm 1991). "PGA Tour Golf". Amiga Power. tr. 36–38. Truy cập ngày 26 tháng 3 năm 2019.
198. ↑  Lapworth, Warren (tháng 8 năm 1990). "PGA Tour Golf". The Games Machine. tr. 48. Truy cập ngày 26 tháng 3 năm 2019.
199. ↑  "PGA Tour Golf". Mean Machines. tháng 4 năm 1991. tr. 40–42. Truy cập ngày 26 tháng 3 năm 2019.
200. ↑  "Beckoning bunkers". N-Force. tháng 11 năm 1992. tr. 34. Truy cập ngày 26 tháng 3 năm 2019.
201. ↑  Barrick, Gordon (tháng 10 năm 1989), "Powermonger: World War 1 Edition Review", The One for Amiga Games, tr. 72
202. ↑  "Rampart - MyAbandonware". MyAbandonware.
203. ↑  "Garage Days: Rings of Power". Naughty Dog. Bản gốc lưu trữ ngày 19 tháng 4 năm 2004. Truy cập ngày 5 tháng 12 năm 2016.
204. ↑  "January 1992 Software Calendar". Electronic Gaming Monthly. Số 30. Sendai Publishing. tháng 1 năm 1992. tr. 33.
205. ↑  Mark Winstanley, "Things To Come: Desert Strike", Amiga Power, March 1993 (issue 23), pp. 18-19
206. 1 2  Matthew Cockburn, "The  Making of The Strike Series", Retro Gamer, Jan 2008 (issue 45), pp. 8084.
207. ↑  Emrich, Alan; Lombardi, Chris (tháng 1 năm 1993). "EA's NHLPA Hockey Scores With Two CGW Editors". Computer Gaming World. tr. 90. Truy cập ngày 5 tháng 7 năm 2014.
208. ↑  "Review Crew: Road Rash 2" (PDF). Electronic Gaming Monthly. tháng 1 năm 1993. tr. 30. Lưu trữ (PDF) bản gốc ngày 21 tháng 7 năm 2018. Truy cập ngày 17 tháng 11 năm 2019.
209. ↑  "Air Land Sea by Electronic Arts". RetroGames.
210. ↑  "Air Land Sea – Commodore Amiga". Games Database.
211. ↑  "Origins of Black Crypt". Bản gốc lưu trữ ngày 23 tháng 2 năm 2007.
212. ↑  "Bulls vs. Blazers and the NBA Playoffs – 1992 – Electronic Arts – Manual" (PDF). Electronic Arts. Truy cập ngày 7 tháng 3 năm 2019.
213. ↑  Brown, Ken (tháng 3 năm 1993). "Hopping in EA's Car & Driver is a Gas". Computer Gaming World. tr. 74. Truy cập ngày 6 tháng 7 năm 2014.
214. ↑  "Daughter of Serpents - Manual" (PDF). ngày 1 tháng 1 năm 1987. Truy cập ngày 10 tháng 3 năm 2016.
215. ↑  "Galahad - Sega Genesis by Electronic Arts". Amazon. Truy cập ngày 11 tháng 3 năm 2019.
216. ↑  Scotford, Laurence (tháng 8 năm 1992). "Heroes of the 357th". PC Review. Số 10. tr. 64–67.
217. ↑  Giovetti, Alfred C. (tháng 5 năm 1993). "Hong Kong Mahjong Pro. (computer gambling game) (Software Review) (Evaluation)". Compute!. Số 152. tr. 110.
218. ↑  Weekend Warrior (tháng 12 năm 1992). "Madden Pulls Out an SNES Winner". GamePro. Số 41. tr. 142, 144.
219. ↑  "A Case Worthy of Your Talents, Holmes". Game Player's PC Entertainment. Quyển 5 số 6. tháng 11 năm 1992. tr. 63.
220. ↑  "The Lost Files of Sherlock Holmes - Sneak Preview". Game Player's PC Entertainment. Quyển 5 số 5. tháng 10 năm 1992. tr. 26.
221. ↑  "Lotus Turbo Challenge - Sega Genesis by Electronic Arts". Amazon. Truy cập ngày 11 tháng 3 năm 2019.
222. ↑  Scorpia (tháng 5 năm 1993). "Scorpia Orckiller Lights Mindcraft's Magic Candle III". Computer Gaming World. tr. 32. Truy cập ngày 7 tháng 7 năm 2014.
223. ↑  MegaTech rating, EMAP, issue 22, page 100, October 1993
224. ↑  "Finals". The One. Số 46. tr. 111.
225. ↑  Mega review, issue 1, page 56, October 1992
226. ↑  MegaTech review, issue 11, page 42, November 1992
227. 1 2  "Ultima Underworld / Ultima Underworld II by Electronic Arts". Amazon. Truy cập ngày 11 tháng 3 năm 2019.
228. ↑  Greenberg, Allen L. (tháng 7 năm 1993). "Electronic Arts' Ultrabots". Computer Gaming World. tr. 120. Truy cập ngày 12 tháng 7 năm 2014.
229. ↑  "Ultima VII: the Silver Seed". Museum of Computer Adventure Game History. Truy cập ngày 11 tháng 3 năm 2019.
230. ↑  "Labyrinth of Time - PC - GameSpy". gamespy.com. GameSpy. Truy cập ngày 11 tháng 11 năm 2010.
231. ↑  Brooks, M. Evan (tháng 1 năm 1994). "War In Our Time / A Survey Of Wargames From 1950-2000". Computer Gaming World. tr. 194–212.
232. ↑  "Go get the original Syndicate strategy game for free!". Polygon. ngày 8 tháng 3 năm 2015. Truy cập ngày 14 tháng 12 năm 2019.
233. ↑  Official American Mega Drive sales chart, March 1994, published in Mega (magazine) issue 18
234. ↑  "150 Best Games of All Time". Computer Gaming World. tháng 11 năm 1996. tr. 64–80. Truy cập ngày 25 tháng 3 năm 2016.
235. ↑  "Price Slashed on 3DO". GamePro. Số 85. IDG. tháng 10 năm 1995. tr. 170–172.
236. ↑  Winstanley, Cam (1994). "Game Reviews:FIFA International Soccer". Amiga Power. Số 43: November 1994. Future Publishing. tr. 56. ISSN 0961-7310.
237. ↑  Rigby, Paul; Dela Fuente, Derek (tháng 6 năm 1994). ""Football" Frenzy". Computer Gaming World. tr. 62–66. Lưu trữ bản gốc ngày 3 tháng 7 năm 2014. Truy cập ngày 5 tháng 1 năm 2019.
238. ↑  "FIFA Kicks the Competition". GamePro. Số 60. IDG. tháng 7 năm 1994. tr. 118.
239. ↑  "FIFA Is CD Champ!". GamePro. Số 62. IDG. tháng 9 năm 1994. tr. 118.
240. ↑  "Finals". Next Generation. Số 13. Imagine Media. tháng 1 năm 1996. tr. 170.
241. ↑  Poulter, Wallace (tháng 11 năm 1993). "EA Comes Out With The Walsh". Computer Gaming World. tr. 96, 98. Truy cập ngày 28 tháng 3 năm 2016.
242. ↑  Callis, Matthew (ngày 12 tháng 9 năm 2008). "Space Funky B.O.B. – Space Funky B.O.B. Source Code". superfamicom.org. Bản gốc lưu trữ ngày 28 tháng 1 năm 2013. Truy cập ngày 14 tháng 1 năm 2013. This was originally posted on eludevisibility.org when I (Matthew Callis) originally bought these disks off eBay
243. ↑  "Escape From Monster Manor". Edge. Số 7. Future Publishing. tháng 4 năm 1994. tr. 79.
244. ↑  Castelli, Stefano (ngày 12 tháng 10 năm 2019). "IGN Retro: James Pond". IGN. Truy cập ngày 29 tháng 12 năm 2019.
245. ↑  Official Gallup UK Mega Drive sales chart, November 1993, published in Mega (magazine) issue 14
246. 1 2  "Review Crew: Jungle Strike". Electronic Gaming Monthly. Số 73. Sendai Publishing. tháng 8 năm 1995. tr. 40.
247. ↑  Jonathan Nash, "Game Reviews: Jungle Strike", Amiga Power Jan 1995 (issue 45), pp. 44-46
248. ↑  Michael Jordan in Flight Lưu trữ ngày 19 tháng 3 năm 2006 tại Wayback Machine COMPUTE! issue 158 / november 1993 / page 144
249. ↑  Poulter, Wallace (tháng 7 năm 1993). "Michael Jordan in Flight from Electronic Arts". Computer Gaming World. tr. 12. Truy cập ngày 12 tháng 7 năm 2014.
250. ↑  "Video game:Sega Genesis NBA Showdown '94". The Strong National Museum of Play.
251. ↑  Goble, Gordon (tháng 11 năm 1993). "First Round Pick". Computer Gaming World. tr. 33–34. Truy cập ngày 28 tháng 3 năm 2016.
252. ↑  Coach Kyle (tháng 5 năm 1994). "NHL '94: CD Perfection!". GamePro. Số 68. IDG. tr. 109.
253. ↑  Marriott, Scott Alan. "NHL '94 - Review". AllGame. Bản gốc lưu trữ ngày 15 tháng 11 năm 2014. Truy cập ngày 30 tháng 9 năm 2019.
254. ↑  Wigmore, Glenn. "NHL '94 - Overview". AllGame. Bản gốc lưu trữ ngày 14 tháng 11 năm 2014. Truy cập ngày 30 tháng 9 năm 2019.
255. ↑  Scisco, Peter (ngày 15 tháng 3 năm 1994). "Reading Adventures for the Electronic Age". PC Magazine. Quyển 13 số 5. tr. 451.
256. ↑  "SimCity History". simcity.com. Electronic Arts. ngày 19 tháng 10 năm 2016. Lưu trữ bản gốc ngày 21 tháng 2 năm 2017. Truy cập ngày 16 tháng 4 năm 2017.
257. ↑  "SPACE HULK PC ROM". Amazon.co.uk. Truy cập ngày 29 tháng 8 năm 2019.
258. ↑  "Strike Commander". PC Zone. Số 1. tháng 4 năm 1993. tr. 8. ISSN 0967-8220. OCLC 173325816.
259. ↑  Webb, Russell. "SYNDICATE: AMERICAN REVOLT from Bullfrog/Electronic Arts". Game Bytes Magazine. Truy cập ngày 21 tháng 3 năm 2019.
260. ↑  Fletcher, JC (ngày 2 tháng 6 năm 2011). "EA games now on GOG, starting with Privateer, Dungeon Keeper, and Ultima Underworld". Engadget. Truy cập ngày 7 tháng 3 năm 2019.
261. ↑  Adam, Jeffrey. "Cyberia – GameSpot". GameSpot.
262. ↑  Mister Blister (tháng 4 năm 1994). "Genesis ProReview: Skitchin'" (PDF). GamePro. tr. 28–29.
263. ↑  T·HQ, Inc. page
264. ↑  "3DO Soft > 1994" (bằng tiếng Nhật). GAME Data Room. Lưu trữ bản gốc ngày 1 tháng 10 năm 2018. Truy cập ngày 2 tháng 9 năm 2018.
265. ↑  "Finals". Next Generation. Số 1. Imagine Media. tháng 1 năm 1995. tr. 90.
266. ↑  "CVG News - Atari's Cat Gets The CD - Big Cat Claws EA Deal". Computer and Video Games. Số 163. Future Publishing. tháng 6 năm 1995. tr. 12–13. Bản gốc lưu trữ ngày 18 tháng 10 năm 2018. Truy cập ngày 5 tháng 1 năm 2019.
267. ↑  "Bill Walsh College Football '95". GameRankings.
268. ↑  "3DO Manual: Theme Park (1994)(Electronic Arts)(US)". 1994.
269. ↑  "Review Crew: Shock Wave". Electronic Gaming Monthly. Số 61. Sendai Publishing. tháng 8 năm 1994. tr. 34.
270. ↑  "Shockwave Assault". Next Generation. Số 15. Imagine Media. tháng 3 năm 1996. tr. 95–96.
271. ↑  "Shockwave Assault". Next Generation. Số 15. Imagine Media. tháng 3 năm 1996. tr. 81.
272. ↑  "Shockwave 2 and Shockwave Assault". Next Generation. Số 11. Imagine Media. tháng 11 năm 1995. tr. 104–5.
273. ↑  "Review Crew: Shockwave Assault". Electronic Gaming Monthly. Số 85. Ziff Davis. tháng 8 năm 1996. tr. 23.
274. ↑  "Finals" (PDF). Next Generation. Số 1. Imagine Media. tháng 1 năm 1995. tr. 91.
275. ↑  "Viewpoint: Road Rash", GameFan, tr. 16, tháng 5 năm 1995
276. ↑  "Road Rash". IGN. ngày 25 tháng 11 năm 1996. Truy cập ngày 19 tháng 7 năm 2019.
277. ↑  "Saturn Review: Road Rash", Mean Machines Sega, EMAP, tr. 70–71, tháng 9 năm 1996
278. ↑  Goble, Gordon (tháng 1 năm 1997). "Review: Road Rash – A Gnarly Ride" (PDF). Computer Gaming World. tr. 182.
279. ↑  Butt, Damian (tháng 10 năm 1995), "The Need for Speed", PC Power, số 22, tr. 38–41
280. ↑  "Maximum Reviews: Need for Speed". Maximum: The Video Game Magazine. Số 5. Emap International Limited. tháng 4 năm 1996. tr. 156.
281. ↑  Allsetter, Rob (tháng 7 năm 1996). "Review: The Need for Speed". Sega Saturn Magazine. Số 9. Emap International Limited. tr. 64–65.
282. ↑  Varner, Jim. The Need for Speed review Lưu trữ ngày 17 tháng 5 năm 2017 tại Wayback Machine. GameSpot. May 28, 1996.
283. ↑  "New Releases from Origin" (PDF). Electronic Arts. Truy cập ngày 23 tháng 6 năm 2019.
284. ↑  "Hoop it Up with NBA Live '95". GamePro. Số 66. IDG. tháng 1 năm 1995. tr. 116.
285. ↑  "NBA Live Jams to the Top". GamePro. Số 65. IDG. tháng 12 năm 1994. tr. 186.
286. ↑  Staff (tháng 11 năm 1996). "150 Best (and 50 Worst) Games of All Time". Computer Gaming World. Số 148. tr. 63–65, 68, 72, 74, 76, 78, 80, 84, 88, 90, 94, 98.
287. ↑  Ichbiah, Daniel (1997). La saga des jeux vidéo. Pocket. tr. 191. ISBN 2-266-08763-0.
288. 1 2  "Finals". Next Generation. Số 1. Imagine Media. tháng 1 năm 1995. tr. 97.
289. 1 2  "Games_Master_Issue_023__1994_11__Future_Publishing__GB__300dpi_". Archive.org. Truy cập ngày 7 tháng 1 năm 2019 – qua Internet Archive.
290. 1 2  "Mean Machines Sega Magazine Issue 24". ngày 1 tháng 10 năm 1994. Truy cập ngày 7 tháng 1 năm 2019 – qua Internet Archive.
291. ↑  "Madden '95 Is Best Yet!". GamePro. Số 75. IDG. tháng 12 năm 1994. tr. 188.
292. ↑  "Finals". Next Generation. Số 3. Imagine Media. tháng 3 năm 1995. tr. 94.
293. ↑  "Michael Jordan in Chaos in the Windy City". GameFan. Quyển 2 số 9. tháng 8 năm 1994. tr. 108–109.
294. ↑  Clarkson, Mark (tháng 2 năm 1995). "Computer Gaming World - Issue 127" (PDF). tr. 122–6. Lưu trữ (PDF) bản gốc ngày 23 tháng 9 năm 2015. Truy cập ngày 7 tháng 8 năm 2015. It's Easy To Get Carried Away With Bullfrog's Beautiful MAGIC CARPET
295. ↑  "Magic Carpet Review". Electronic Gaming Monthly. Số 82. Sendai Publishing. tháng 5 năm 1996. tr. 32.
296. ↑  "Every Sega Saturn Game Played, Reviewed, and Rated". Next Generation. Số 25. Imagine Media. tháng 1 năm 1997. tr. 64.
297. ↑  Underworld Dragon. "Ultima VII". Collectible Ultima. Truy cập ngày 25 tháng 5 năm 2007.
298. ↑  The Complete Ultima VII. ISBN 0784506086.
299. 1 2  "NHL '95 Sinks on SNES". GamePro. Số 66. IDG. tháng 1 năm 1995. tr. 115.
300. ↑  Ardai, Charles (tháng 2 năm 1995). "See You in the Funny Papers" (PDF). Computer Gaming World. Số 127. tr. 74–76. Lưu trữ (PDF) bản gốc ngày 23 tháng 9 năm 2015. Truy cập ngày 5 tháng 8 năm 2015.
301. ↑  "Pacific Strike Reference Card".
302. ↑  "Pacific Strike – Speech Pack Install Guide".
303. ↑  "PGA Tour Golf Invades Europe". GamePro. Số 83. tháng 8 năm 1995. tr. 81.
304. ↑  "Finals". Next Generation. Số 3. Imagine Media. tháng 3 năm 1995. tr. 102.
305. ↑  "Finals". Next Generation. Số 1. Imagine Media. tháng 1 năm 1995. tr. 98.
306. ↑  Campbell, Stuart. "RUGBY WORLD CUP 95 REVIEW". PC Gamer. Số August 1995.
307. ↑  "ShadowCaster - Manual" (PDF).
308. ↑  "Les compilations d'Abandonware France". Abandonware France.
309. ↑  "Wings of Glory Manual" (PDF). Electronic Arts. Truy cập ngày 23 tháng 6 năm 2019.
310. ↑  Salvador, Phil (ngày 3 tháng 6 năm 2015). "Music Highlight: Electronic Arts 3D Atlas". Obscuritory.
311. ↑  "Finals". Next Generation. Số 8. Imagine Media. tháng 8 năm 1995. tr. 76.
312. ↑  "Finals". Next Generation. Số 7. tháng 7 năm 1995. tr. 72.
313. ↑  Weiss, Bret Allan. "Road Rash 3 Review". AllGame. Bản gốc lưu trữ ngày 14 tháng 11 năm 2014. Truy cập ngày 19 tháng 5 năm 2017.
314. ↑  "ProReview: Shock Wave Operation Jumpgate: 2026". GamePro. Số 78. IDG. tháng 3 năm 1995. tr. 98.
315. ↑  Adam, Jeffrey (ngày 1 tháng 5 năm 1996). "CyberMage: Darklight Awakening Review". GameSpot. Truy cập ngày 7 tháng 11 năm 2016.
316. ↑  "EA Sports Didn't Need the NCAA's Logo, and Maybe It Didn't Want It". Kotaku. ngày 21 tháng 7 năm 2013. Truy cập ngày 22 tháng 7 năm 2013.
317. ↑  "Hi-Octane". Next Generation. Số 10. Imagine Media. tháng 10 năm 1995. tr. 117.
318. ↑  "Every PlayStation Game Played, Reviewed, and Rated". Next Generation. Số 25. Imagine Media. tháng 1 năm 1997. tr. 58.
319. ↑  "Hi-Octane". Next Generation. Số 17. Imagine Media. tháng 5 năm 1996. tr. 91.
320. ↑  "Crusader: No Remorse™ – PC Download". Origin.
321. ↑  Crusader: No Remorse – PlayStation – IGN. IGN. Retrieved July 17, 2012.
322. ↑  Crusader: No Remorse – Saturn – IGN. IGN. Retrieved July 17, 2012
323. ↑  "Amazon - Alone in the Dark 2 [Japan Import] by Electronic Arts". Amazon. Truy cập ngày 11 tháng 3 năm 2019.
324. ↑  "Immercenary". Edge. Số 20. tháng 5 năm 1995. tr. 36–37.
325. ↑  "FIFA Soccer 96 - Game". Truy cập ngày 22 tháng 1 năm 2018.
326. ↑  "Every PlayStation Game Played, Reviewed, and Rated". Next Generation. Số 25. Imagine Media. tháng 1 năm 1997. tr. 58.
327. ↑  Gallup UK Playstation sales chart, February 1996, published in Official UK PlayStation Magazine issue 3
328. 1 2  Allsetter, Rob (tháng 2 năm 1996). "Review: Fifa '96". Sega Saturn Magazine. Số 4. Emap International Limited. tr. 70–71.
329. ↑  "FIFA '96 Virtual Stadium Soccer [sic]". Next Generation. Số 13. Imagine Media. tháng 1 năm 1996. tr. 163.
330. ↑  Hugo Foster (ngày 12 tháng 9 năm 1996). "NHL '96 Review". GameSpot. Truy cập ngày 21 tháng 5 năm 2015.
331. ↑  Quick-Draw McGraw (tháng 10 năm 1995). "NHL '96 Second-Round Pick on the Super NES" (PDF). GamePro. Số 85. IDG. tr. 84.
332. ↑  "NBA Live '96". Next Generation. Số 14. Imagine Media. tháng 2 năm 1996. tr. 176.
333. ↑  "NBA Live '96". Next Generation. Số 19. Imagine Media. tháng 7 năm 1996. tr. 74–75.
334. ↑  "MBA Live '96". Electronic Gaming Monthly. Số 83. Ziff Davis. tháng 6 năm 1996. tr. 120.
335. ↑  "Madden SNES: Another Championship Season". GamePro. Số 87. IDG. tháng 12 năm 1995. tr. 114.
336. ↑  "Viewpoint". Amazon. Truy cập ngày 11 tháng 3 năm 2019.
337. ↑  Dembo, Arinn; Looking Through the Mind's Spy:  Play Head Games in an Interactive Movie that Lives Up to the Name, p. 120. Computer Gaming World, Issue 144, July 1996
338. ↑  Hodgson, David (tháng 5 năm 1996). "Maximum Reviews: Psychic Detective". Maximum: The Video Game Magazine. Số 6. Emap International Limited. tr. 123.
339. ↑  "ProReview: Psychic Detective: The Case of the Black Diamond". GamePro. Số 89. IDG. tháng 2 năm 1996. tr. 76.
340. ↑  "The Essential Selection: Sport". sockscap64.com.
341. ↑  "ARL '96 for PC". GameRankings. Truy cập ngày 9 tháng 3 năm 2019.
342. ↑  Scorpia (tháng 2 năm 1996). "Australian Rugby League". Mean Machines Saga. tr. 86.
343. ↑  "Amazon – Bloodwings Pumpkinhead's Revenge by Electronic Arts". Amazon UK. Truy cập ngày 11 tháng 3 năm 2019.
344. ↑  "Quick Hits: Extreme Pinball". GamePro. Số 94. IDG. tháng 7 năm 1996. tr. 78.
345. ↑  "Extreme Pinball - PlayStation by Electronic Arts". Amazon. Truy cập ngày 11 tháng 3 năm 2019.
346. ↑  "Review Crew: Fade to Black". Electronic Gaming Monthly. Số 84. Ziff Davis. tháng 7 năm 1996. tr. 22.
347. ↑  "Knockout". Next Generation. Số 21. Imagine Media. tháng 9 năm 1996. tr. 148.
348. ↑  "History of Boxing Games". GameSpot. ngày 24 tháng 2 năm 2006. Bản gốc lưu trữ ngày 30 tháng 9 năm 2007. Truy cập ngày 18 tháng 7 năm 2007.
349. ↑  Klett, Steve (tháng 12 năm 1995). "Magic Carpet 2: Netherworlds". PC Games. Bản gốc lưu trữ ngày 18 tháng 10 năm 1996. Truy cập ngày 2 tháng 3 năm 2020.
350. ↑  "Magic Carpet Plus by Electronic Arts, Inc". Amazon. Truy cập ngày 11 tháng 3 năm 2019.
351. ↑  "Marine Fighters - US Navy Fighters Expansion by Electronic Arts". Amazon. Truy cập ngày 11 tháng 3 năm 2019.
352. ↑  "Finals". Next Generation. Số 12. Imagine Media. tháng 12 năm 1995. tr. 198.
353. ↑  "PGA Tour Golf '96". Next Generation. Số 14. Imagine Media. tháng 2 năm 1996. tr. 167–8.
354. ↑  "PGA Tour Invitational '96". Next Generation. Số 12. Imagine Media. tháng 12 năm 1995. tr. 176–7.
355. ↑  "PGA Tour '96". GamePro. Số 91. IDG. tháng 4 năm 1996. tr. 93.
356. ↑  Conway, Chris (ngày 2 tháng 11 năm 1998). "Chris Conway - Senior Software Engineer at Electronic Arts". Roger Johnstone. Lưu trữ bản gốc ngày 8 tháng 7 năm 2016. Truy cập ngày 6 tháng 6 năm 2016.
357. ↑  "Review Crew: Space Hulk". Electronic Gaming Monthly. Số 75. Sendai Publishing. tháng 10 năm 1995. tr. 36.
358. ↑  "Review Crew: Space Hulk". Electronic Gaming Monthly. Số 85. Ziff Davis. tháng 8 năm 1996. tr. 24.
359. ↑  "Space Hulk". Next Generation. Số 21. Imagine Media. tháng 9 năm 1996. tr. 150.
360. ↑  "ProReview: Space Hulk". GamePro. Số 97. IDG. tháng 10 năm 1996. tr. 84.
361. ↑  "Toughman Boxing (32X) by Electronic Arts". Electronic Gaming Monthly. Số 71. Sendai Publishing. tháng 6 năm 1995. tr. 120.
362. ↑  "Loaded - GameSpot". GameSpot.
363. 1 2 3  Beaton, Bobby (ngày 12 tháng 3 năm 2014). "The history of AFL video games". AFL Players. Truy cập ngày 18 tháng 4 năm 2019.
364. ↑  "Triple Play 97 - IGN". IGN. ngày 26 tháng 11 năm 1996. Truy cập ngày 14 tháng 5 năm 2019.
365. ↑  Madden NFL '97 review, Official UK PlayStation Magazine, Future Publishing issue 11, August 1996
366. ↑  Mical, Kevin (ngày 10 tháng 10 năm 1996). "Madden 97 Review". GameSpot. Truy cập ngày 13 tháng 11 năm 2017.
367. ↑  "Madden Ready for Prime Time... Again!". GamePro. Số 98. IDG. tháng 11 năm 1996. tr. 135.
368. ↑  "Madden NFL '97". GamePro. Số 97. IDG. tháng 10 năm 1996. tr. 100.
369. ↑  Staff (ngày 26 tháng 2 năm 1997). "1996 PC Best Sellers". Next Generation. Bản gốc lưu trữ ngày 6 tháng 6 năm 1997.
370. ↑  "NHL '97". GamePro. Số 99. IDG. tháng 12 năm 1996. tr. 186.
371. ↑  "Team EGM Box Scores: NHL 97". Electronic Gaming Monthly. Số 89. Ziff Davis. tháng 12 năm 1996. tr. 328.
372. ↑  Leadbetter, Rich (tháng 1 năm 1997). "Review: NHL Hockey '97". Sega Saturn Magazine. Số 15. Emap International Limited. tr. 70–71.
373. ↑  "Crusader: No Regret™ – PC Download". Origin.
374. ↑  Wartofsky, Steve (1996). "Crusader: No Regret Review". Strategy Plus. Bản gốc lưu trữ ngày 29 tháng 11 năm 2002.
375. ↑  "Crusader: No Regret™ for download $5.99 - GOG.com".
376. ↑  "September 1996". Online Gaming Review. ngày 30 tháng 9 năm 1996. Bản gốc lưu trữ ngày 7 tháng 2 năm 1998. Truy cập ngày 2 tháng 3 năm 2020.
377. ↑  Howie, Lisa M. (tháng 12 năm 1996). "Lost Files of Sherlock Holmes: Case of the Rose Tattoo". PC Gamer US. Bản gốc lưu trữ ngày 5 tháng 3 năm 2000.
378. ↑  Maueräder, Petra (tháng 10 năm 1996). "Gen-iestreich?". PC Games (bằng tiếng Đức). tr. 176–178.
379. ↑  "PGA Tour '97". GamePro. Số 98. IDG. tháng 11 năm 1996. tr. 139.
380. ↑  "PGA Tour '97". GamePro. Số 102. IDG. tháng 3 năm 1997. tr. 93.
381. ↑  "KRAZY IVAN - Electronic Arts". Play-Asia. Bản gốc lưu trữ ngày 30 tháng 12 năm 2019. Truy cập ngày 30 tháng 12 năm 2019.
382. 1 2  Poole, Stephen (ngày 19 tháng 12 năm 1996). "FIFA Soccer 97 Review". GameSpot. Truy cập ngày 14 tháng 1 năm 2018.
383. ↑  Ham, Tom (ngày 13 tháng 12 năm 1996). "FIFA Soccer 97 Review". GameSpot. Truy cập ngày 14 tháng 1 năm 2018.
384. ↑  Coach Kyle; Weekend Warrior (tháng 12 năm 1996). "FIFA Soccer '97 Gold Edition". GamePro. Số 99. IDG. tr. 188.
385. ↑  Leadbetter, Rich (tháng 5 năm 1997). "Review: FIFA '97". Sega Saturn Magazine. Số 19. Emap International Limited. tr. 56–57.
386. 1 2 3  Ham, Tom (ngày 1 tháng 12 năm 1996). "NBA Live 97 Review". GameSpot. Truy cập ngày 5 tháng 1 năm 2018.
387. ↑  "NBA Live '97". GamePro. Số 99. IDG. tháng 12 năm 1996. tr. 188.
388. ↑  Leadbetter, Rich (tháng 5 năm 1997). "Review: NBA Live '97". Sega Saturn Magazine. Số 19. Emap International Limited. tr. 58–59.
389. ↑  "Strike Four", Next Generation, Dec 1996 (issue 24), p. 254
390. ↑  "Out Now". Sega Saturn Magazine. Số 18. Emap International Limited. tháng 4 năm 1997. tr. 96.
391. ↑  Syndicate - Manual (USA PC) (PDF). Electronic Arts. 1993. tr. 3–6, 51–53.
392. ↑  Kalata, Kurt (ngày 20 tháng 9 năm 2017). "Syndicate Wars". Hardcore Gaming 101 (bằng tiếng Anh). Truy cập ngày 25 tháng 3 năm 2019.
393. ↑  "Die Hard Trilogy (EA Classics) by Electronic Arts". Amazon. Truy cập ngày 11 tháng 3 năm 2019.
394. ↑  Poole, Stephen (ngày 12 tháng 1 năm 1998). "Andretti Racing Review". GameSpot. Truy cập ngày 13 tháng 11 năm 2017.
395. ↑  "PC Player: Revistas Profesional Independiente de Juegos para PC" (PDF). PC Player. Truy cập ngày 23 tháng 6 năm 2019.[liên kết hỏng]
396. ↑  "Clandestiny for PC CD-ROM in Big Box by Trilobyte, 1996, VGC". Bản gốc lưu trữ ngày 23 tháng 6 năm 2019. Truy cập ngày 28 tháng 10 năm 2022.
397. ↑  "Cricket 96 by EA Sports". Amazon UK. Truy cập ngày 11 tháng 3 năm 2019.
398. ↑  "Kicks Arson". Next Generation. Số 21. tháng 9 năm 1996. tr. 154.
399. ↑  Atkin, Denny (tháng 6 năm 1996). "Plane Jane's". Computer Gaming World. Số 143. tr. 150, 152.
400. ↑  "Jane's ATF: NATO Fighters". GameSpy. Truy cập ngày 5 tháng 6 năm 2015.
401. ↑  "Bull's Eye". Next Generation. Số 21. Imagine Media. tháng 9 năm 1996. tr. 156.
402. ↑  Staff (tháng 4 năm 1997). "Best of the Bunch; Finalists Named for CGW Premier Awards". Computer Gaming World. Số 153. tr. 28, 32.
403. ↑  "Jane's Combat Simulations AH-64D Longbow Limited Edition Big Box PC Game CIB". eBay.
404. ↑  "The Need for Speed SE Edition, CD-ROM Classics by Electronic Arts". Amazon. Truy cập ngày 29 tháng 8 năm 2019.
405. ↑  "Scrabble - Nintendo DS by Electronic Arts". Amazon.com. Truy cập ngày 29 tháng 8 năm 2019.
406. ↑  "Wing Commander IV: The Price of Freedom Review". IGN. ngày 21 tháng 5 năm 1997. Truy cập ngày 15 tháng 4 năm 2019.
407. ↑  "Wing Commander IV: The Price of Freedom - Walkthrough/FAQ". IGN. ngày 8 tháng 12 năm 2001. Bản gốc lưu trữ ngày 29 tháng 6 năm 2019. Truy cập ngày 15 tháng 4 năm 2019.
408. ↑  "Diane Duane - Privateer 2: The Darkening". Bản gốc lưu trữ ngày 23 tháng 8 năm 2019. Truy cập ngày 13 tháng 2 năm 2020.
409. ↑  "Privateer 2". www.origin.ea.com. ngày 30 tháng 3 năm 1997. Bản gốc lưu trữ ngày 30 tháng 3 năm 1997.
410. ↑  "In the Studio". Next Generation. Số 30. Imagine Media. tháng 6 năm 1997. tr. 19.
411. ↑  "Finals". Next Generation. Số 30. Imagine Media. tháng 6 năm 1997. tr. 112.
412. ↑  Staff (ngày 5 tháng 3 năm 1997). "KKND Ships". PC Gamer. Bản gốc lưu trữ ngày 18 tháng 2 năm 1998. Truy cập ngày 5 tháng 12 năm 2019.
413. ↑  "Ultima Underworld: The Stygian Abyss (PS)". Vgchartz. Truy cập ngày 11 tháng 3 năm 2019.
414. 1 2  Kasavin, Greg (ngày 2 tháng 5 năm 1997). "Darklight Conflict Review". GameSpot. Truy cập ngày 27 tháng 11 năm 2018.
415. ↑  Gerstmann, Jeff (ngày 1 tháng 8 năm 1997). "Darklight Conflict Review". GameSpot. Truy cập ngày 27 tháng 11 năm 2018.
416. ↑  Cutlack, Gary (tháng 8 năm 1997). "Review: Darklight Conflict". Sega Saturn Magazine. Số 22. Emap International Limited. tr. 76–77. Truy cập ngày 25 tháng 11 năm 2018.
417. 1 2  Staff (ngày 26 tháng 3 năm 1997). "Even More Games Shipping". PC Gamer. Bản gốc lưu trữ ngày 18 tháng 2 năm 1998. Truy cập ngày 5 tháng 12 năm 2019." Electronic Arts has begun shipping Theme Hospital..."
418. ↑  "テーマホスピタル" [Theme Hospital]. PlayStation Store (bằng tiếng Nhật). Sony. Lưu trữ bản gốc 12 tháng 5 2016. Truy cập 6 tháng 10 2016.
419. ↑  Staff (ngày 18 tháng 4 năm 1997). "EA Ships Need for Speed II". PC Gamer. Bản gốc lưu trữ ngày 18 tháng 2 năm 1998. Truy cập ngày 5 tháng 12 năm 2019.
420. ↑  "Triple Play 98 Review". GameSpot. ngày 2 tháng 5 năm 2000. Truy cập ngày 2 tháng 3 năm 2019.
421. ↑  EPNdotTV (ngày 25 tháng 1 năm 2016), Goldeneye Preview / The New York Yankees - S1:E3 - Electric Playground, truy cập ngày 26 tháng 8 năm 2018
422. ↑  Air Hendrix (tháng 6 năm 1997). "Another Stellar Year at the Top for Triple Play '98". GamePro. Số 105. IDG. tr. 84.
423. ↑  "Homer". Next Generation. Số 31. Imagine Media. tháng 7 năm 1997. tr. 160.
424. ↑  Barnes, J.C. "Overblood Overview". Allgame. Lưu trữ bản gốc ngày 14 tháng 11 năm 2014. Truy cập ngày 24 tháng 1 năm 2011.
425. ↑  "Overblood: Call it the Sci-Fi Resident Evil?". Electronic Gaming Monthly. Số 94. Ziff Davis. tháng 5 năm 1997. tr. 105.
426. ↑  "Amazon - College Football USA '97 by EA Sports". Amazon. Truy cập ngày 11 tháng 3 năm 2019.
427. ↑  Peer Schneider (ngày 24 tháng 12 năm 1997). "FIFA: Road to World Cup 98". IGN. Truy cập ngày 14 tháng 4 năm 2015.
428. 1 2  "E3 Showstoppers!". GamePro. Số 108. IDG. tháng 9 năm 1997. tr. 39.
429. ↑  "Dungeon Keeper on PC". GameSpot.com. Bản gốc lưu trữ ngày 22 tháng 1 năm 2009. Truy cập ngày 14 tháng 2 năm 2008.
430. ↑  "NG Alphas: 688(I) Hunter Killer". Next Generation. Số 29. Imagine Media. tháng 5 năm 1997. tr. 95–97.
431. ↑  "NCAA Football 98 Review". GameSpot. ngày 2 tháng 5 năm 2000. Truy cập ngày 1 tháng 6 năm 2019.
432. ↑  "テストドライブ4 [PS]". Famitsu (bằng tiếng Nhật). Enterbrain. Bản gốc lưu trữ ngày 1 tháng 2 năm 2019. Truy cập ngày 31 tháng 1 năm 2019.
433. ↑  "USED PS1 PS PlayStation 1 ??Test Drive 4".
434. ↑  Staff (ngày 14 tháng 10 năm 1997). "Now Shipping". PC Gamer. Bản gốc lưu trữ ngày 18 tháng 2 năm 1998. Truy cập ngày 5 tháng 12 năm 2019.Now Shipping: "...Sid Meier's Gettysburg from Firaxis and EA..."
435. ↑  "Review Crew: JP: The Lost World". Electronic Gaming Monthly. Số 99. Ziff Davis. tháng 10 năm 1997. tr. 58.
436. ↑  "Oh Give Me a Home Where The Velociraptors Roam". Game Informer. Số 53. tháng 9 năm 1997. Bản gốc lưu trữ ngày 21 tháng 9 năm 1999. Truy cập ngày 12 tháng 4 năm 2014.
437. ↑  Staff, "Nuclear Strike", IGN, 24 Sept 1997, Retrieved 29 May 2012
438. ↑  Staff (ngày 29 tháng 9 năm 1997). "Now Shipping". PC Gamer. Bản gốc lưu trữ ngày 18 tháng 2 năm 1998. Truy cập ngày 5 tháng 12 năm 2019."Four games from EA: ...Nuclear Strike..."
439. ↑  Kaiafas, Tasos (ngày 26 tháng 9 năm 1997). "Moto Racer Review (PC)". GameSpot. Truy cập ngày 25 tháng 11 năm 2014.
440. ↑  Soete, Tim (ngày 29 tháng 1 năm 1998). "Moto Racer Review (PS)". GameSpot. Truy cập ngày 25 tháng 11 năm 2014.
441. ↑  Staff (ngày 30 tháng 9 năm 1997). "PGA Tour '98". IGN. Truy cập ngày 15 tháng 3 năm 2019.
442. ↑  "Galapagos". Next Generation. Quyển 1 số 35. tháng 11 năm 1997. tr. 43.
443. ↑  Staff (ngày 29 tháng 10 năm 1997). "Now Shipping". PC Gamer. Bản gốc lưu trữ ngày 18 tháng 2 năm 1998. Truy cập ngày 5 tháng 12 năm 2019."Three games from Electronic Arts: ...and Need for Speed II -- Special Edition."
444. ↑  Staff (ngày 30 tháng 10 năm 1997). "Now Shipping". PC Gamer. Bản gốc lưu trữ ngày 18 tháng 2 năm 1998. Truy cập ngày 5 tháng 12 năm 2019.Now Shipping: "Electronic Art's KKND Extreme."
445. ↑  "Review Crew: NASCAR 98". Electronic Gaming Monthly. Số 100. Ziff Davis. tháng 11 năm 1997. tr. 197.
446. ↑  "Review Crew: NASCAR 98". Electronic Gaming Monthly. Số 102. Ziff Davis. tháng 1 năm 1998. tr. 162.
447. ↑  "Need For Speed: V-Rally". IGN. ngày 26 tháng 9 năm 1997. Lưu trữ bản gốc ngày 5 tháng 9 năm 2015. Truy cập ngày 6 tháng 11 năm 2018.
448. ↑  Need For Speed: V-Rally (Instruction booklet). Electronic Arts. 1997. SLUS-00590. Truy cập ngày 13 tháng 11 năm 2018.
449. ↑  "Dungeon Keeper: The Deeper Dungeons on PC". GameSpot.com. Bản gốc lưu trữ ngày 10 tháng 10 năm 2007. Truy cập ngày 14 tháng 2 năm 2008.
450. ↑  Asher, Mark (ngày 29 tháng 10 năm 1999). "Game Spin: Crunching Numbers". CNET Gamecenter. Bản gốc lưu trữ ngày 15 tháng 10 năm 2000. Truy cập ngày 2 tháng 3 năm 2020.
451. ↑  "Beasts & Bumpkins". GameSpot. Truy cập ngày 24 tháng 2 năm 2019.
452. ↑  "Cricket 97 Ashes Tour Edition by EA Sports". Amazon UK. Truy cập ngày 11 tháng 3 năm 2019.
453. ↑  "FIFA Soccer Manager by Electronic Arts". Amazon.com. Truy cập ngày 11 tháng 3 năm 2019.
454. ↑  "Fighters Anthology - PC by Electronic Arts". Amazon. Truy cập ngày 11 tháng 3 năm 2019.
455. ↑  Rubin, Brian. "Longbow 2 - Review". Allgame. Bản gốc lưu trữ ngày 14 tháng 11 năm 2014. Truy cập ngày 7 tháng 6 năm 2013.
456. ↑  "Jane's Combat Simulations: LONGBOW GOLD". Amazon. Truy cập ngày 11 tháng 3 năm 2019.
457. ↑  Tou, Cristopher. "U.S. Navy Fighters '97". PC Games. Bản gốc lưu trữ ngày 11 tháng 7 năm 1997. Truy cập ngày 2 tháng 3 năm 2020.
458. ↑  "Review Crew: NHL 98". Electronic Gaming Monthly. Số 101. Ziff Davis. tháng 12 năm 1997. tr. 202.
459. ↑  Kaiafas, Tasos. "NHL 98 Review". GameSpot. Truy cập ngày 10 tháng 2 năm 2020.
460. ↑  "NHL '98". IGN. ngày 22 tháng 9 năm 1997. Truy cập ngày 10 tháng 2 năm 2020.
461. ↑  Nutter, Lee (tháng 3 năm 1998). "Review: NHL '98". Sega Saturn Magazine. Số 29. Emap International Limited. tr. 70–71.
462. ↑  "London Calling: European Developers Show their Stuff at ECTS". Electronic Gaming Monthly. Số 100. Ziff Davis. tháng 11 năm 1997. tr. 26.
463. ↑  "PGA Tour Pro for PC". GameRankings. Truy cập ngày 3 tháng 5 năm 2015.
464. ↑  McDonald, Tim (ngày 2 tháng 5 năm 2000). "PGA Tour Pro Review". GameSpot. Truy cập ngày 25 tháng 2 năm 2019.
465. ↑  "Finals". Next Generation. Số 30. Imagine Media. tháng 6 năm 1997. tr. 130.
466. ↑  "Auto Destruct". IGN. ngày 21 tháng 1 năm 1998. Truy cập ngày 20 tháng 10 năm 2017.
467. ↑  Cutts, Charlotte (ngày 18 tháng 2 năm 2018). "These are a few of my favourite things...in my games collection". Destructoid. Truy cập ngày 9 tháng 7 năm 2019.[liên kết hỏng]
468. ↑  "Skull Monkeys". Sony Computer Entertainment. Truy cập ngày 9 tháng 7 năm 2019.
469. ↑  "Ultima Collection - PC by Electronic Arts". Amazon. Truy cập ngày 11 tháng 3 năm 2019.
470. ↑  "NG Alphas: ReBoot". Next Generation. Số 30. Imagine Media. tháng 6 năm 1997. tr. 94–95.
471. ↑  Carmichael, Stephanie (ngày 4 tháng 5 năm 2012). "Warriors, Rogues, and Sorcerers: a history of Diablo". GameZone. Truy cập ngày 2 tháng 3 năm 2019.
472. ↑  "SimSafari - PC/Mac by Electronic Arts". Amazon. Truy cập ngày 11 tháng 3 năm 2019.
473. ↑  Gentry, Perry (ngày 23 tháng 3 năm 1998). "What's in Stores This Week". CNET Gamecenter. Bản gốc lưu trữ ngày 17 tháng 8 năm 2000. Truy cập ngày 6 tháng 12 năm 2019.
474. ↑  "Finals". Next Generation. Số 43. Imagine Media. tháng 7 năm 1998. tr. 113.
475. ↑  "Finals". Next Generation. Số 48. Imagine Media. tháng 12 năm 1998. tr. 138.
476. ↑  "Triple Play 1999 Wiki Guide". IGN.
477. ↑  "Amazon - Triple Play '99 by Electronic Arts". Amazon. Truy cập ngày 11 tháng 3 năm 2019.
478. ↑  "Warhammer: Dark Omen". Amazon.co.uk. Truy cập ngày 29 tháng 8 năm 2019.
479. ↑  Griffin, Mike (tháng 7 năm 1998). "World Cup '98". Gamers' Republic. Số 2. tr. 86–87.
480. ↑  Jason Ocampo (ngày 27 tháng 4 năm 1998). "Dungeon Keeper Gold Edition". Computer Games Strategy Plus. Computer Games Strategy Plus. Bản gốc lưu trữ ngày 10 tháng 7 năm 2003. Truy cập ngày 20 tháng 11 năm 2016.
481. ↑  "Road Rash 3D". IGN. Truy cập ngày 2 tháng 1 năm 2013.
482. ↑  "WarGames Defcon 1: Amazon". Amazon UK. Truy cập ngày 11 tháng 3 năm 2019.
483. ↑  Perry, Douglass C. (ngày 18 tháng 9 năm 1998). "Moto Racer 2 (PS)". IGN. Ziff Davis. Truy cập ngày 23 tháng 8 năm 2021.
484. ↑  Blevins, Tal (ngày 18 tháng 1 năm 1999). "Moto Racer 2 (PC)". IGN. Ziff Davis. Truy cập ngày 23 tháng 8 năm 2021.
485. ↑  Kaiafas, Tasos (ngày 2 tháng 5 năm 2000). "NCAA Football 99 Review". GameSpot. Truy cập ngày 1 tháng 6 năm 2019.
486. ↑  Grosso, Robert (ngày 22 tháng 12 năm 2016). "Rewind Review – Future Cop: L.A.P.D". TechRaptor. Truy cập ngày 29 tháng 5 năm 2019.
487. ↑  Bergren, Paul (tháng 11 năm 1998). "Tiger Woods 99 [PGA Tour Golf] (PC)". Game Informer. Số 67. FuncoLand. tr. 74.
488. ↑  "Tiger Woods 99 PGA Tour Golf (PS)". Electronic Gaming Monthly. 1999.
489. ↑  "NASCAR 99 Reviews and Articles for Playstation". GameRankings. Truy cập ngày 31 tháng 5 năm 2013.
490. ↑  Harris, Craig (ngày 29 tháng 9 năm 1998). "NHL '99 (PS)". IGN. Truy cập ngày 20 tháng 6 năm 2015.
491. ↑  Blevins, Tal (ngày 27 tháng 10 năm 1998). "NHL '99 (PC)". IGN. Truy cập ngày 20 tháng 6 năm 2015.
492. ↑  Harris, Craig (ngày 14 tháng 10 năm 1998). "NHL '99 (N64)". IGN. Truy cập ngày 20 tháng 6 năm 2015.
493. ↑  "Electronic Arts Ships Small Soldiers for the PlayStation". Business Wire. Berkshire Hathaway. ngày 2 tháng 11 năm 1998. Bản gốc lưu trữ ngày 28 tháng 1 năm 1999. Truy cập ngày 17 tháng 6 năm 2019 – qua Yahoo.com.
494. ↑  "Test Drive 5 (PC) Specs". CNET. ngày 11 tháng 2 năm 2013. Truy cập ngày 11 tháng 2 năm 2013.
495. ↑  "Test Drive 5 - Windows Specs". CNET. ngày 11 tháng 2 năm 2013. Truy cập ngày 11 tháng 2 năm 2013.
496. ↑  "Test Drive 5 - PC by Electronic Arts". Amazon. Truy cập ngày 11 tháng 3 năm 2019.
497. ↑  Kanarick, Mark. "CyberTiger (PS) – Review". AllGame. Bản gốc lưu trữ ngày 14 tháng 11 năm 2014. Truy cập ngày 11 tháng 1 năm 2015.
498. ↑  "Electronic Arts Ships Xena: Warrior Princess for the Playstation; She's Smart, She's Sexy and She's Gaming's Toughest Heroine". Electronic Arts. ngày 29 tháng 9 năm 1999. Truy cập ngày 23 tháng 3 năm 2016.[liên kết hỏng]
499. ↑  Hulsey, Joel (ngày 15 tháng 10 năm 1998). "EA's Fighter Pilot lands on store shelves". Computer Games Strategy Plus. Strategy Plus, Inc. Bản gốc lưu trữ ngày 9 tháng 7 năm 2003. Truy cập ngày 25 tháng 1 năm 2021.
500. ↑  Kim Randell (ngày 15 tháng 8 năm 2001). "PC Review: Trespasser". Computer and Video Games. Future plc. Bản gốc lưu trữ ngày 24 tháng 6 năm 2007. Truy cập ngày 12 tháng 4 năm 2014.
501. ↑  "The F.A. Premier League Football Manager 2000 (PC) Specs". CNET. Truy cập ngày 11 tháng 3 năm 2019.
502. ↑  IGN Staff (ngày 30 tháng 11 năm 1998). "FIFA '99 Review". IGN. Truy cập ngày 14 tháng 4 năm 2015.
503. ↑  Blevins, Tal (ngày 10 tháng 11 năm 1998). "NBA Live '99 [sic] (PC)". IGN. Truy cập ngày 28 tháng 4 năm 2015.
504. ↑  "Sim Theme Park". IGN. ngày 19 tháng 11 năm 1999. Truy cập ngày 5 tháng 9 năm 2017.
505. ↑  IGN staff (ngày 17 tháng 11 năm 1998). "News Briefs". IGN. Ziff Davis. Lưu trữ bản gốc ngày 1 tháng 3 năm 2000. Truy cập ngày 23 tháng 8 năm 2021. Populous 3 Release: Electronic Arts subsidiary said today that Populous: The Beginning...has at long last been released.
506. ↑  "Populous: The Beginning at GameSpy (PS)". GameSpy. Bản gốc lưu trữ ngày 4 tháng 11 năm 2010. Truy cập ngày 5 tháng 1 năm 2011.
507. ↑  Jebens, Harley (ngày 23 tháng 11 năm 1998). "WWII Fighters Ships [date mislabeled as "April 28, 2000"]". GameSpot. CBS Interactive. Lưu trữ bản gốc ngày 13 tháng 6 năm 2000. Truy cập ngày 23 tháng 8 năm 2021.
508. ↑  "Knockput Kings (PS)". Next Generation. Số 49. Imagine Media. tháng 1 năm 1999. tr. 105. Truy cập ngày 23 tháng 8 năm 2021.
509. ↑  Harris, Craig (ngày 7 tháng 1 năm 2000). "Knockout Kings". IGN. Truy cập ngày 11 tháng 4 năm 2017.
510. ↑  IGN Reviews Lưu trữ ngày 2 tháng 3 năm 2012 tại Wayback Machine Golden Nugget 64 (N64)
511. ↑  Rose, Mike (ngày 1 tháng 5 năm 2013). "What the heck is Bullfrog's Theme Aquarium?". Gamasutra. UBM Technology Group. Truy cập ngày 7 tháng 1 năm 2019.
512. ↑  "Revisiting Bullfrog: 25 Years On". Retro Gamer. Số 110. Bournemouth: Imagine Publishing. tháng 12 năm 2012. tr. 60–67. ISSN 1742-3155.
513. ↑  "The Biggest Names The Best Games: A Compilation of 6 Legendary PC Hits – Theme Hospital / Sim City 2000 / Need For Speed II Special Edition / Dungeon Keeper / Warhammer Dark Omen / Nuclear Strike – Electronic Arts". Amazon.co.uk.
514. ↑  "Amazon – Bundesliga 99 von Electronic Arts". Amazon Germany. Truy cập ngày 11 tháng 3 năm 2019.
515. ↑  "The Creed (1998)". Old PC Gaming. ngày 8 tháng 3 năm 2019. Bản gốc lưu trữ ngày 29 tháng 4 năm 2020. Truy cập ngày 18 tháng 5 năm 2019.
516. ↑  "PC Powerplay Issue 037". PC Powerplay. Next Publishing Pty Ltd. tháng 6 năm 1999. Truy cập ngày 11 tháng 7 năm 2019.
517. ↑  "The F.A. Premier League Football Manager 99 (PC)". GameSpy. Truy cập ngày 5 tháng 6 năm 2015.
518. ↑  "Jane's Attack Pack - PC by Electronic Arts". Amazon. Truy cập ngày 11 tháng 3 năm 2019.
519. ↑  D'Aprile, Jason. "Israeli Air Force". PC Games. Bản gốc lưu trữ ngày 22 tháng 9 năm 1999. Truy cập ngày 2 tháng 3 năm 2020.
520. ↑  "JANE'S LONGBOW AH 64D MANUAL". Truy cập ngày 5 tháng 6 năm 2015.[liên kết hỏng]
521. ↑  "Jane's Longbow Anthology (PC)". GameSpy. Truy cập ngày 5 tháng 6 năm 2015.
522. ↑  "PGA Tour Gold (PC CD Jewel Case) by EA Sports". Amazon.com. Truy cập ngày 29 tháng 8 năm 2019.
523. ↑  "Play the Games - Volume 1". Amazon.com. Truy cập ngày 29 tháng 8 năm 2019.
524. ↑  "NG Alphas: Queen: The Eye". Next Generation. Số 24. Imagine Media. tháng 12 năm 1996. tr. 163.
525. ↑  "Ultimate Sim Series - PC by Electronic Arts". Amazon. Truy cập ngày 11 tháng 3 năm 2019.
526. ↑  "ESPN X Games Pro Boarder". IGN. ngày 8 tháng 2 năm 1999. Truy cập ngày 15 tháng 4 năm 2019.
527. ↑  "SimCity 3000 Overview – Loki". Truy cập ngày 29 tháng 11 năm 2009.
528. ↑  "News Briefs". IGN. ngày 1 tháng 2 năm 1999. Bản gốc lưu trữ ngày 31 tháng 8 năm 2000. Truy cập ngày 8 tháng 12 năm 2019.SimCity 3000 Ships: "Maxis has released SimCity 3000, the third edition of its long-running and popular urban simulation game..."
529. ↑  Morris, Dan. "Alpha Centauri Review from GamePro". GamePro. Bản gốc lưu trữ ngày 7 tháng 6 năm 2011. Truy cập ngày 22 tháng 6 năm 2010.
530. ↑  Fudge, James (ngày 16 tháng 2 năm 1999). "NASCAR Revolution Ships". Computer Games Strategy Plus. Strategy Plus, Inc. Bản gốc lưu trữ ngày 1 tháng 12 năm 2002. Truy cập ngày 23 tháng 8 năm 2021.
531. ↑  "There are No Beetles in Australia". IGN. ngày 17 tháng 11 năm 1999. Truy cập ngày 27 tháng 3 năm 2019.
532. ↑  "Finals". Next Generation. Số 55. Imagine Media. tháng 7 năm 1999. tr. 94.
533. ↑  IGN Reviews Triple Play 2000 (N64 version)
534. ↑  IGN Reviews Triple Play 2000 (PS1 version)
535. ↑  IGN Reviews Triple Play 2000 (PC version)
536. ↑  Air Hendrix (1999). "Need for Speed High Stakes Review for PlayStation on GamePro.com". GamePro. Bản gốc lưu trữ ngày 13 tháng 2 năm 2005. Truy cập ngày 6 tháng 8 năm 2015.
537. ↑  Chick, Tom (ngày 31 tháng 7 năm 1999). "Need for Speed: High Stakes Review for PC on GamePro.com". GamePro. Bản gốc lưu trữ ngày 11 tháng 8 năm 2004. Truy cập ngày 6 tháng 8 năm 2015.
538. ↑  Randell, Kim. "Lands of Lore III". Computer & Video Games. Bản gốc lưu trữ ngày 31 tháng 5 năm 2009. Truy cập ngày 2 tháng 3 năm 2020.
539. ↑  Dunkin, Alan (ngày 3 tháng 3 năm 1999). "EA Goes Downhill [date mislabeled as "April 27, 2000"]". GameSpot. CBS Interactive. Lưu trữ bản gốc ngày 2 tháng 6 năm 2000. Truy cập ngày 29 tháng 7 năm 2021.
540. ↑  IGN staff (ngày 11 tháng 3 năm 1999). "News Briefs". IGN. Ziff Davis. Lưu trữ bản gốc ngày 18 tháng 1 năm 2000. Truy cập ngày 29 tháng 7 năm 2021. Recoil Rolls Out the Door: Zipper Interactive's futuristic armored vehicle shooter, Recoil, hit retail shelves today.
541. ↑  Perry, Douglass C. (ngày 6 tháng 4 năm 1999). "Sports Car GT (PS)". IGN. Ziff Davis. Truy cập ngày 19 tháng 1 năm 2019.
542. ↑  Butts, Steve (ngày 3 tháng 6 năm 1999). "Sports Car GT (PC)". IGN. Ziff Davis. Truy cập ngày 19 tháng 1 năm 2019.
543. ↑  "SBK® – THE OFFICIAL FAST-PACED RACING EXPERIENCE". Milestone srl. Bản gốc lưu trữ ngày 17 tháng 12 năm 2019. Truy cập ngày 28 tháng 10 năm 2022.
544. ↑  "Amazon – Superbike World Championship – PC". Amazon. Truy cập ngày 11 tháng 3 năm 2019.
545. ↑  "Hot Wheels Turbo Racing for Nintendo 64". GameRankings. Truy cập ngày 26 tháng 12 năm 2014.
546. ↑  "Hot Wheels Turbo Racing for PlayStation". GameRankings. Truy cập ngày 26 tháng 12 năm 2014.
547. ↑  Butts, Stephen (ngày 15 tháng 6 năm 1999). "Jane's Fleet Command". www.ign.com (bằng tiếng Anh). Truy cập ngày 19 tháng 6 năm 2019.
548. ↑  "F-22 Lightning Hits the Stores!". Novalogic. ngày 20 tháng 5 năm 1999. Bản gốc lưu trữ ngày 2 tháng 3 năm 2000. Truy cập ngày 23 tháng 8 năm 2021.
549. ↑  "NASCAR Road Racing - PC by EA Sports". Amazon.com. Truy cập ngày 10 tháng 2 năm 2020.
550. ↑  MacDonald, Ryan (ngày 29 tháng 4 năm 2000). "NCAA Football 2000 Review". GameSpot. Truy cập ngày 1 tháng 6 năm 2019.
551. ↑  "Need for Speed: V-Rally 2". Amazon. Truy cập ngày 11 tháng 3 năm 2019.
552. ↑  Fudge, James (ngày 28 tháng 6 năm 1999). "Dungeon Keeper 2 Ships". Computer Games Strategy Plus. Strategy Plus, Inc. Bản gốc lưu trữ ngày 26 tháng 6 năm 2003. Truy cập ngày 27 tháng 5 năm 2021.
553. ↑  Complete Guide Book, p. front cover.
554. ↑  Gaston, Martin (ngày 14 tháng 2 năm 2014). "Forget microtransactions: Dungeon Keeper free on GOG.com". GameSpot. CBS Interactive. Truy cập ngày 21 tháng 11 năm 2016.
555. ↑  "Dungeon Keeper™ 2". Origin. Electronic Arts. Truy cập ngày 22 tháng 11 năm 2016.
556. ↑  Lopez, Vincent (ngày 7 tháng 7 năm 1999). "But is it Extreme?". IGN. Ziff Davis. Truy cập ngày 27 tháng 5 năm 2021.
557. ↑  "Madden NFL 2000 for PlayStation". GameRankings. Truy cập ngày 15 tháng 5 năm 2015.
558. ↑  "Sled Storm for PlayStation – GameRankings". GameRankings. Truy cập ngày 16 tháng 9 năm 2010.
559. ↑  Bhatt, Andy (ngày 1 tháng 10 năm 1999). "NHL 2000 (PS)". IGN. Truy cập ngày 21 tháng 6 năm 2015.
560. ↑  Laprad, David (ngày 11 tháng 8 năm 1999). "System Shock 2 Ships". The Adrenaline Vault. Bản gốc lưu trữ ngày 6 tháng 2 năm 2000. Truy cập ngày 25 tháng 9 năm 2019.
561. ↑  IGN Staff (ngày 11 tháng 8 năm 1999). "News briefs". IGN. United States: News Corporation. Truy cập ngày 16 tháng 2 năm 2008.
562. ↑  Evans, Dean (tháng 12 năm 1999). "Poetic". PC Gamer UK. Bản gốc lưu trữ ngày 27 tháng 6 năm 2002.
563. ↑  "Electronic Arts Reveals Details On WCW Mayhem Video Game and Announces Development of a Game Boy Color Version". Business Wire. Berkshire Hathaway. ngày 23 tháng 8 năm 1999. Bản gốc lưu trữ ngày 26 tháng 11 năm 1999. Truy cập ngày 17 tháng 6 năm 2019 – qua Yahoo.com.
564. ↑  Boulding, Aaron (ngày 17 tháng 9 năm 1999). "NASCAR 2000 Review". IGN. Truy cập ngày 10 tháng 2 năm 2020.
565. ↑  Jojic, Uros (ngày 8 tháng 11 năm 1999). "FIFA 2000 (PC)". IGN. Truy cập ngày 28 tháng 3 năm 2015.
566. ↑  Bhatt, Andy (ngày 2 tháng 11 năm 1999). "FIFA 2000 (PS)". IGN.
567. ↑  "Deer Hunt Challenge - Review". IGN. ngày 26 tháng 10 năm 1999. Truy cập ngày 1 tháng 3 năm 2019.
568. ↑  IGN staff (ngày 28 tháng 9 năm 1999). "News Briefs". IGN. Ziff Davis. Truy cập ngày 23 tháng 8 năm 2021.
569. ↑  "DUNE for the Playstation Goes Gold". ngày 27 tháng 9 năm 1999. Bản gốc lưu trữ ngày 8 tháng 6 năm 2001.
570. ↑  Fox, Matt (ngày 1 tháng 12 năm 2012). The Video Games Guide: 1,000+ Arcade, Console and Computer Games, 1962–2012 (ấn bản thứ 2). McFarland & Company. ISBN 9780786472574.
571. ↑  Zydrko, David (ngày 6 tháng 12 năm 1999). "NBA Live 2000 (PS)". IGN. Truy cập ngày 28 tháng 4 năm 2015.
572. ↑  "Amazon – Supercross 2000 – PS". Amazon. Truy cập ngày 11 tháng 3 năm 2019.
573. ↑  Provo, Frank (ngày 15 tháng 12 năm 2000). "EA Sports Supercross Review". GameSpot. Truy cập ngày 1 tháng 6 năm 2019.
574. ↑  "Supercross 2000". Sony Interactive Entertainment.
575. ↑  "Alan Koshiyama - Delta Force Trilogy". GameSpot. ngày 7 tháng 11 năm 2000. Bản gốc lưu trữ ngày 1 tháng 8 năm 2019. Truy cập ngày 24 tháng 2 năm 2019.
576. ↑  "Tomorrow Never Dies - PlayStation". Game Informer. ngày 24 tháng 1 năm 2000. Bản gốc lưu trữ ngày 5 tháng 12 năm 2000. Truy cập ngày 12 tháng 12 năm 2013.
577. ↑  McClendon, Bill (ngày 23 tháng 11 năm 1999). "Ascending Onto Shelves". CNET Gamecenter. Bản gốc lưu trữ tháng 1 24, 2000. Truy cập tháng 4 3, 2019.
578. ↑  Anderson, Paul (tháng 2 năm 2000). "Tiger Woods PGA Tour 2000 (PS)". Game Informer. Số 82. Bản gốc lưu trữ ngày 27 tháng 5 năm 2000. Truy cập ngày 6 tháng 6 năm 2015.
579. ↑  "Sid Meier's Alpha Centauri Planetary Pack - PC by Electronic Arts". Amazon. Truy cập ngày 11 tháng 3 năm 2019.
580. ↑  "The Biggest Names The Best Games 2". CD Access. Bản gốc lưu trữ ngày 17 tháng 3 năm 2005. Truy cập ngày 28 tháng 10 năm 2022.
581. ↑  "The Biggest Names The Best Games 4". sockscap64.com.
582. ↑  "Cricket World Cup '99 for PC". GameRankings.
583. ↑  Jackson, Rowan (ngày 4 tháng 2 năm 2000). "Jane's USAF Review". PC Gaming World. Bản gốc lưu trữ ngày 16 tháng 8 năm 2000.
584. ↑  Boulding, Aaron (ngày 20 tháng 10 năm 1999). "Knockout Kings 2000". IGN. Truy cập ngày 11 tháng 4 năm 2017.
585. ↑  Pavlacka, Adam (tháng 1 năm 2000). "Finals". Next Generation. Quyển 3 số 1. Imagine Media. tr. 98.
586. ↑  "Play the Games - Volume 2". Amazon.com. Truy cập ngày 29 tháng 8 năm 2019.
587. ↑  "Populous 3 - Undiscovered Worlds". Computer and Video Games. Bản gốc lưu trữ ngày 21 tháng 11 năm 2007. Truy cập ngày 8 tháng 9 năm 2007.
588. ↑  Official PlayStation Magazine, Future Publishing issue 44, page 106, (April 1999)
589. ↑  "Finals". Next Generation. Số 54. Imagine Media. tháng 6 năm 1999. tr. 93.
590. ↑  "The F.A. Premier League Stars 2000 (PC)". GameSpy. Truy cập ngày 5 tháng 6 năm 2015.

1. ↑  Game Over II was published by Electronic Arts in the United Kingdom. In other countries, it was published by Dinamic Software.
2. ↑  Aaargh! was published by Electronic Arts for the Amiga only. Other versions were released by Arcadia Systems and Melbourne House.
3. ↑  Abrams Battle Tank was published by Electronic Arts for the MS-DOS only. The Sega Mega Drive version was released by Sega.
4. ↑  Other versions of Serve & Volley were released by Accolade.
5. ↑  Other versions of The Train: Escape to Normandy were published by Accolade.
6. ↑  EA only published the DOS version of F-16 Combat Pilot, though it was released for other platforms.
7. ↑  Other versions of Shadow of the Beast were released by Psygnosis.
8. ↑  Other versions of Shadow of the Beast II were released by Psygnosis.
9. ↑  The Amiga version of this game was released by Millennium Interactive.
10. ↑  Might and Magic II for other platforms was published by New World Computing.
11. ↑  Electronic Arts funded Harley's Humongous Adventure.
12. ↑  The game was published by Ocean Software in Europe.
13. ↑  Alone in the Dark 2 was published by Electronic Arts in Japan only for the 3DO, the PlayStation and Sega Saturn.
14. ↑  Electronic Arts Victor published Loaded in Japan. Interplay Productions published the game in North America.
15. ↑  This game was published in Japan by Electronic Arts and in other territories by Psygnosis.
16. ↑  The game was re-released in a compilation published by Europress Software called Total Sports for Microsoft Windows.
17. ↑  Die Hard Trilogy was published by Electronic Arts in Japan only for the PlayStation, while other versions were published by Fox Interactive and Sega.
18. ↑  Electronic Arts only published WarGames in Europe; other versions were published by MGM Interactive.